# Musée de l'Ermitage
Ne doit pas être confondu avec Fondation de l'Hermitage.
Le musée d'État de l'Ermitage (en russe : Государственный Эрмитаж, Gossoudarstvenny Ermitaj) est un musée situé à Saint-Pétersbourg en Russie, au bord de la Neva.
Fondé en 1764, c'est le plus grand musée du monde quant au nombre d'objets exposés (plus de soixante mille pièces dans près de mille salles tandis que près de trois millions d’objets sont conservés dans les réserves). Avec ses 230 000 m2 de surface, dont 100 000 m2 consacrés aux expositions, il s'agit de l'un des trois plus grands musées d'art du monde aux côtés du Louvre et du Musée national de Chine. Le journal Art Newspaper l'a classé 10e sur la liste des musées d'art les plus visités au monde, avec 2 812 913 visiteurs en 2022[réf. incomplète]. Les bâtiments abritant le musée de l'Ermitage occupent un vaste ensemble de six bâtiments historiques constituant un des principaux ensembles architecturaux du centre de Saint-Pétersbourg qui est classé au patrimoine mondial de l'Unesco. Le musée présente, à côté de nombreuses pièces de l'Antiquité, une grande collection d'œuvres d'art européen de la période classique. Il abrite notamment la plus grande collection du monde de peintures, avec plus de seize mille toiles. Parmi les œuvres exposées figurent des peintures de maîtres hollandais et français comme Rembrandt, Rubens, Henri Matisse et Paul Gauguin. On y trouve également deux peintures à l'huile de Léonard de Vinci ainsi que trente-et-une peintures de Pablo Picasso. Le musée emploie deux mille cinq cents personnes et utilise l'aide de nombreux stagiaires gérés par le service des volontaires du musée de l'Ermitage.
En 2014, le musée a ouvert un département consacré à l'art photographique. Celui-ci compte des œuvres recouvrant différentes époques et styles, notamment de Willy Ronis, Robert Capa, Henri Cartier-Bresson, San Damon, Ansel Adams, Brassaï, Richard Avedon, etc.

## Bâtiments
Initialement, seul le bâtiment désigné sous le nom de « Petit Ermitage » portait ce nom. Aujourd'hui, l'Ermitage regroupe un complexe de plusieurs bâtiments construits aux XVIIIe et XIXe siècles. À côté du Petit Ermitage, on trouve le « Grand Ermitage », le « Nouvel Ermitage » (et ses célèbres atlantes), et le « théâtre de l'Ermitage » ainsi que la majeure partie du « palais d'Hiver », autrefois résidence principale des empereurs de Russie. Au cours de ces dernières années, une partie du bâtiment d'État-major situé de l'autre côté de la place du château, ainsi que le « palais Menchikov », sont venus s'ajouter au complexe de l'Ermitage.

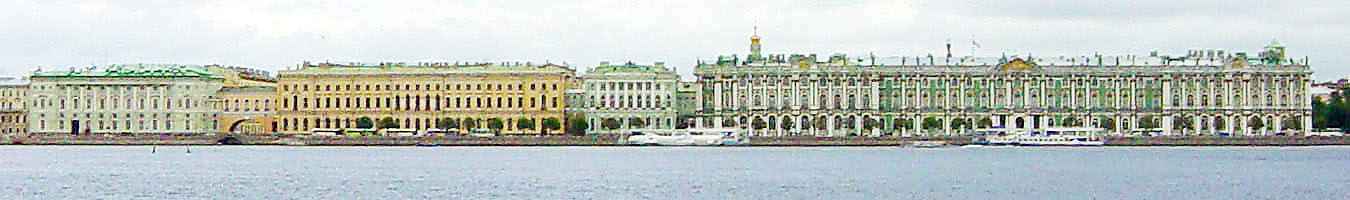
Le complexe de l'Ermitage. De gauche à droite : le théâtre de l'Ermitage, le Vieil Ermitage, le Petit Ermitage, le palais d'Hiver (le Nouvel Ermitage, situé derrière le Vieil Ermitage, n'est pas visible).

### Palais d'Hiver

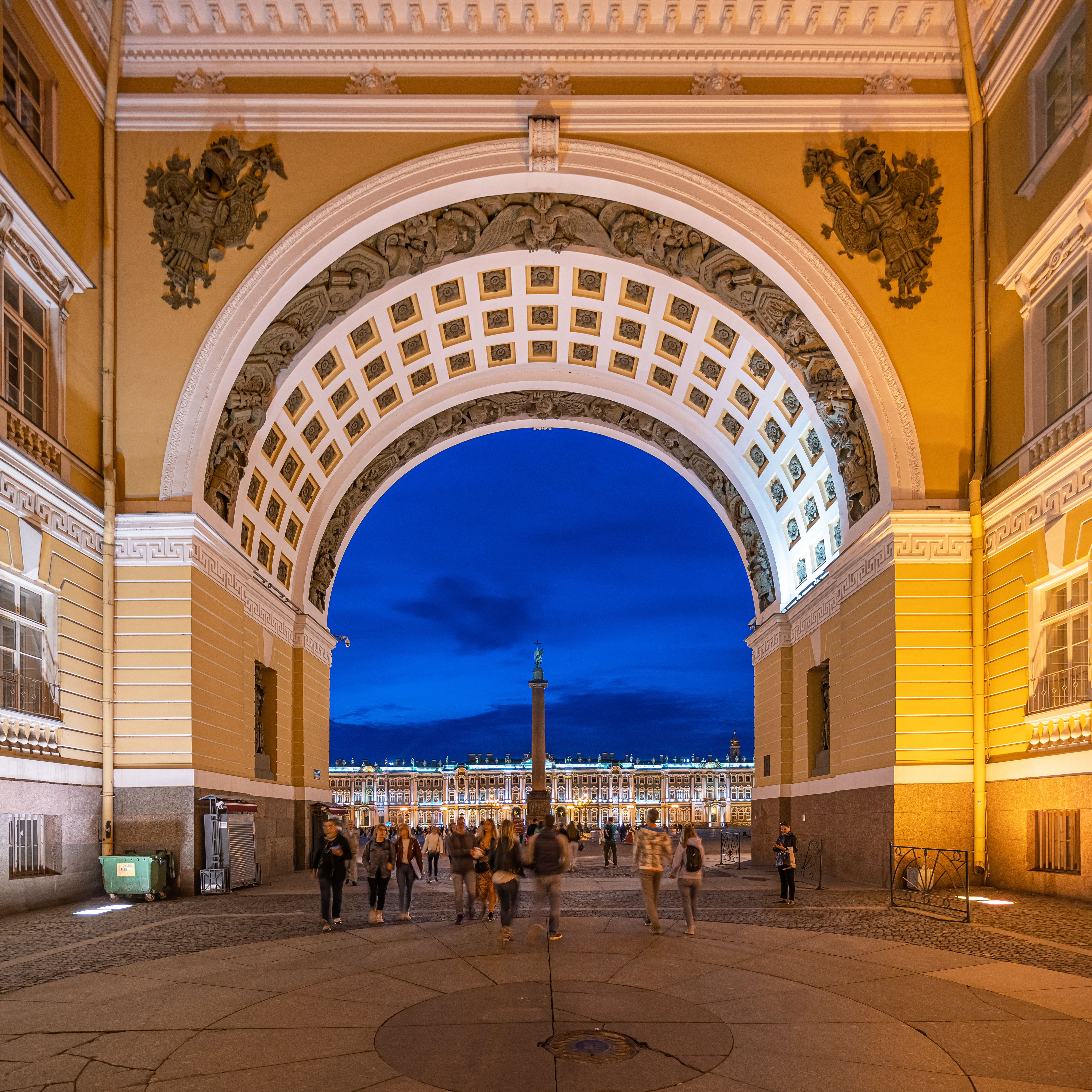
Vue du palais d'Hiver et du bâtiment d’État-Major.

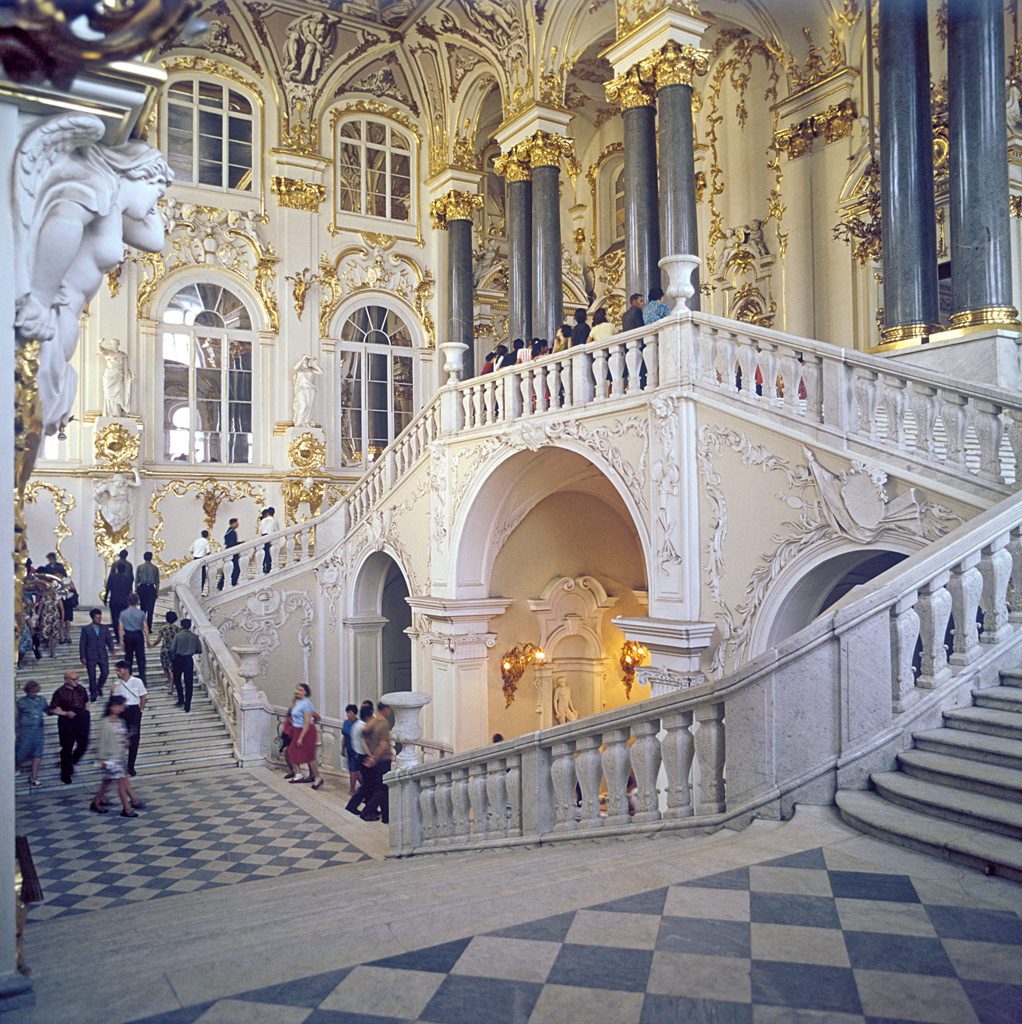
Le grand escalier de l'Ermitage, dit « escalier du Jourdain ».

Le premier palais d'Hiver est construit en 1711 ; reconstruit en 1721 à la mort de Pierre le Grand, il est remplacé dans les années qui suivent par un ouvrage de l'architecte Domenico Trezzini. L'impératrice Élisabeth, qui estime que le bâtiment résultant manque de grandeur, le fait reconstruire en 1754 par Bartolomeo Rastrelli.
En décembre 1837, le palais est ravagé par un incendie (l'incendie dure trente heures), mais les œuvres sont sauvées grâce aux pompiers qui établissent un mur d'eau sur les parois séparant la zone en feu de la partie contenant les œuvres. L'empereur Nicolas Ier ordonne sa reconstruction à l'identique : au printemps 1839, les travaux de reconstruction sont achevés. Le bâtiment ne sera par la suite pratiquement plus modifié. Au cours de la Seconde Guerre mondiale, le palais d'Hiver est endommagé durant le siège de Léningrad mais réparé par la suite. Le bâtiment est aujourd'hui confronté aux problèmes soulevés par l'afflux des visiteurs, à l'instabilité du sol marécageux sur lequel il a été bâti ainsi qu'à l'humidité engendrée par la proximité de la Neva. Des travaux de restauration ont été menés en 1984 et 2005.
Le palais est aujourd'hui considéré comme un joyau de l'art baroque russe. Le palais d'Hiver est de plan rectangulaire avec de grandes cours intérieures ; chaque façade est décorée différemment. Des statues de 3,5 m décorent la façade extérieure du palais.
La ligne céleste de Saint-Pétersbourg
Le tsar russe Nicolas Ier, qui habitait dans le palais d'Hiver, signe une loi qui interdit la construction de bâtiments à Saint-Pétersbourg qui dépasseraient la hauteur de la résidence impériale, car personne ne devrait vivre au-dessus des tsars.
Cette loi crée un phénomène architectural qui est connu dans le monde entier sous le nom de « ligne céleste de Saint-Pétersbourg ».

### Petit Ermitage

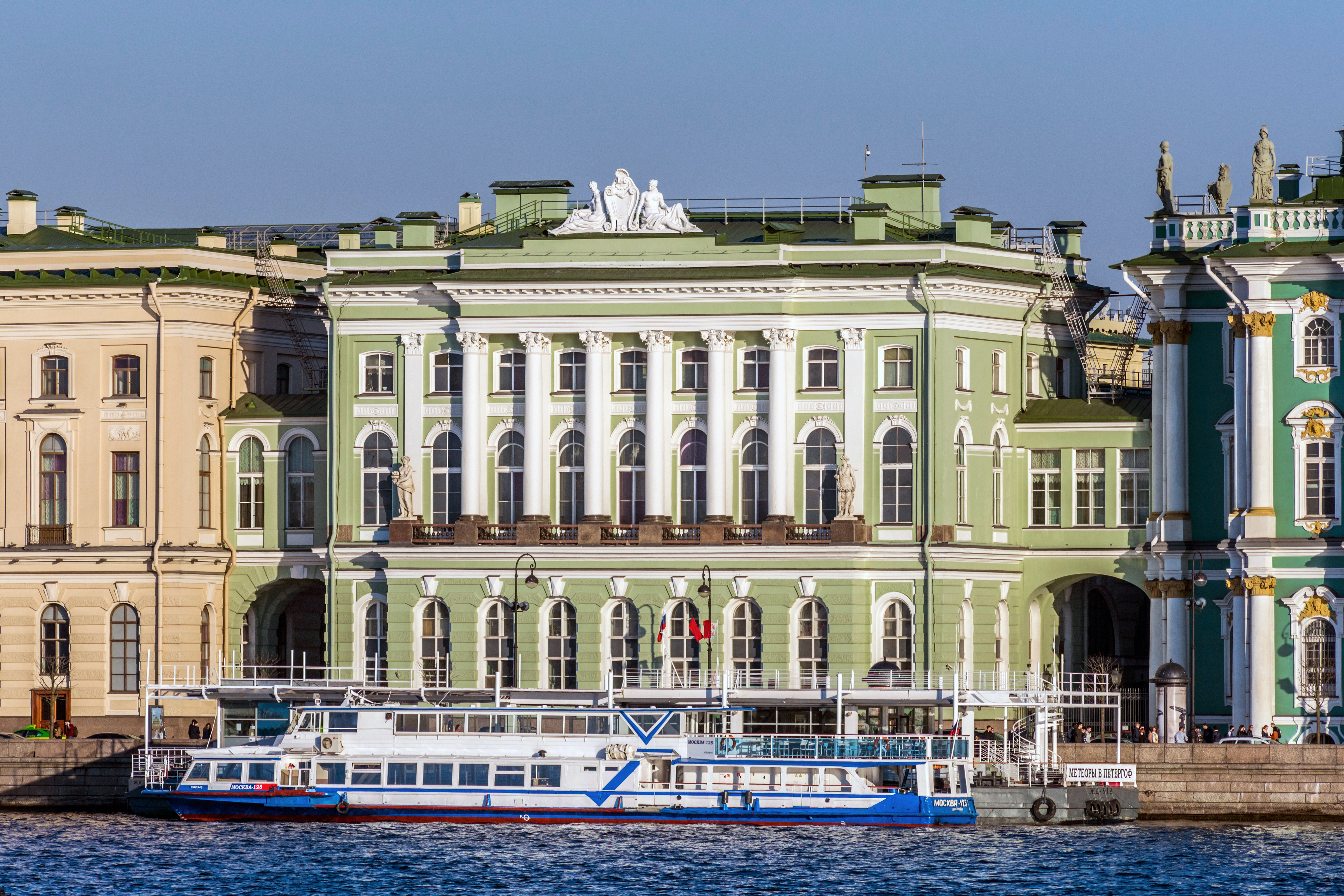
Vue du Petit Ermitage.

Le Petit Ermitage, construit dans un style classique par Jean-Baptiste Vallin de La Mothe, sert entre 1764 et 1775 de refuge à Catherine II et est le plus petit des bâtiments du complexe de l'Ermitage. C'est dans cet immeuble que Catherine entrepose les premières peintures dont elle fait l'acquisition.

### Grand Ermitage

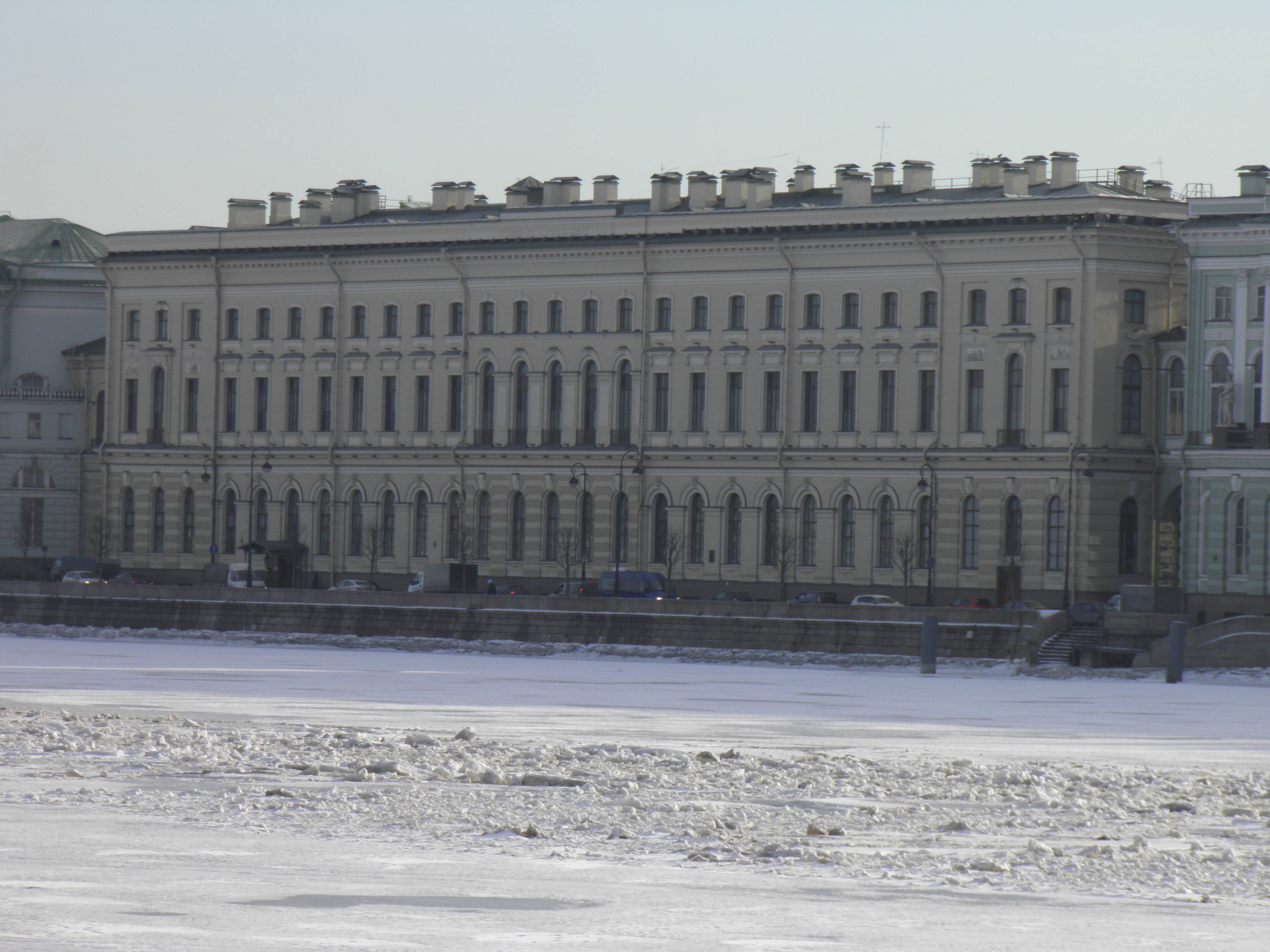
Vue du Grand Ermitage.

Le Grand Ermitage (ou Vieil Ermitage) est construit de 1771 à 1787 par l'architecte Georg Friedrich Veldten pour abriter une collection en rapide croissance : c'est le bâtiment le moins décoré du complexe. En 1792, Giacomo Quarenghi ajoute au Grand Ermitage un bâtiment qui abrite la Loggia Raphaël. Le premier étage du bâtiment abrite les collections de peinture italienne et son rez-de-chaussée est occupé par l'administration du musée.

### Nouvel Ermitage

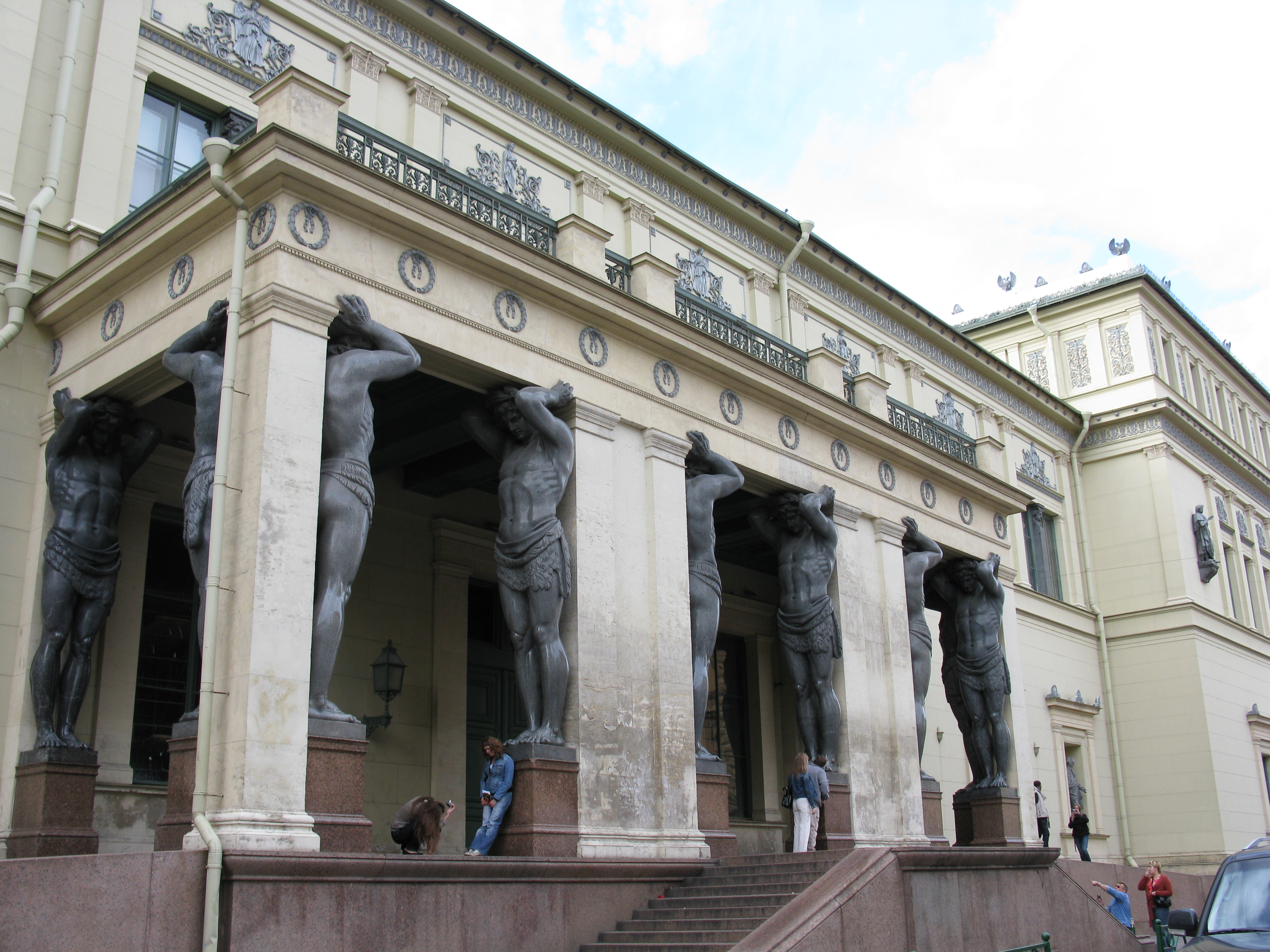
Le nouvel Ermitage et son portique soutenu par des atlantes.

Leo von Klenze dessine les plans du Nouvel Ermitage, qui est construit entre 1839 et 1852, et qui est peut-être la seule de ses œuvres qui échappe aux styles que lui a imposé Louis Ier de Bavière et peut-être à ses propres conceptions artistiques. C'est le seul bâtiment du complexe qui ne se trouve pas le long de la Néva, mais rue Millionnaïa, qui est parallèle au fleuve. Ce bâtiment a également été bâti pour faire face à la croissance des collections ; on y trouve, entre autres, la reconstitution complète d'une loggia construite par Raphaël au Vatican. Les statues d'atlantes qui se trouvent sur sa façade sont peut-être les œuvres de ce type les plus célèbres au monde.

### Théâtre de l'Ermitage

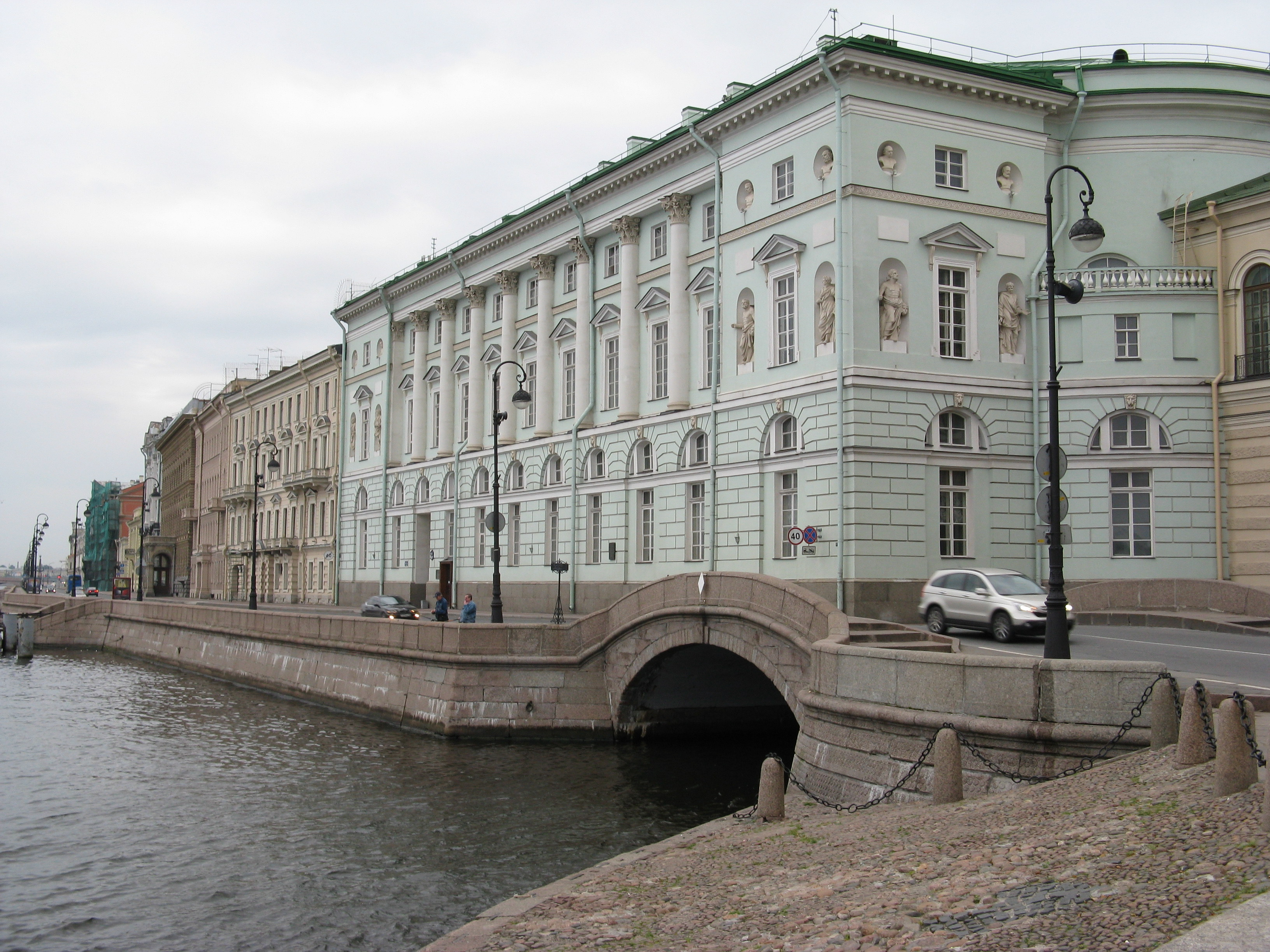
Théâtre de l'Ermitage.

Le théâtre de l'Ermitage est bâti entre 1783 et 1787. Le théâtre impérial est à l'époque le premier théâtre de Saint-Pétersbourg. Des pièces y sont jouées jusqu'en 1796 et à nouveau à partir de 1989 : en hiver, le théâtre Mariinski, entre autres, y monte des spectacles. Il sert aujourd'hui essentiellement de siège pour l'administration de l'Ermitage, mais il conserve une scène et une salle de spectacles. Le théâtre est le plus petit de la ville, car il était à l'origine conçu pour des représentations privées pour la famille impériale. Le théâtre de l'Ermitage n'est normalement pas ouvert au public.

### Palais de l'État-Major

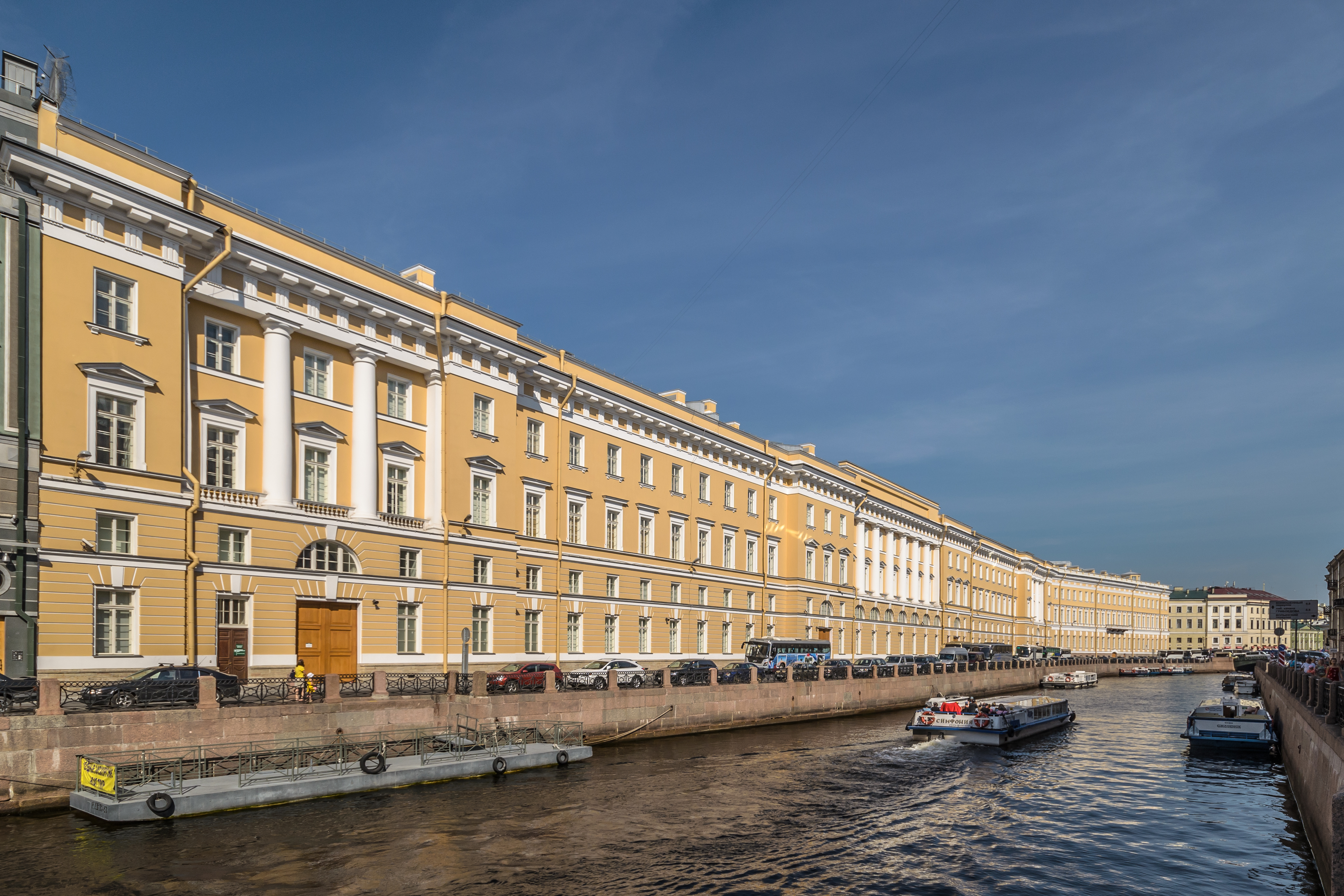
Palais de l'État-Major.

Le Palais de l'État-Major, qui se trouve de l'autre côté de la place du Palais, abrite dans sa partie orientale les collections d'art du XIXe et du XXe siècle — dont une impressionnante collection de peintres français allant de l'impressionnisme aux années 1950 (dont les fameux Gauguin et Matisse) —, ainsi que des parties destinées à l'art contemporain et aux expositions temporaires. Cette partie a été entièrement refaite en 2014.

## Collections
Parmi les 250 musées de la ville, l'Ermitage est, avec ses trois à quatre millions de visiteurs annuels, le plus visité et le plus réputé. C'est un des musées d'art les plus importants du monde. Il héberge une énorme collection de peintures européennes pour la période courant jusqu'en 1917. L'accrochage particulièrement serré des peintures, qui résulte de la densité des collections présentées, a reçu le nom d'accrochage pétersbourgeois.
Le musée compte trois millions cent deux mille objets au total dont :
- 1 122 000 objets numismatiques (une des plus importantes collections du monde) ;
- 749 000 objets archéologiques ;
- 651 000 objets d'art :
  - 622 000 en arts graphiques (dont 486 000 estampes),
  - 16 900 peintures (la plus vaste collection du monde),
  - 12 800 sculptures (une des plus grandes collections du monde) ;
- 357 700 œuvres d'arts appliqués ;
- 13 932 armes et armures (6 000 européennes, 2 000 russes) ;
- 148 000 autres.

Le musée conserve dans ses réserves 2,7 millions de pièces ; soixante-cinq mille pièces sont exposées dans trois cent cinquante salles et rassemblées en six collections :
- culture préhistorique ;
- art et culture de l'Antiquité, comme la collection égyptologique ;
- art et culture des peuples orientaux ;
- art de l'Europe occidentale ;
- art russe.

### Préhistoire

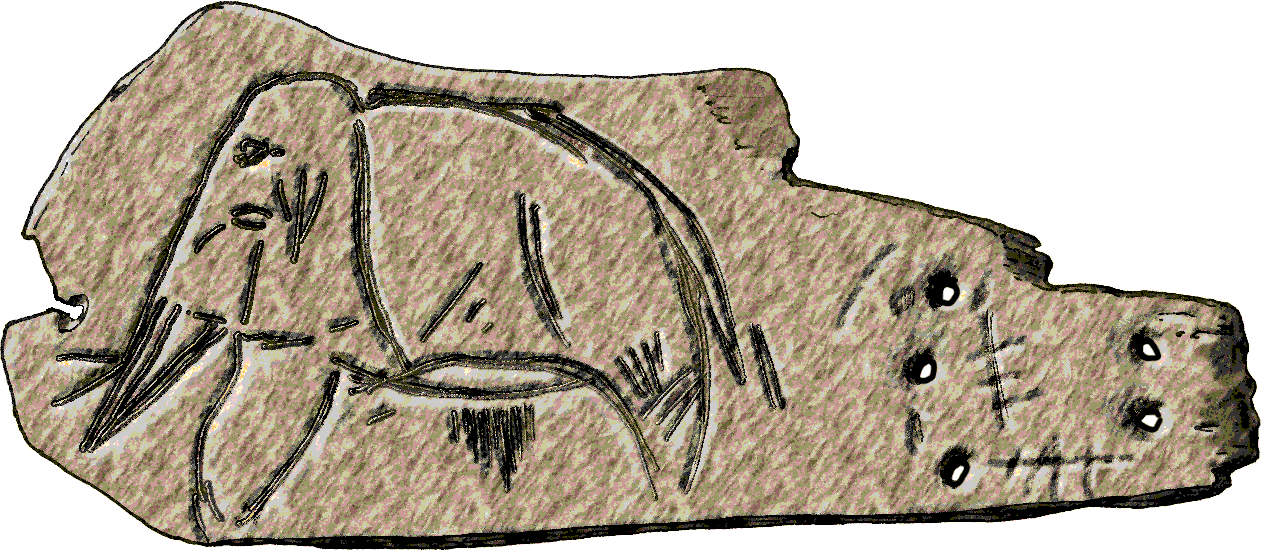
Défense de mammouth gravée (lac Baïkal, Paléolithique supérieur).

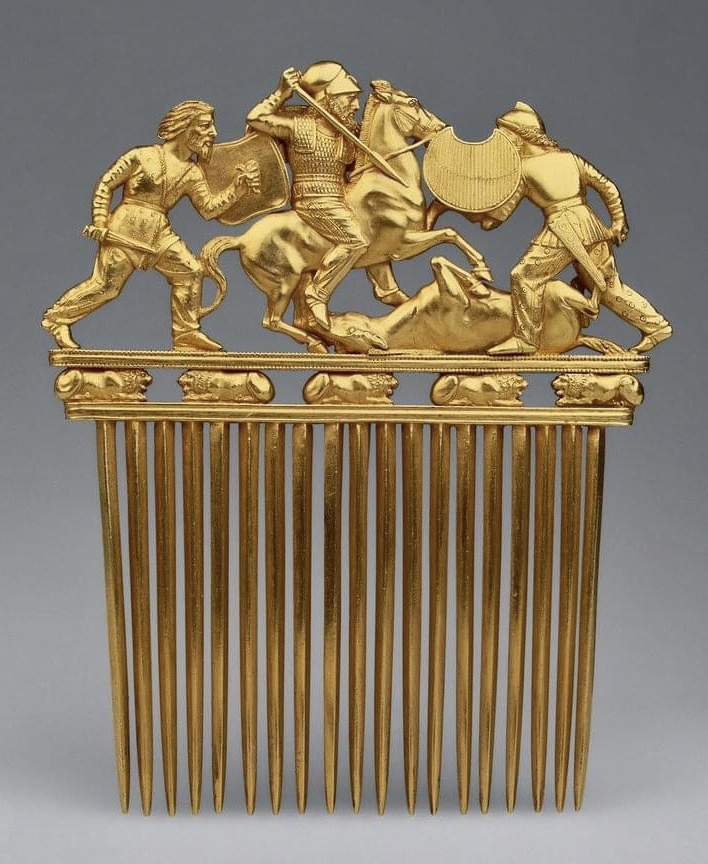
Peigne scythe, Solokha.

Le musée a été célèbre pour sa collection d'art scythe, qui a été pendant un temps la plus importante au monde. Nombre de ces pièces scythes ne sont plus à l'Ermitage mais ont regagné leur pays, l'Ukraine, et sont à présent exposées à Kiev, dans un musée consacré à l'Or des Scythes, situé dans l'enceinte de la « Lavra de Kiev », un monastère immense aussi nommé « laure des Grottes ». L'Ermitage conserve néanmoins quelques exemples d'art scythe en or, notamment le célèbre Peigne en or de Solokha.
Les pièces les plus remarquables sont une série d'objets particulièrement bien conservés du peuple des Huns. Le tapis de Pazyryk, trouvé à Balyktouïoul, est considéré comme le plus ancien du monde. On trouve également une collection particulièrement riche d'objets retraçant l'histoire de la Sibérie, comme les écrits des IVe et Ve siècles retrouvés dans les grottes de Mogao, en Chine. L'Ermitage expose le plus ancien témoignage d'écriture mongole — la pierre de Dchingis — ainsi qu'un grand nombre d'objets de la Russie kiévienne. Environ un tiers des pièces exposées sont des pièces de monnaie dont 220 000 pour l'Asie orientale et 300 000 pour la Russie. La chambre dite des Trésors retrace l'histoire de la bijouterie et de la fabrication des objets en or depuis le IIIe millénaire av. J.-C.

### Art et culture de l'Antiquité
La collection abrite cent six mille objets de la Grèce et de la Rome antiques, dont certains proviennent des fouilles entreprises aux XIXe et XXe siècles sur le littoral de la mer Noire. Elle comprend une immense collection de pièces issues des cultures grecque, romaine et étrusque : cent vingt mille monnaies antiques (dont soixante-quatre pièces grecques et quarante-six mille romaines). On y trouve quelque quinze mille vases grecs et romains, des sarcophages, gemmes, camées, et plus de deux cents bustes de marbre d'époque romaine. La collection de pierres précieuses antiques — intailles et camées — comprend environ 10 000 objets. Parmi les chefs-d'œuvre, on trouve la Vénus Tauride, le célèbre Camée des Gonzague, la monumentale statue de Jupiter ou encore la copie romaine du Discobole de Myron.

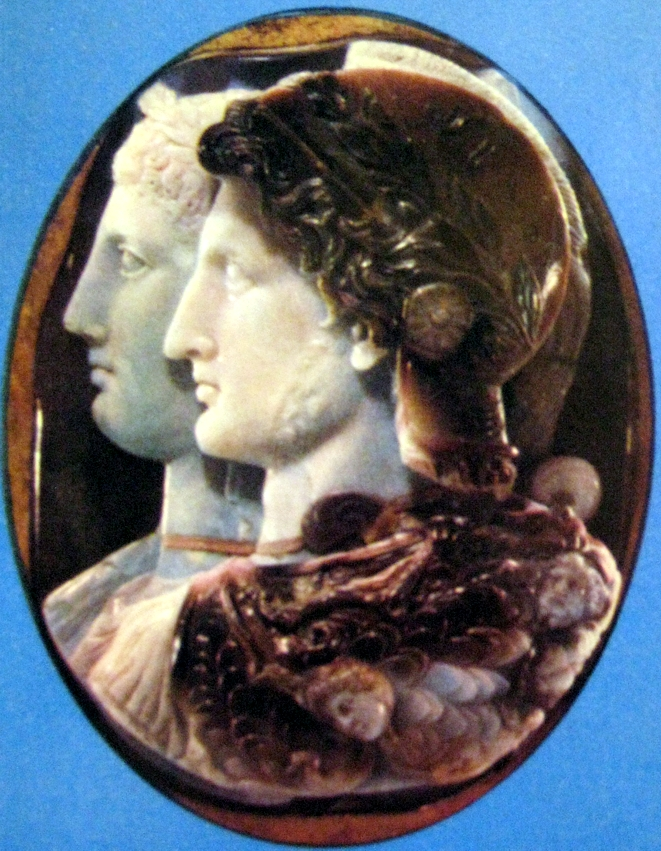
Camée des Gonzague.
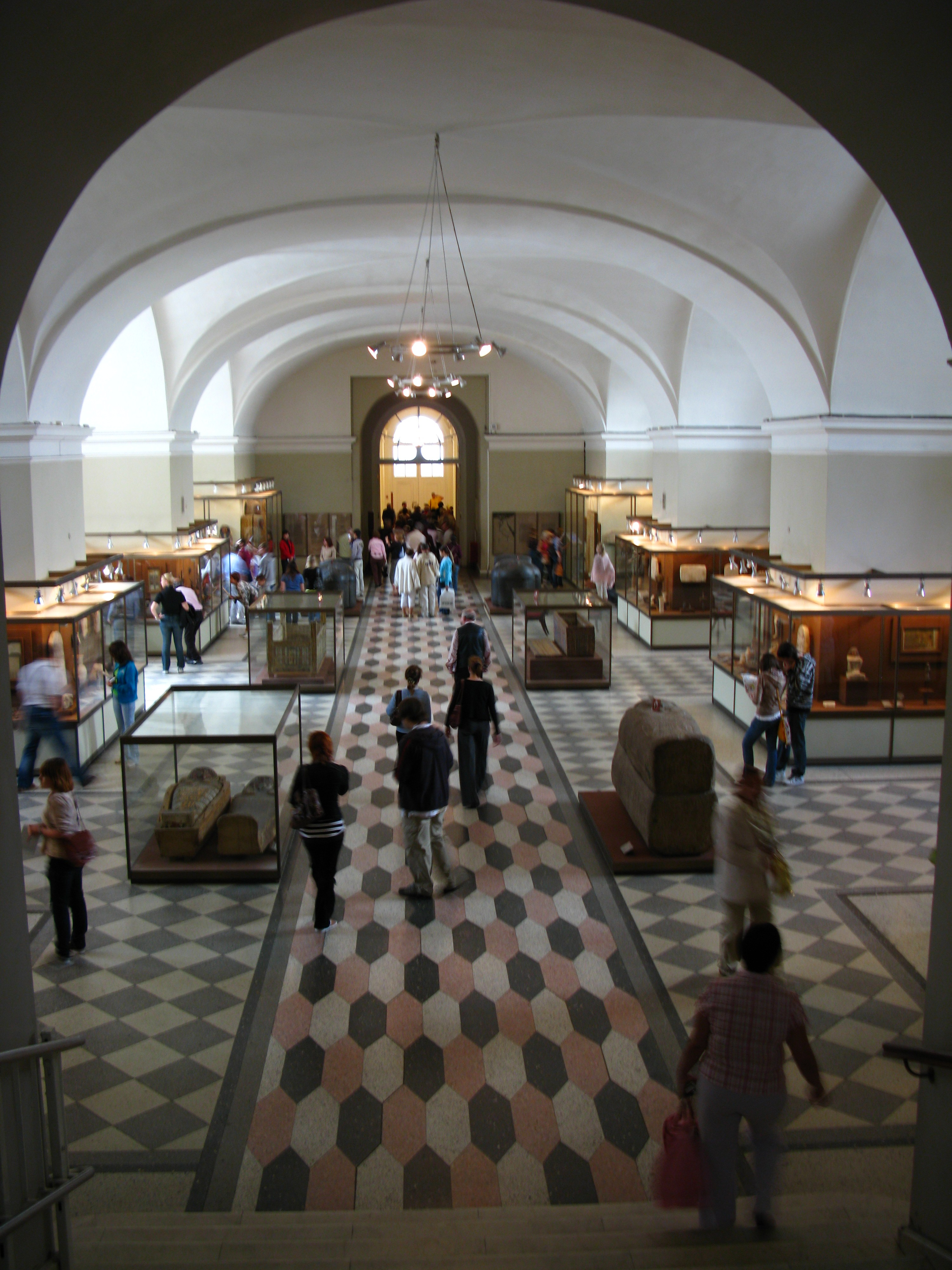
Salle des Antiquités égyptiennes.
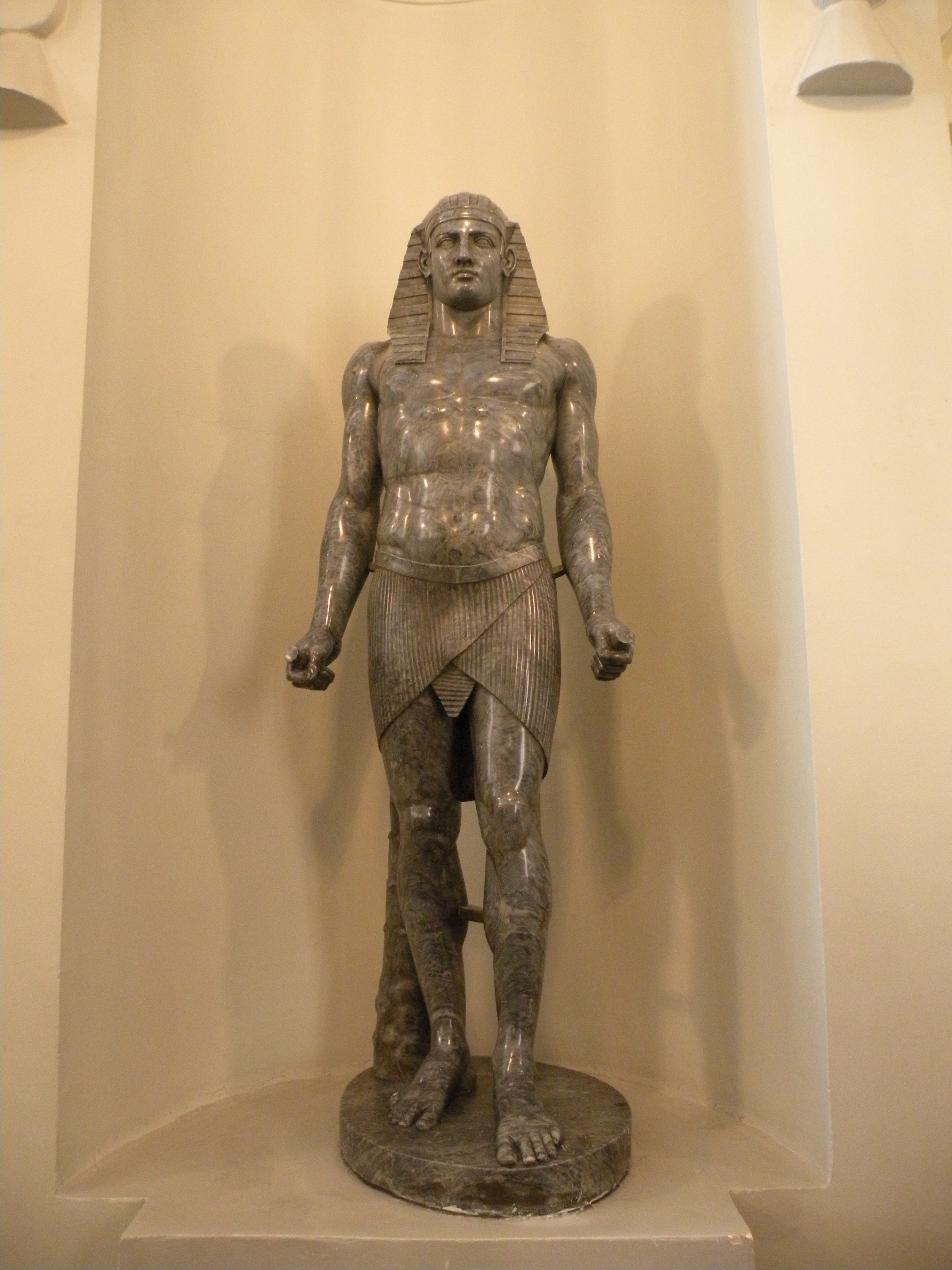
Statue égyptienne.
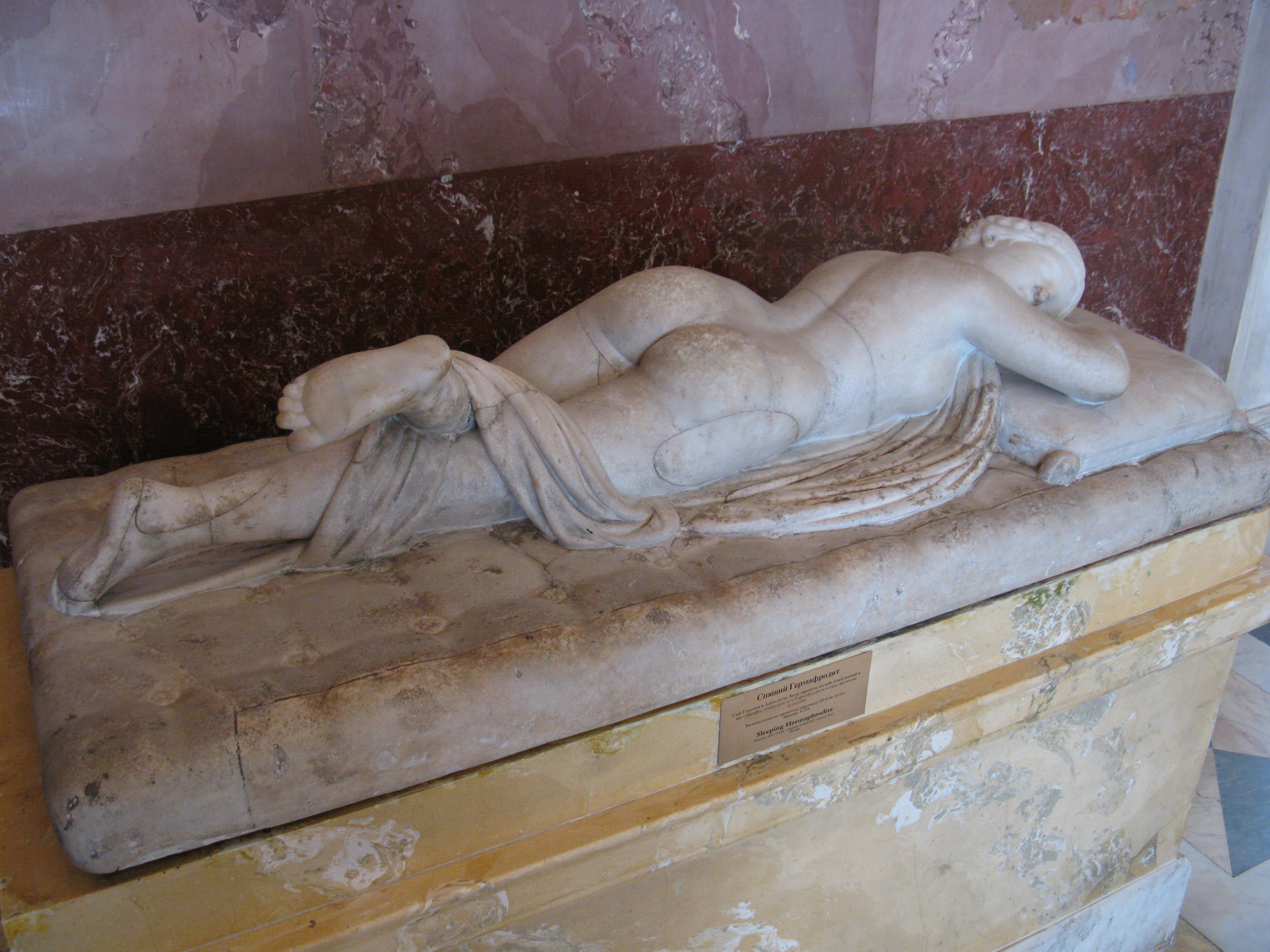
Hermaphrodite endormi.
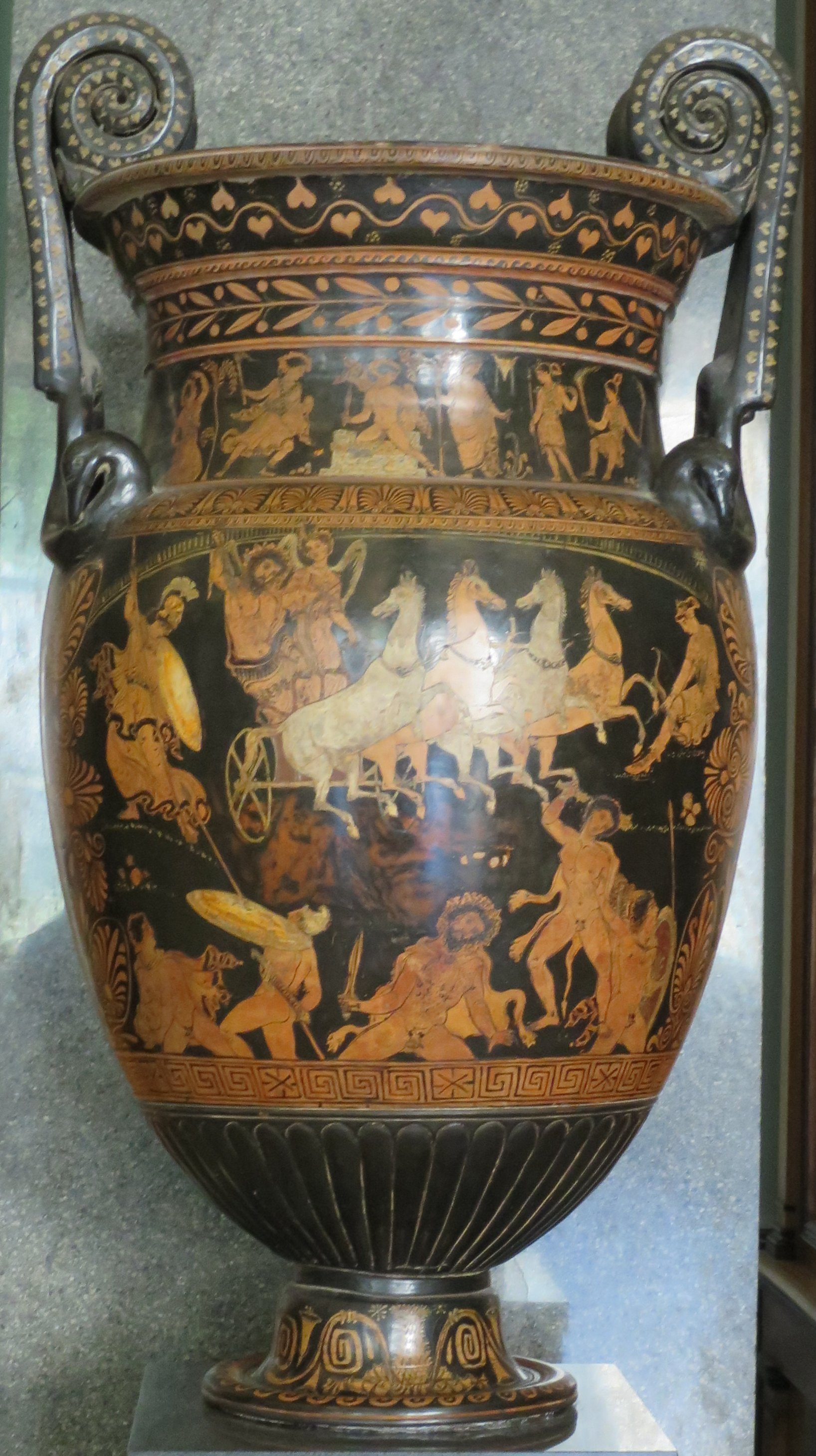
Cratère à volutes.
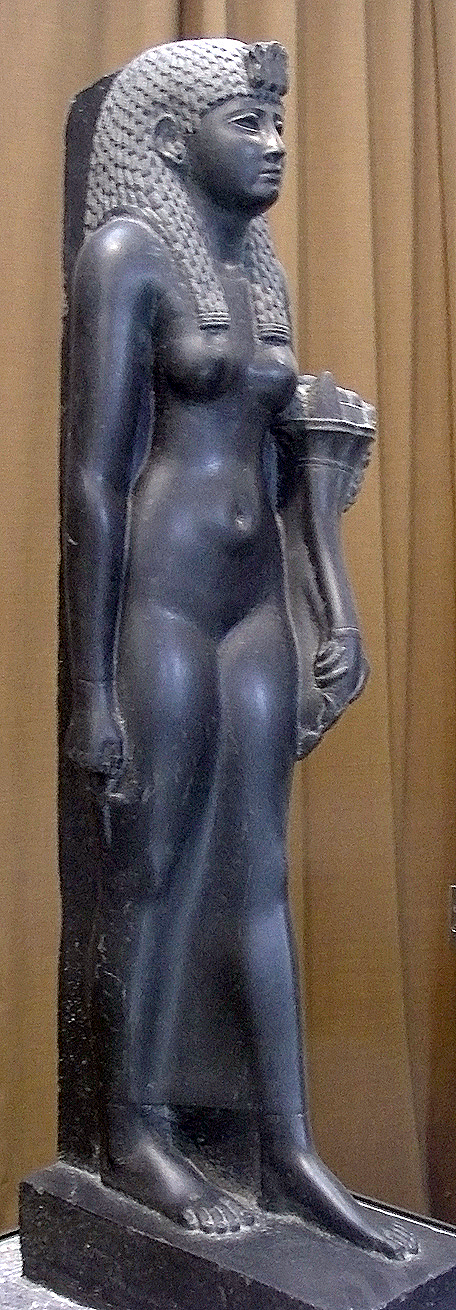
Statue de la reine Cléopatre VII, en basalte noir.
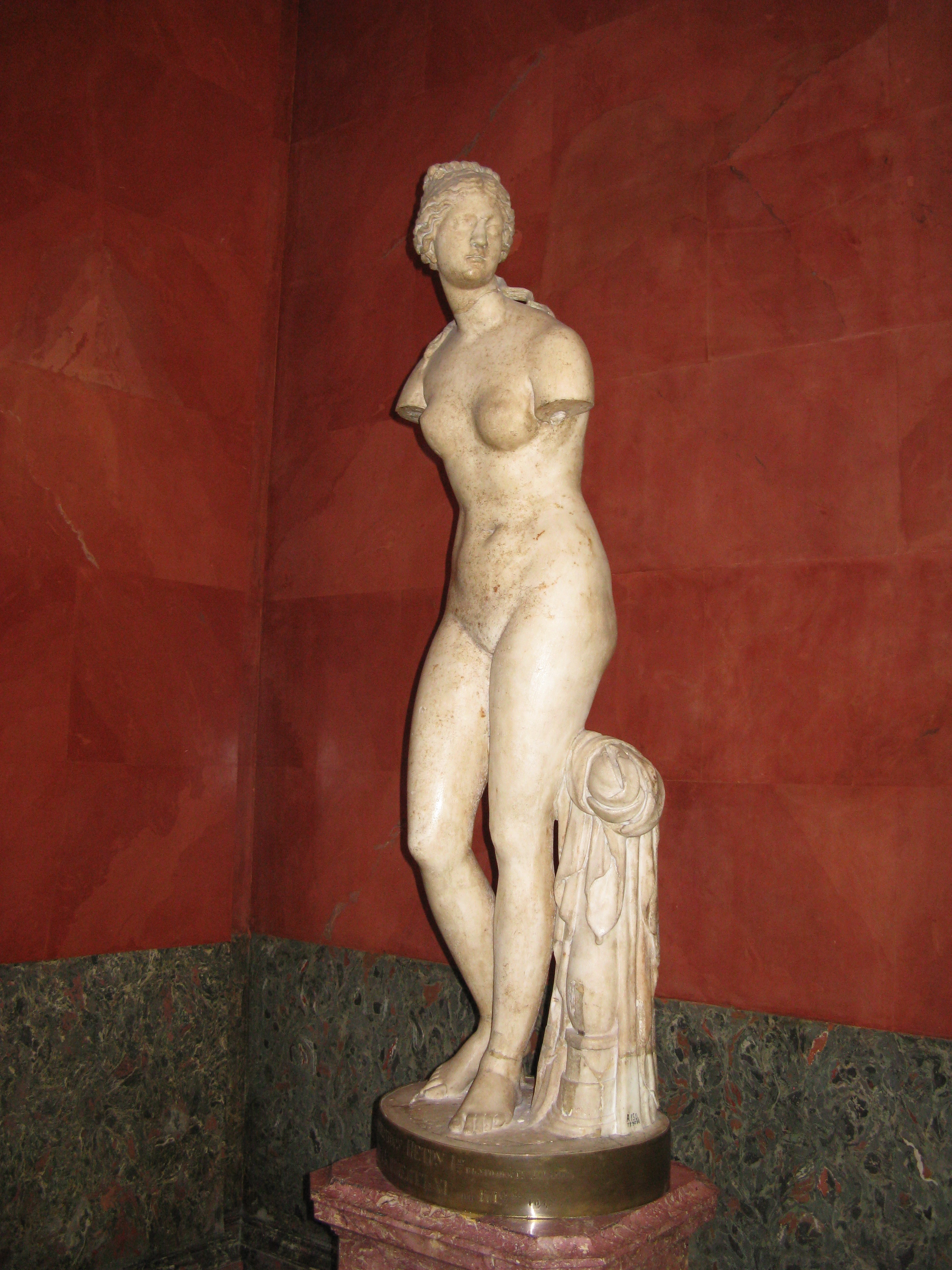
Vénus Tauride.
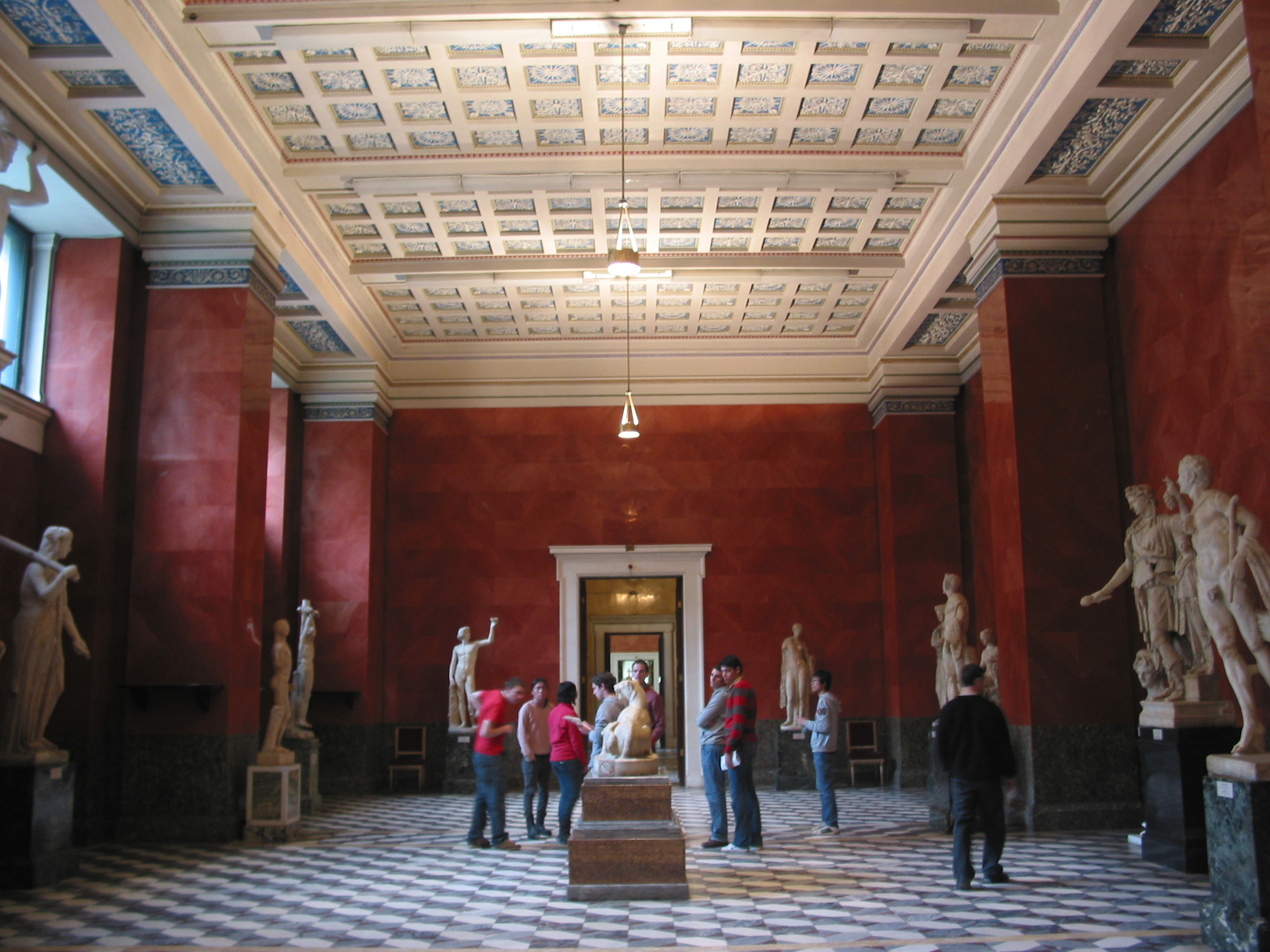
Hall de Dionysos.
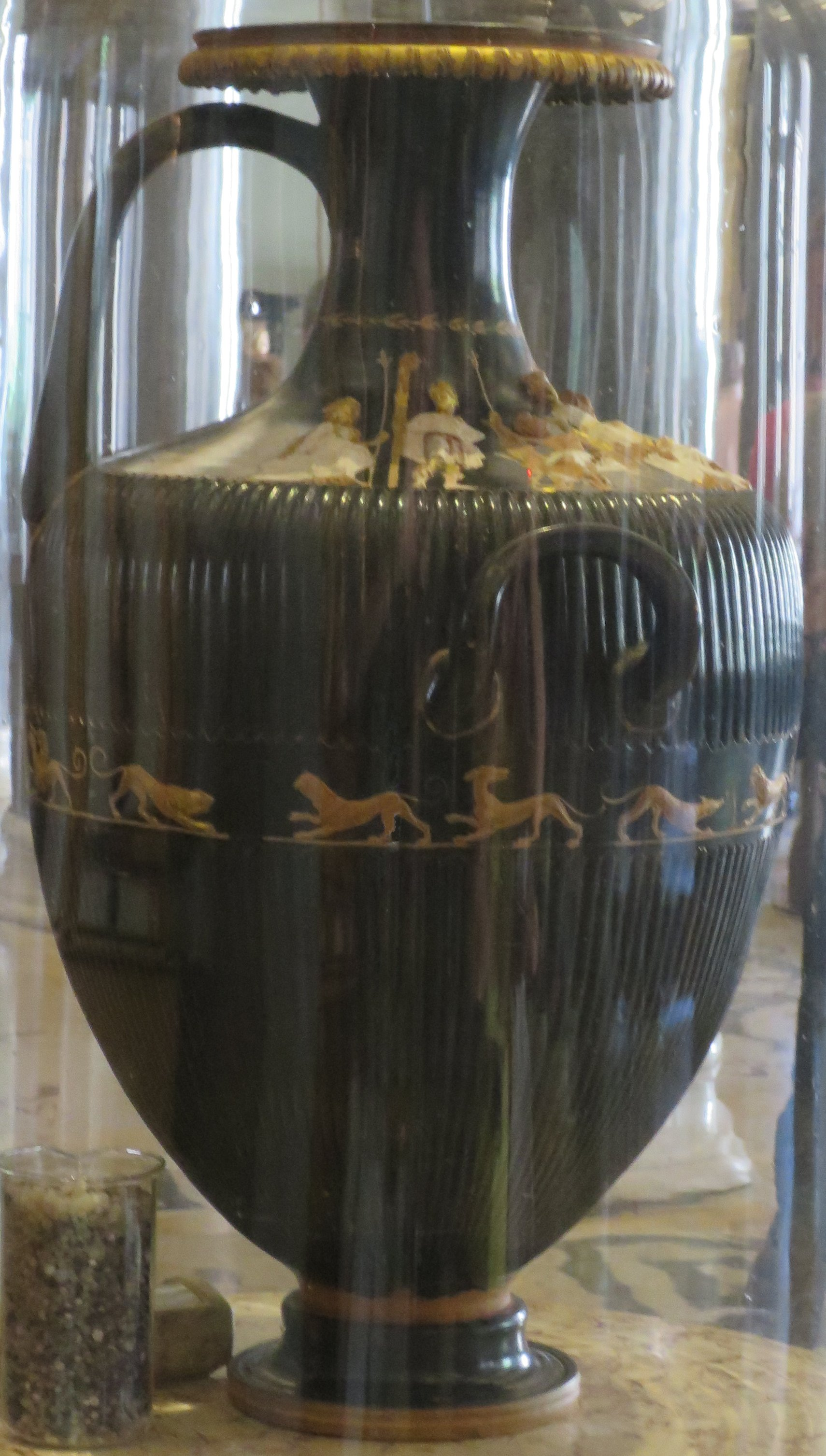
Hydrie de Cumes, connue sous le nom de Regina Vasorum.

La collection égyptologique du musée est plus réduite, puisqu'elle ne compte qu'un peu plus de cinq mille cinq cents œuvres.

### Objets d'art

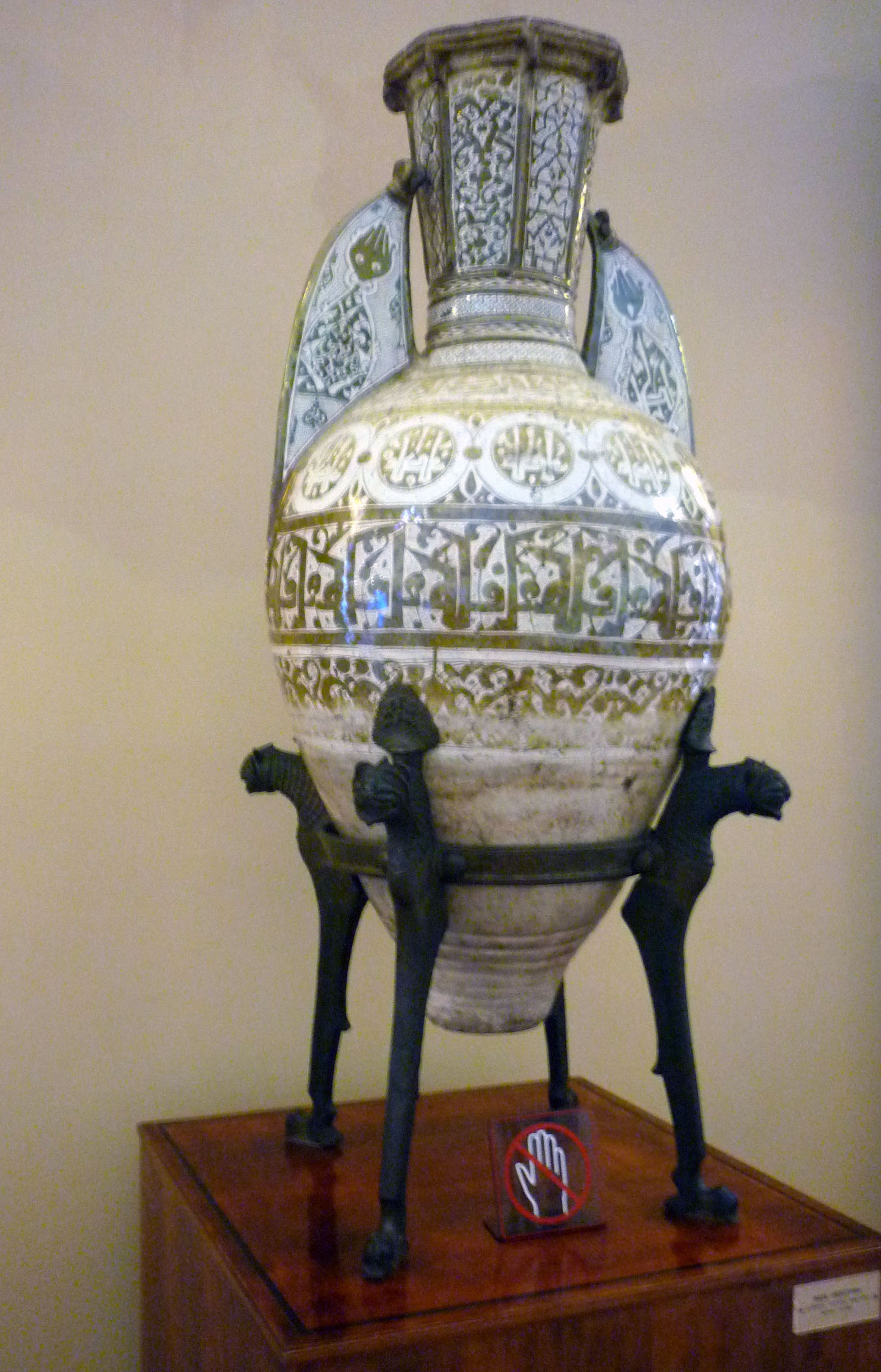
Le vase Fortuny, céramique hispano-mauresque du XIVe siècle.

À côté des collections mondialement connues d'art de l'Europe de l'Ouest, l'Ermitage contient également un nombre de pièces variées. Ainsi, on y trouve une collection d'icônes remontant au XIIe siècle originaires entre autres de Kiev, Moscou et Novgorod, une collection de bijoux de l'atelier de Fabergé et un grand nombre de costumes historiques. Les empereurs ont également rassemblé des objets issus de l'artisanat russe tels que des tapis et des porcelaines ; la collection d'habits russes du XVIIIe au XXe siècle est particulièrement impressionnante. Parmi les vêtements, on trouve 300 pièces de la garde-robe de Pierre le Grand.

#### Arts de l'Europe occidentale et orientale
La constitution des collections a depuis le début été centrée sur les œuvres d'art de l'Europe de l'Ouest et de l'Europe orientale, mais les acquisitions sur ce thème ont été particulièrement importantes au XVIIIe siècle. Il existait à l'époque dans toute l'Europe un grand nombre de collections d'œuvres majeures et l'impératrice Catherine II avait la réputation d'être un grand acheteur de collections de valeur. En 1772, la plus grande collection de l'époque, celle du baron Joseph-Antoine Crozat, fut achetée sur le conseil de Diderot. Parmi les œuvres achetées à cette occasion figuraient la Danaë du Titien, la Sainte Famille de Raphaël, le Portrait d'une femme de chambre de Rubens, des œuvres de Louis Le Nain, de Jean Siméon Chardin, etc.
Comme la plus grande partie de l'art russe a été depuis transféré au Musée russe, le cœur des collections est aujourd'hui de nouveau les arts et la culture de l'Europe occidentale et orientale. Les peintures constituent le gros des œuvres rassemblées, mais l'Ermitage expose également des dessins (40 000), plus de 500 000 gravures (estampes, lithographies, eaux-fortes) de plusieurs types et périodes et de nombreuses collections d'objets d'art. En font partie des objets du culte datés du XIe au XVe siècle, des émaux et des sculptures sur ivoire datés du XVe au XVIIIe siècle. On trouve également à l'Ermitage un grand nombre de collections de verreries vénitiennes, allemandes et espagnoles du XVe au XXe siècle ainsi que des faïences. Le musée abrite quatorze mille pièces de porcelaine provenant de toutes les grandes manufactures, en particulier de Meissen et de Sèvres. Parmi les collections d'art figurent d'importantes collections de tapis, trois cents tapisseries et près de mille meubles. La collection d'art plastique compte deux mille pièces, ce qui en fait une des plus importantes du monde ; elle comporte entre autres des œuvres de Michel-Ange et d'Auguste Rodin. Enfin, la collection de six mille camées et quatre mille cinq cents intailles est l'une des toutes premières au monde.

### Les collections de peinture

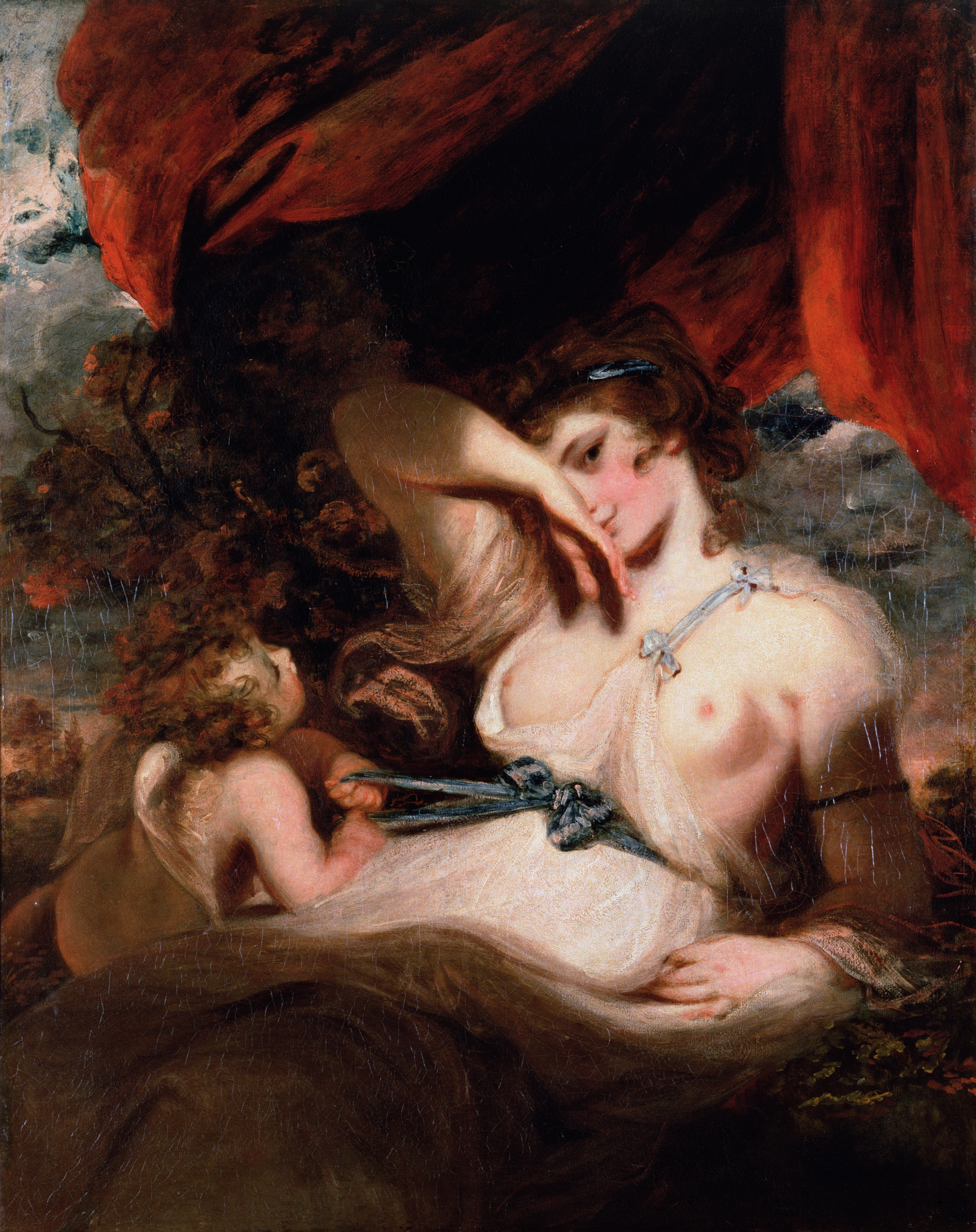
L'Amour détachant la ceinture de Vénus, par Joshua Reynolds en 1788.

Le musée abrite la plus vaste collection de peintures au monde avec plus de seize mille toiles. On trouve dans cent vingt salles des œuvres essentiellement de peintres italiens, français, hollandais et flamands ; il existe également des collections d'œuvres anglaises et allemandes.
La peinture italienne du XIIIe   au   XIXe siècle comprend des œuvres de Fra Angelico, Léonard de Vinci, Raphaël, Titien et Caravage. Parmi les chefs-d'œuvre, on trouve la Madone Benois et Madone Litta de Léonard de Vinci, la Madone Connestabile ou La Sainte Famille de Raphaël, de nombreuses œuvres de la période tardive de Titien, la Judith de Giorgione, La Vierge à l'Enfant de Fra Angelico et des œuvres de Canaletto, Le Tintoret, Véronèse ou Tiepolo[Lequel ?]. 
La peinture espagnole est l'une des collections les plus importantes en dehors de l'Espagne avec 160 tableaux, représentant des artistes tels que Le Greco, Zurbarán, José de Ribera, Juan Bautista Maíno ou Murillo. En outre, il expose Le déjeuner et le Portrait du comte d'Olivares de Velázquez ou le Portrait d'Antonia Zárate de Goya.
Le musée compte plus de 500 œuvres de peinture flamande, parmi lesquelles 22 peintures de Rubens, 24 d'Anthony van Dyck ou 14 de Frans Snyders. Il contient également 25 œuvres de Rembrandt, l'une des plus grandes collections au monde, et d'autres peintres néerlandais, tels que Jacob van Ruisdael, Frans Hals, Jan Steen ou Pieter de Hooch. Il possède une grande collection de peintures allemandes, d'artistes comme Lucas Cranach, Ambrosius Holbein ou Anton Raphael Mengs. L'Ermitage possède également une remarquable collection de 450 œuvres de peinture anglaise, étant assez rare que la peinture anglaise soit exposée en dehors des musées britanniques. Il contient également une importante collection de peinture française entre les XVe et XVIIIe siècles, la deuxième plus grande au monde après celle du musée du Louvre à Paris, avec des artistes tels que Claude Lorrain, Nicolas Poussin, François Boucher, Jean Siméon Chardin ou Antoine Watteau.
La collection de peintures impressionnistes et expressionnistes, en particulier françaises et allemandes, compte plus de 1 000 œuvres. Elle inclut sept œuvres de Monet, six de Renoir, deux de Camille Pissarro et plusieurs dessins de Degas. Le musée possède des dizaines d'œuvres majeures de Cézanne, Gauguin et Van Gogh, 32 peintures de Matisse et 31 de Picasso. En outre, il présente une très importante collection de peintures des symbolistes français, et de nombreuses peintures des écoles allemandes de Munich, Berlin et Düsseldorf (en particulier le romantique Caspar David Friedrich). Des peintres russes sont aussi présentés, parmi lesquels Kandinsky se distingue. En 2002, grâce à un mécénat privé, le musée a incorporé l'une des versions de l'emblématique Carré Noir de Kazimir Malevitch.

### Sculptures occidentales
Comptant 2 100 œuvres, la collection de sculptures occidentales est l'une des plus importantes d'Europe. Elle compte des œuvres de sculpteurs italiens, tels Canova (15 œuvres dont Hébé, Pâris, Psyché ranimée par le baiser de l'Amour, Les Trois Grâces, Orphée se retournant et Madeleine pénitente) et Bartolini, et la seule sculpture de Michel-Ange sur le territoire russe, le célèbre Garçon accroupi. La sculpture française est bien représentée, avec Houdon (Voltaire assis), Girardon, Falconet, et 5 œuvres de Rodin. De nombreuses sculptures de la Renaissance allemande y figurent également.

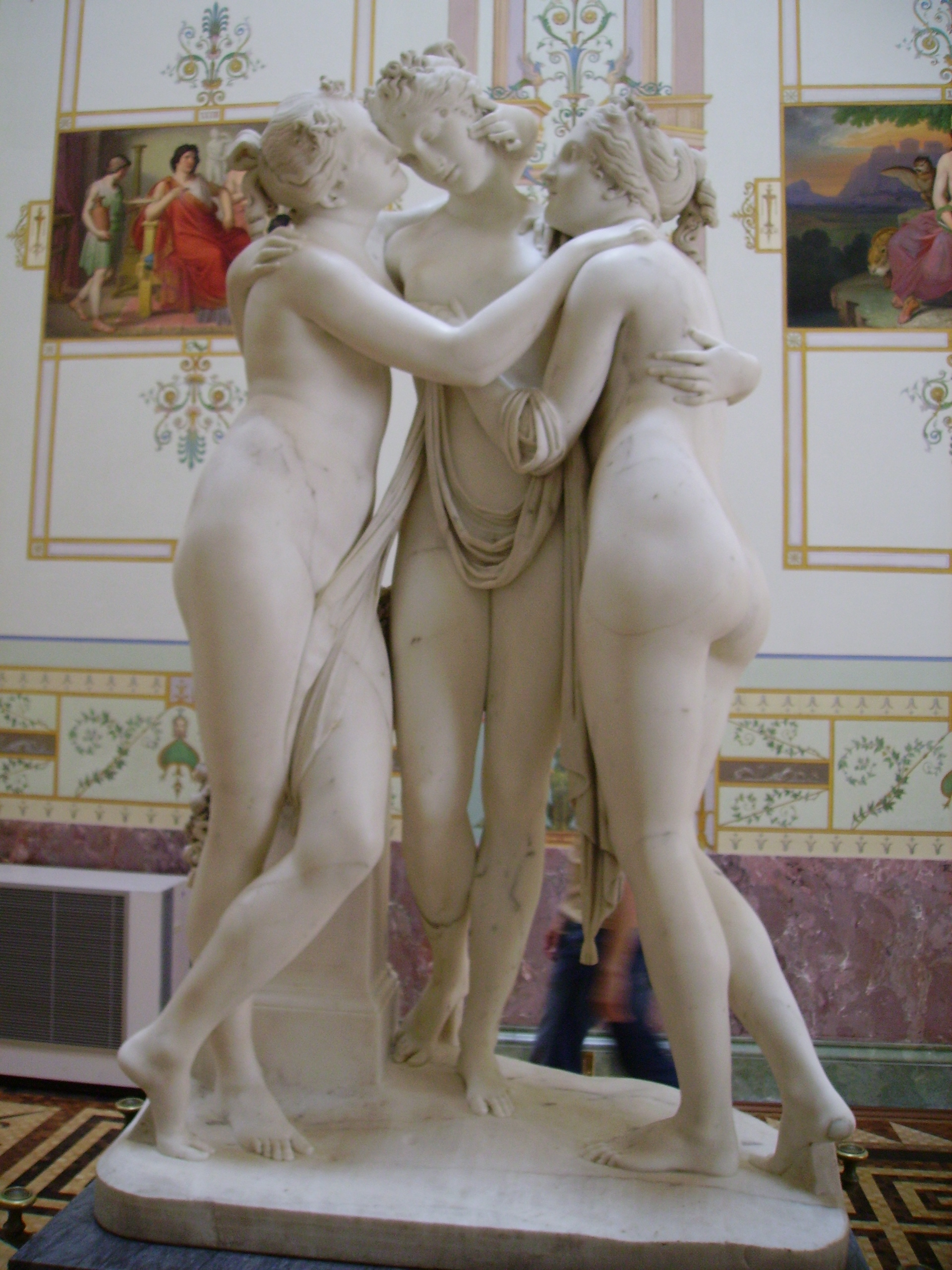
Antonio Canova : Les Trois Grâces.
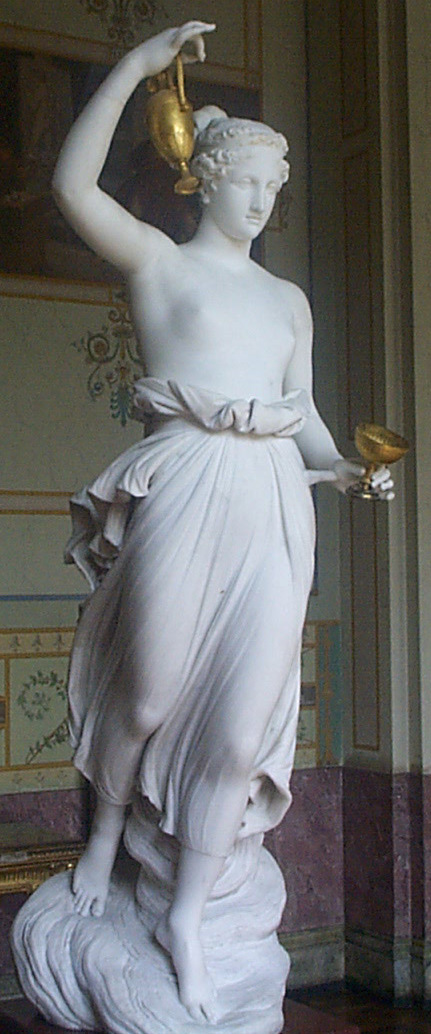
Canova : Hébé.
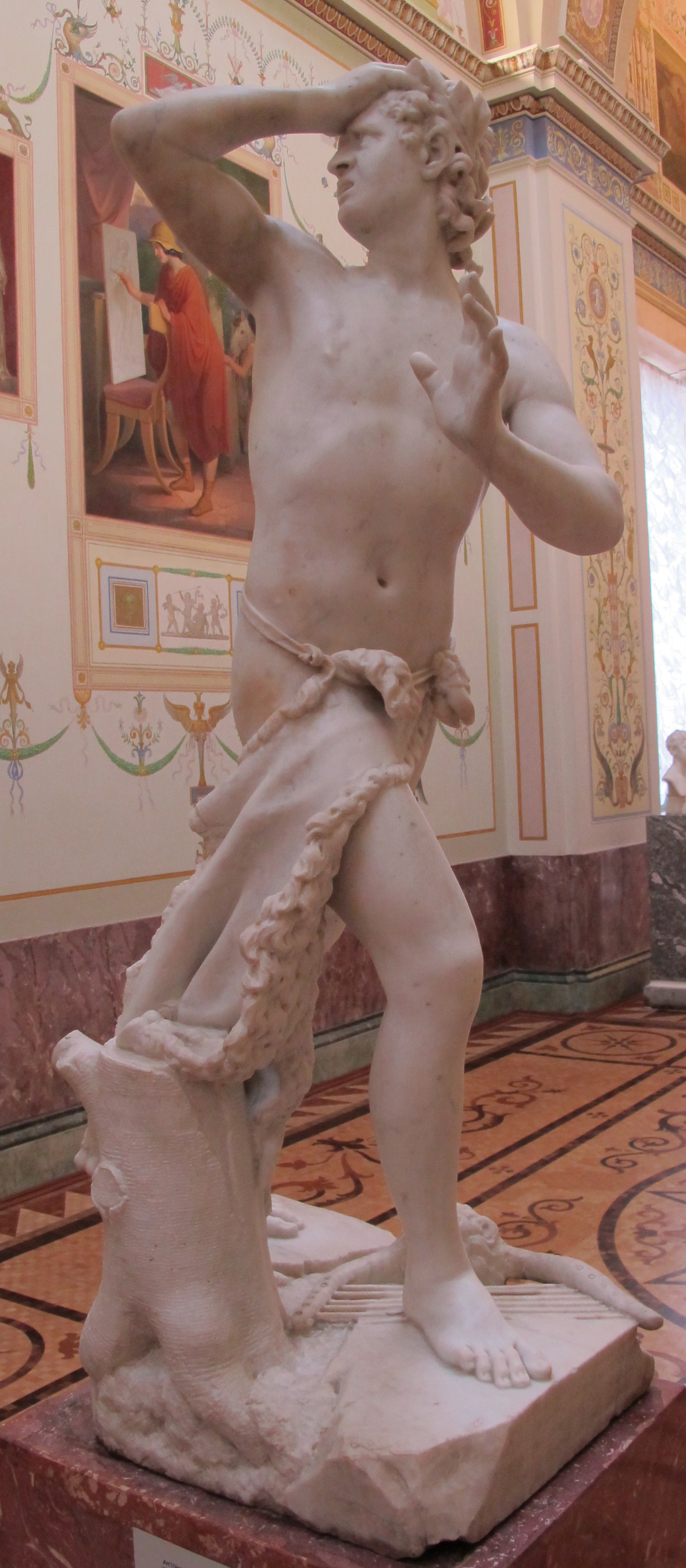
Canova : Orphée.
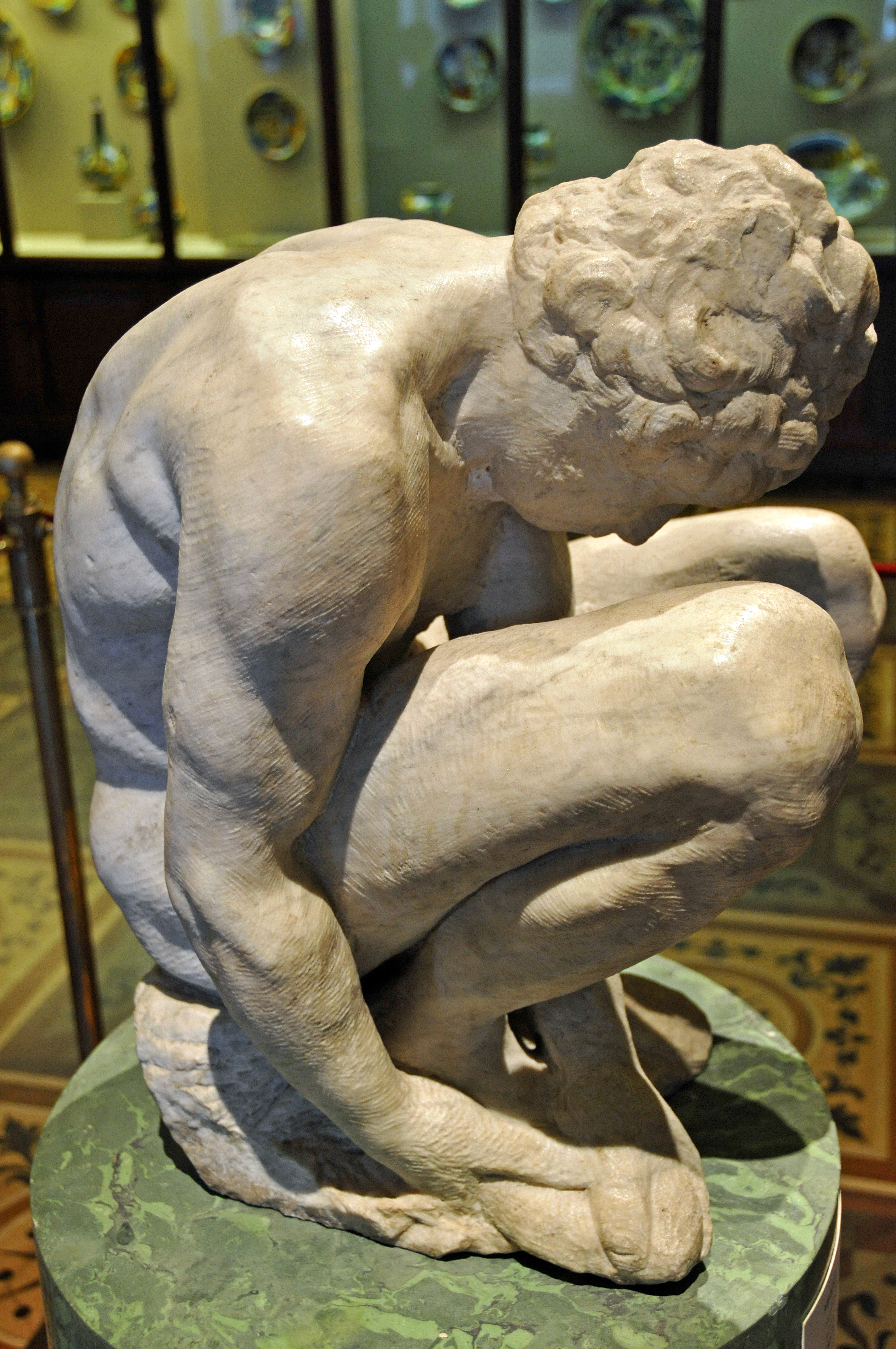
Michel-Ange : Garçon accroupi.
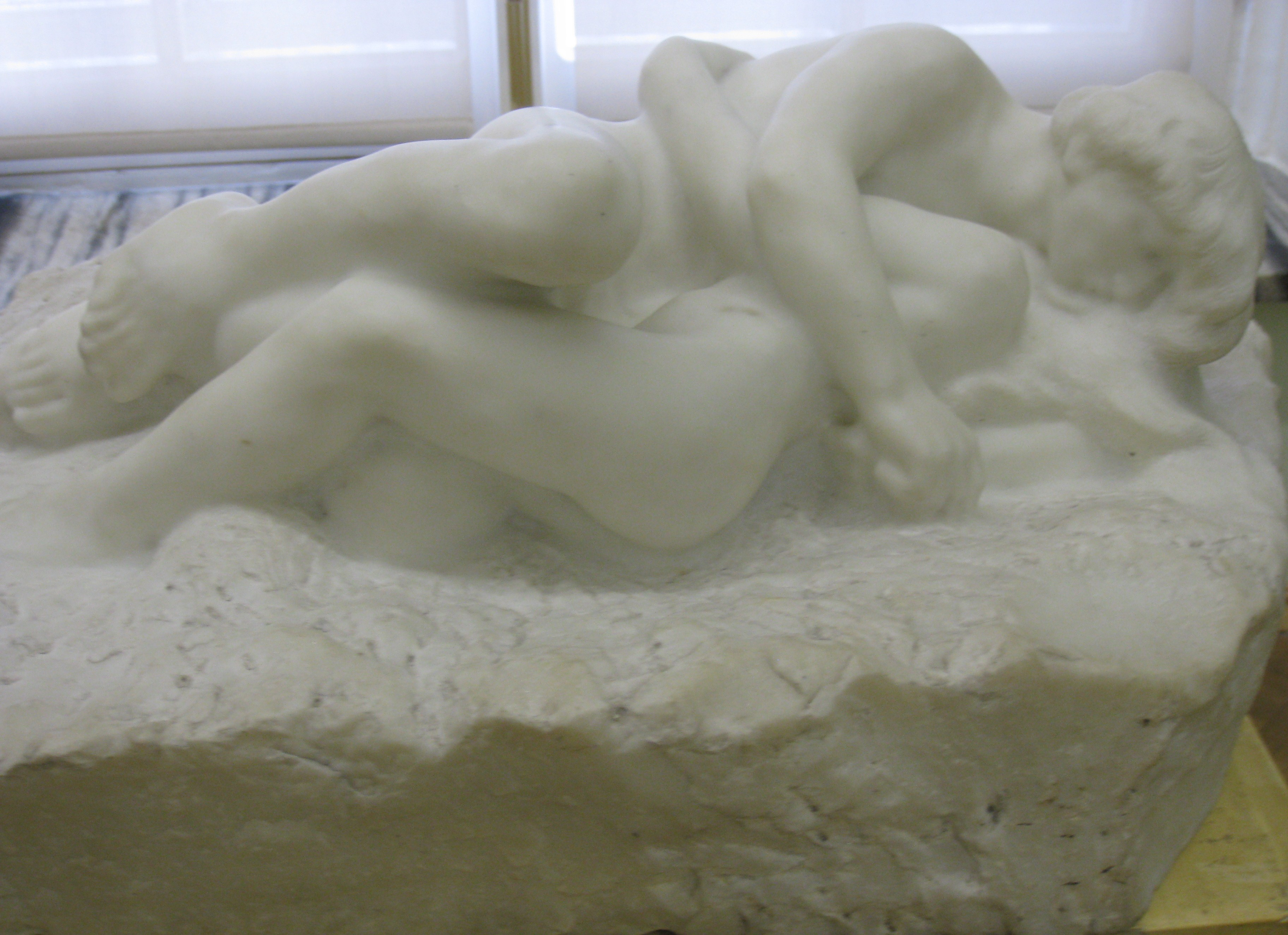
Auguste Rodin : Amour et Psyché.
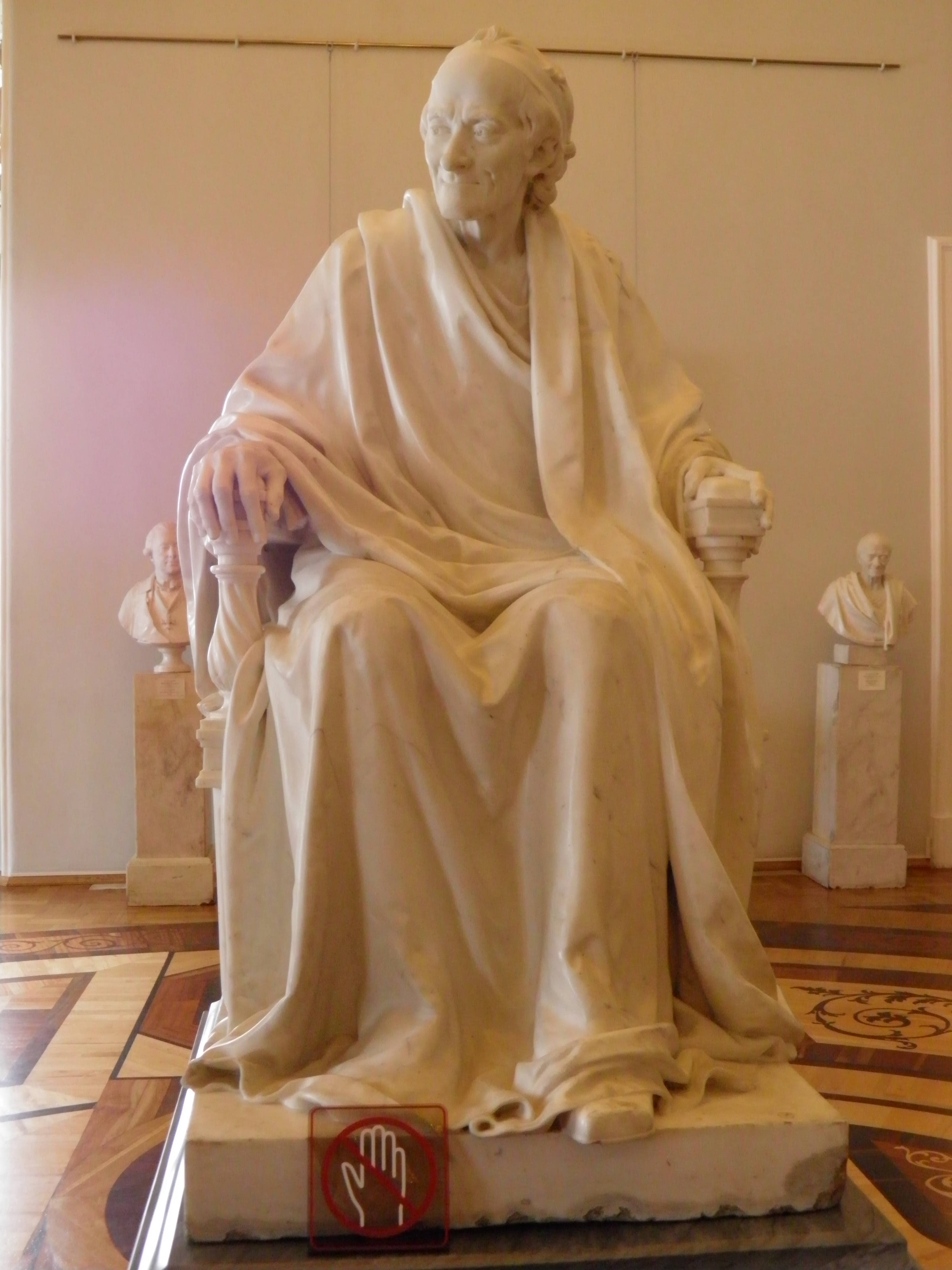
Jean-Antoine Houdon : Voltaire assis.
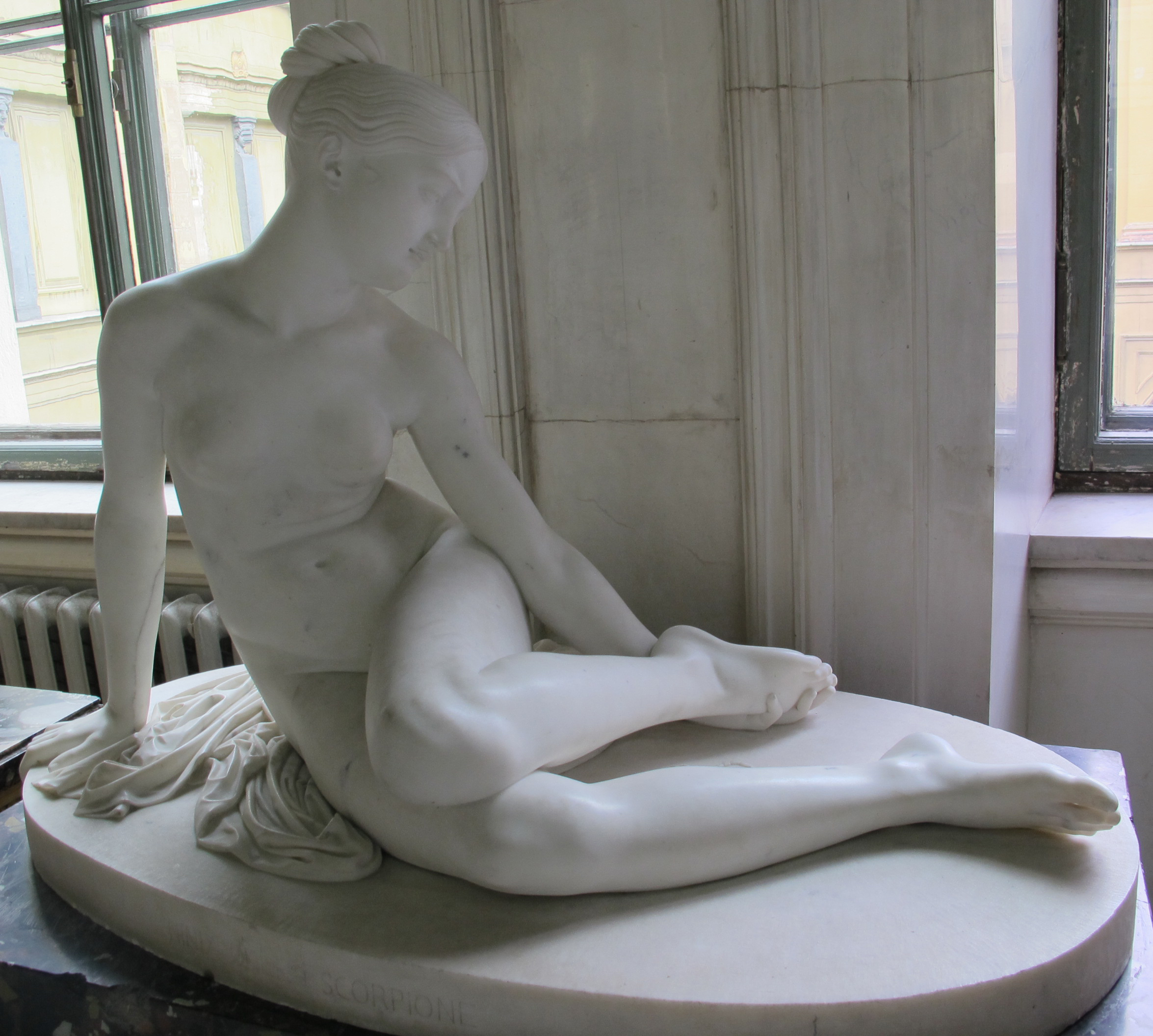
Lorenzo Bartolini : Nymphe.

### Art oriental
Le musée abrite plus de 190 000 objets en provenance d'Orient, d'Égypte, de Mésopotamie, de Chine, d'Iran, d'Inde ou de Turquie. La collection comprend notamment 120 000 objets de l'Empire byzantin, ce qui en fait la seconde collection au monde. On trouve également mille œuvres de l'Empire sassanide d'Iran, dont la plus grande collection d'argenterie sassanide du monde, ainsi que de nombreuses œuvres islamiques, venant d'Égypte, de Syrie, de Turquie ou d'Iran. L'art indien est représenté par des sculptures, objets, joyaux. Les objets provenant de Chine comptent quelque 5 000 pièces, et le Japon est présent avec 8 000 œuvres.

### Armes et armures
La collection comprend près de quatorze mille armes et armures, dont six mille d'Europe occidentale et deux mille de Russie, du Moyen Âge au XXe siècle. La collection d'armes et d'armures russes provient de la collection personnelle de l'empereur Nicolas Ier de Russie. Les pièces occidentales proviennent de France, d'Angleterre, d'Allemagne ou d'Espagne. Les armes orientales sont issues d'Iran, de Turquie ou d'Inde.

### Art et culture russes
La collection de pièces de culture russe comprend plus de 350 000 objets de tous genres, du Xe au XXe siècle.

### Numismatique
La collection de numismatique est la plus importante du musée en nombre de pièces (1 100 000 objets, soit un tiers du total) et l'une des plus importantes au monde. Elle couvre toutes les époques, de l'Antiquité au XXe siècle, et toutes les zones géographiques. Elle comprend 120 000 pièces antiques (dont 64 000 grecques et 46 000 romaines), 360 000 pièces d'Europe occidentale, 220 000 du Moyen-Orient et d'Extrême-Orient, et 300 000 de Russie. S'y ajoutent une collection d'insignes et de médailles de 80 000 objets.

## Histoire des collections

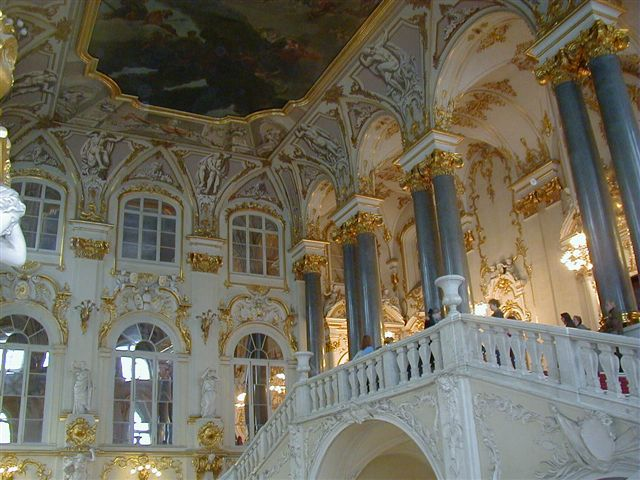
Intérieur du musée.

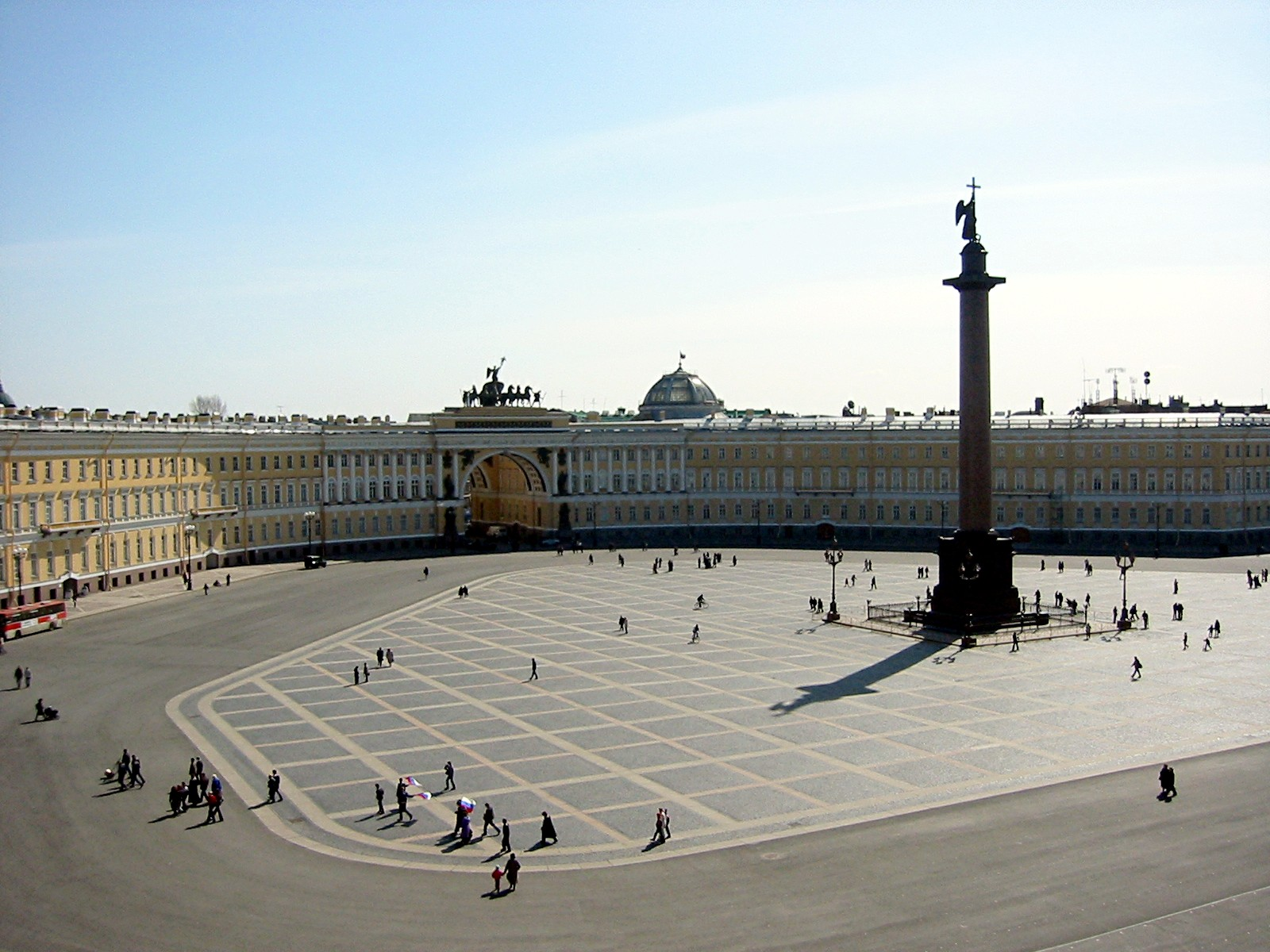
Bâtiment d'État-Major.

### Catherine II: amorce des collections et premières constructions
L'Ermitage, tant comme complexe architectural que comme collection d'art, est l'œuvre de l'impératrice Catherine la Grande. En 1764, elle fit acheter 225 tableaux au marchand d'art berlinois Johann Ernst Gotzkowsky ; celui-ci l'avait à l'origine acquise pour le roi de Prusse Frédéric le Grand qui avait dû y renoncer car les caisses de l'État avaient été vidées par la guerre de Sept Ans. En 1765, Catherine acheta pour la somme de 80 000 thalers (environ un million de francs de l'époque) près d'un millier de tableaux, soit la totalité de la collection du comte von Brühl (mort en 1763) dont la valeur avait été estimée à 105 329 thalers.
Ces tableaux furent dans un premier temps entreposés dans le palais d'Hiver. Catherine acquit par la suite un grand nombre de peintures, parfois des collections entières, en partie pour satisfaire sa passion de collectionneuse, en partie pour prouver à l'Europe occidentale le caractère éclairé et cultivé de la Russie et de Saint-Pétersbourg. Parmi les conseillers qui la guidèrent dans ses acquisitions figuraient entre autres les encyclopédistes Melchior Grimm et Denis Diderot et des diplomates russes comme Dimitri Galitzine et le comte Stroganov. En 1771, elle acquiert ainsi la collection Crozat.
En 1775, Catherine se fit construire près du palais d'Hiver dans le style qui était à la mode à l'époque, le Petit Ermitage par l'architecte français Jean-Baptiste Vallin de La Mothe afin de pouvoir s'y retirer à titre privé ou avec de petits groupes de personnes. Bientôt un deuxième bâtiment fut construit pour pouvoir entreposer les nouvelles acquisitions ; ce bâtiment, le Vieil Ermitage, fut conçu par l'architecte allemand Georg Friedrich Veldten en 1784. À l'époque, des pièces de théâtre étaient données dans le Petit Ermitage ; en 1783, Catherine fit construire un bâtiment destiné à cet usage : le théâtre de l'Ermitage. Presque à la même époque fut édifiée la loggia de Raphaël dans l'aile située le long du quai du canal de l'Hiver, une réplique de l'originale du palais du Vatican à Rome. En 1797, la collection avait crû au point de contenir 3 996 peintures.

### D'AlexandreIerà Nicolas II: construction et ouverture du musée au public

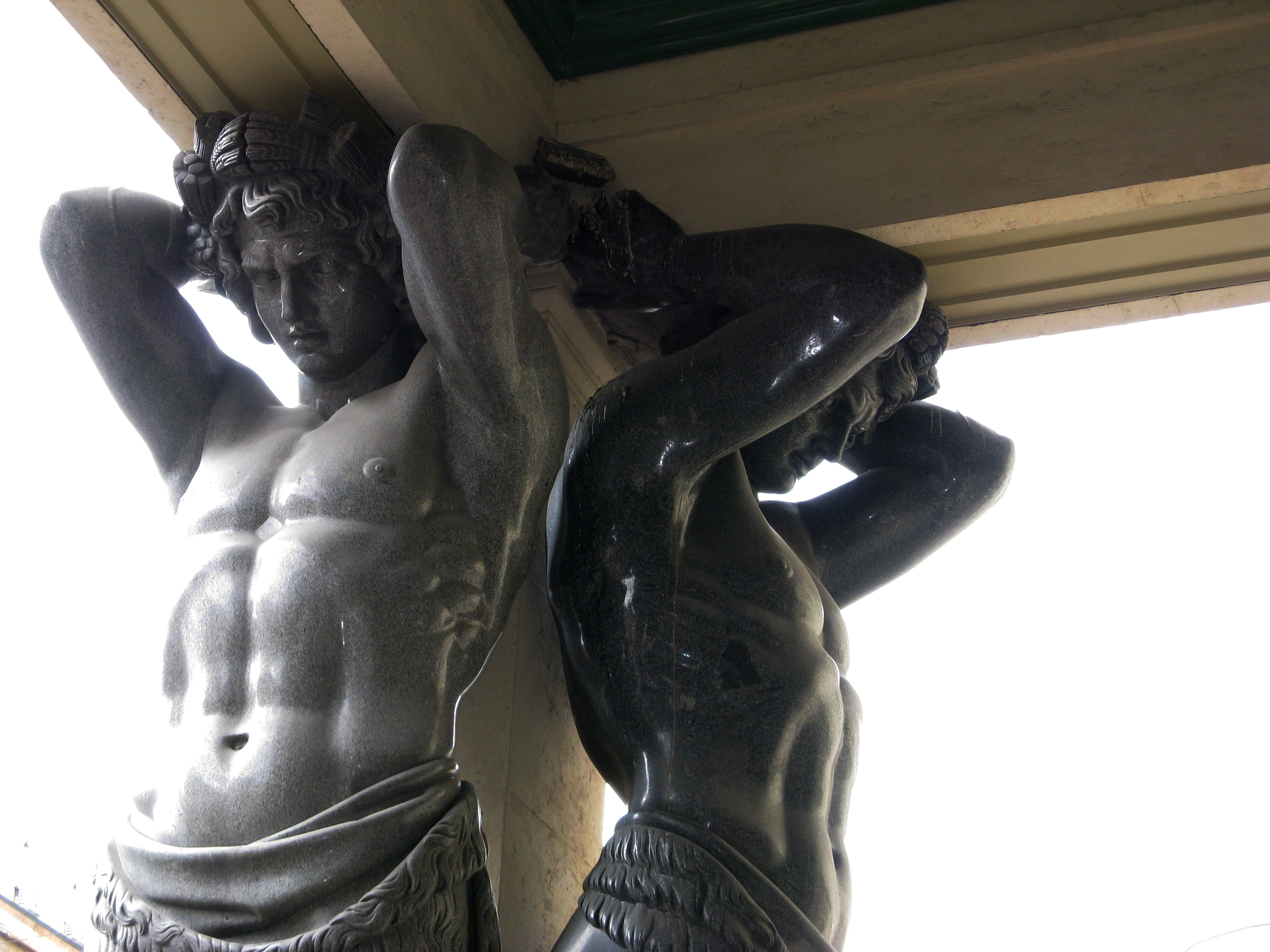
Les atlantes du Nouvel Ermitage.

Durant la première moitié du XIXe siècle, les différentes collections furent réorganisées et agrandies avec des œuvres d'art orientales et des objets archéologiques. La présentation des tableaux par école nationale, adoptée alors, était une nouveauté ; en 1825 pour la première fois furent ouvertes des salles présentant l'art russe du XVIIIe siècle.
La collection de peintures n'était accessible jusque-là qu'au cercle restreint des membres de la cour impériale. L'empereur décida donc en 1852 de séparer la résidence impériale des salles d'exposition de la collection de l'Ermitage. Ainsi, la collection put être, pour la première fois, accessible au public bien qu'avec d'importantes restrictions. Nicolas Ier fit construire le Nouvel Ermitage qui communiquait avec le reste de l'Ermitage, mais disposait d'une entrée séparée permettant d'accéder directement au musée. Le bâtiment fut édifié entre 1839 et 1851 sous la direction de l'architecte Vassili Stassov et de Nikolaï Efimov, d'après les plans de Leo von Klenze.
Nicolas Ier travailla par ailleurs à agrandir les collections : il acheta, entre autres, la collection rassemblée durant les guerres napoléoniennes par Joséphine de Beauharnais, la veuve de Napoléon, à ses héritiers Hortense et Eugène.

### La révolution d'Octobre

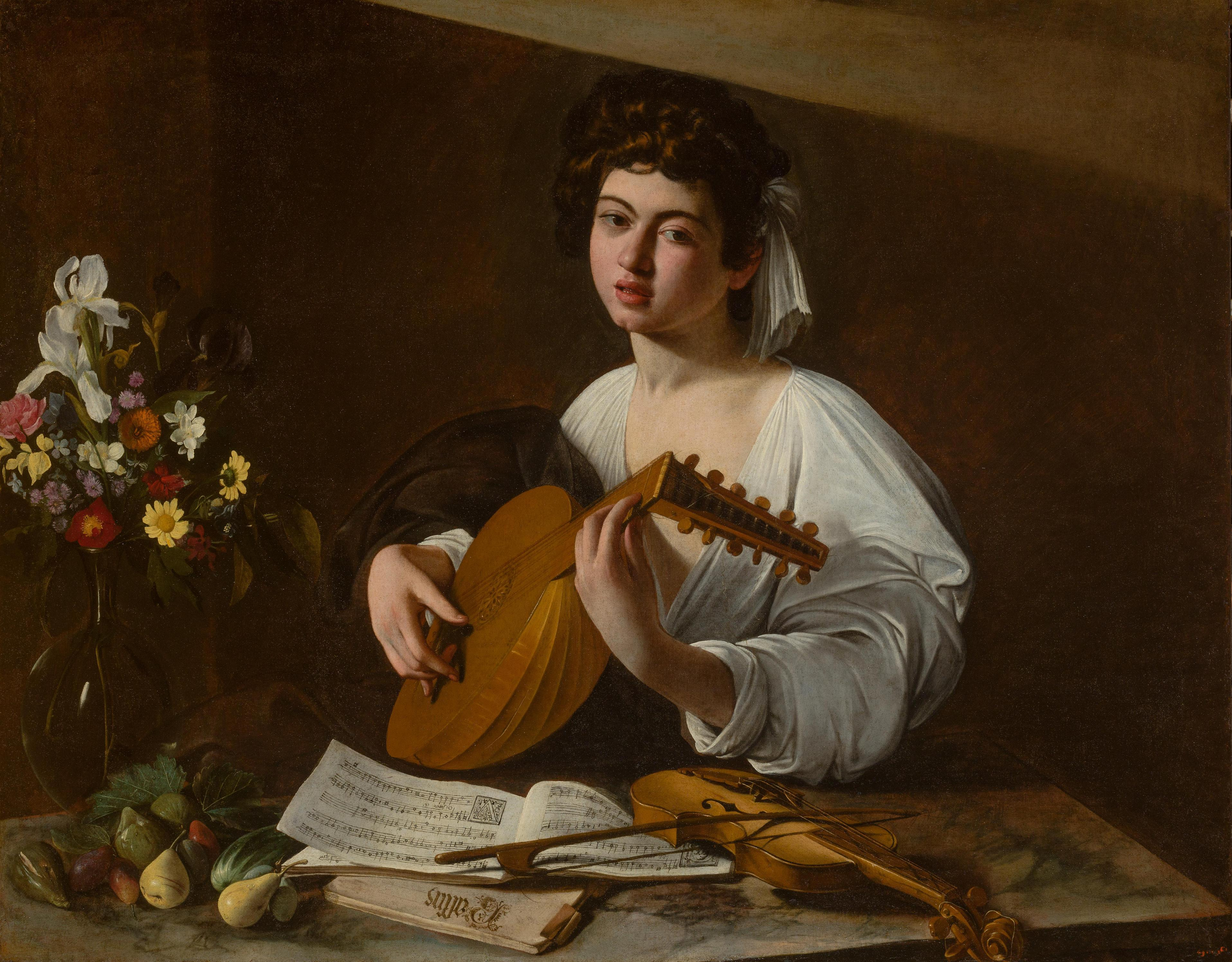
Le Joueur de luth, Le Caravage.

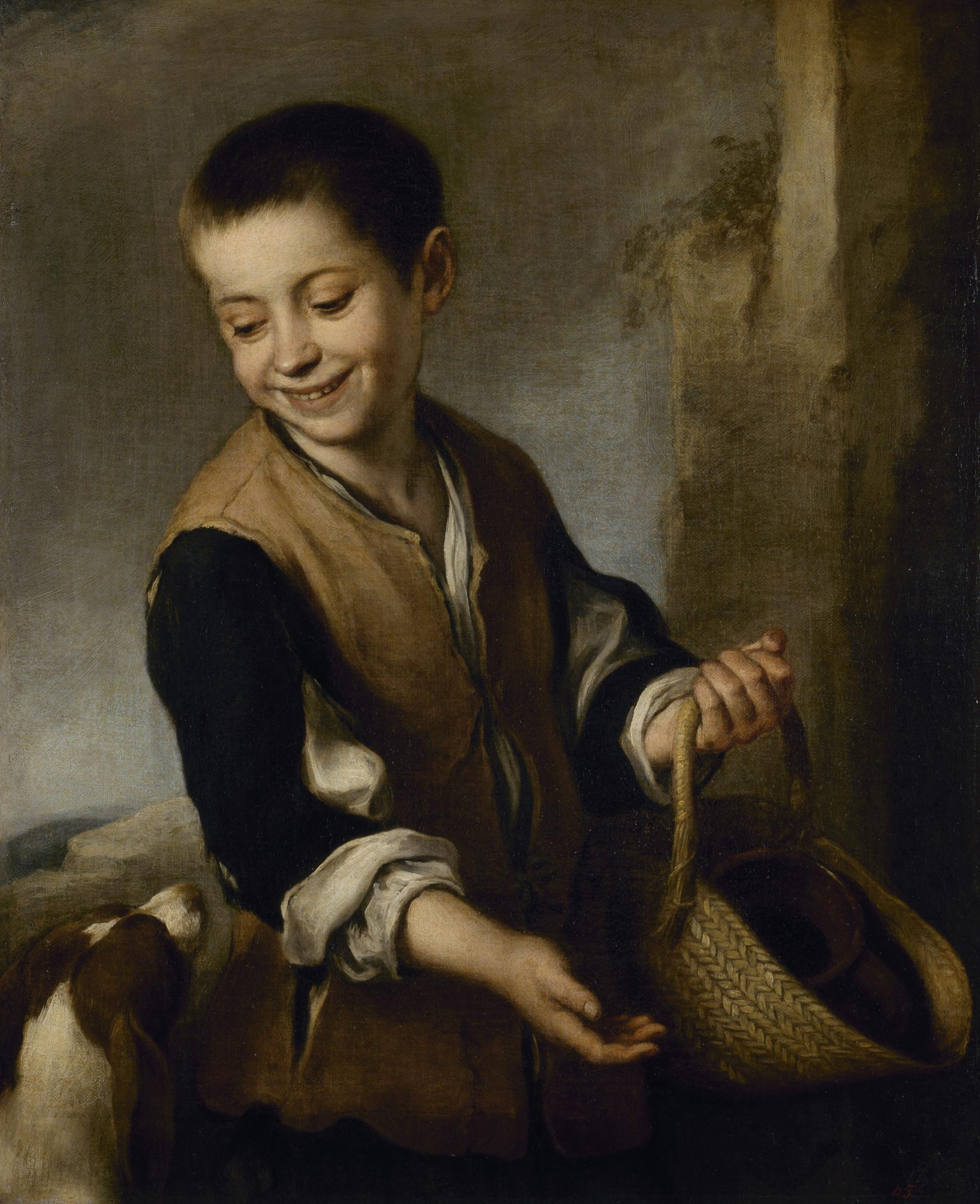
L'Enfant et le chien, Murillo.

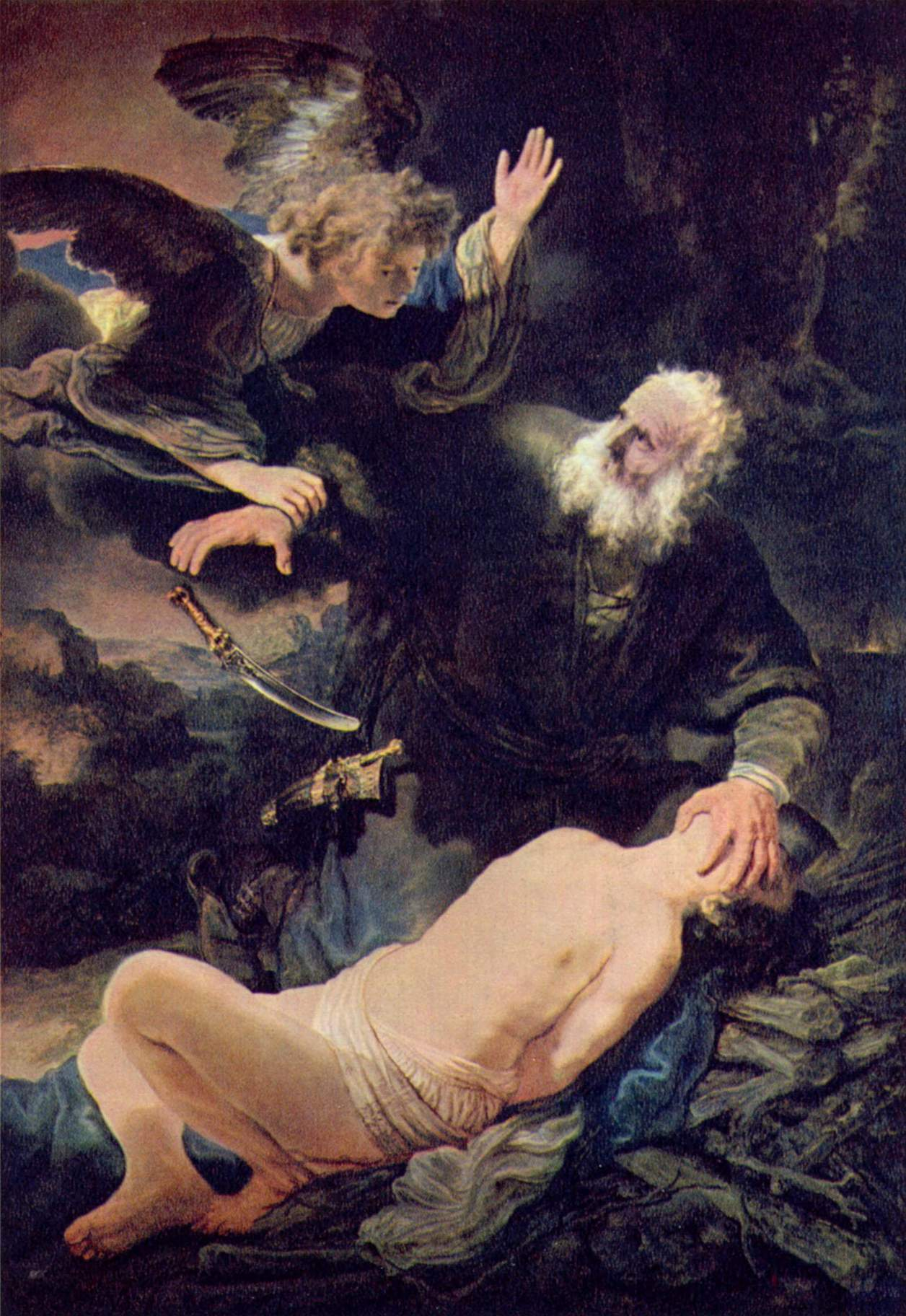
Le Sacrifice d'Abraham, Rembrandt.

Durant la Première Guerre mondiale, une partie du palais d'Hiver servit d'hôpital. Un événement décisif de la révolution d'Octobre eut lieu dans ces murs lorsque les bolcheviques arrêtèrent dans le palais d'Hiver les membres du gouvernement Kerenski. Durant la révolution d'Octobre, un grand nombre de collections privées d'aristocrates russes comme celles des familles Stroganov, Chérémétiev, Youssoupov et Chouvalov furent confisquées au profit de l'Ermitage.
Peu après la prise de pouvoir des bolcheviques, le musée impérial fut renommé en musée d'État et les bâtiments du palais d'Hiver ouverts au public comme salles d'exposition. Les premières années de la Révolution furent, en particulier à Pétrograd (ex Saint-Pétersbourg, bientôt rebaptisée Léningrad), marquées par la volonté de sensibiliser le public à la culture de l'Europe de l'Ouest. Le premier ministère de l'Éducation formé après la Révolution d'Octobre reçut ainsi l'appellation de commissariat public aux Lumières ; cet état d'esprit régna également sur l'Ermitage durant les premières années. Peu après la révolution, le palais d'Hiver fut consacré à des conférences publiques, des exposés et des projections de film. La première exposition permanente d'antiquités égyptiennes ouvrit ses portes en 1920 ; en 1922, l'Ermitage était entièrement ouvert au public, l'entrée restant gratuite durant les cinq premières années. Jusqu'au milieu des années 1930, un musée de la Révolution d'Octobre était installé dans le palais d'Hiver, à côté du musée de l'Ermitage.

#### Démantèlement des collections
Dans les années 1920, de longues négociations furent menées avec ce qui est devenu depuis le musée Pouchkine de Moscou pour la cession de certaines pièces des collections de l'Ermitage. Un accord fut trouvé en 1927 et sept cents peintures conservées en dépôt furent transférées au musée moscovite. Plus tard, soixante-dix œuvres majeures exposées à l'Ermitage furent également transférées, parmi lesquelles la Minerve de Véronèse et Le Combat de Joseph contre les Amorites de Nicolas Poussin.
Dans le cadre de la mise en place du premier plan quinquennal de l'URSS (1929-1933), le ministre du Commerce extérieur décida de vendre une partie des collections d'art des musées d'État, en passant par l'organisation Antikvariat. Entre 1928 et 1933, Calouste Gulbenkian, puis les marchands d'art Francis Matthiesen (de) (Berlin), Colnaghi (Londres) et Knoedler (New York) achetèrent près de trois mille objets d'art et peintures provenant de l'Ermitage. Parmi celles-ci, figuraient deux cent cinquante œuvres majeures d'une grande valeur artistique et patrimoniale.

#### Le siège de Léningrad
Pendant la Seconde Guerre mondiale, l'Ermitage fut une des cibles de l'armée allemande au cours du siège de Léningrad. Celle-ci avait reçu des ordres explicites de ne pas épargner la ville et Léningrad fut soumise pendant plusieurs années à des bombardements aériens et terrestres intensifs qui l'endommagèrent fortement. Les bâtiments de l'Ermitage furent sévèrement touchés par dix-sept obus d'artillerie et deux bombes lancées d'avion. Les collections avaient été mises à l'abri en partie dans les caves du musée ; plus d'un million de pièces avaient été envoyées à Ekaterinbourg. À l'époque, douze mille personnes vivaient à l'Ermitage pour préserver les collections et, dans la mesure du possible, limiter les dégâts produits par les bombes et par le froid. La première exposition des collections restées dans le musée fut ouverte peu après la levée du siège, le 7 novembre 1944 ; la réouverture officielle du musée avec toutes ses collections eut lieu le 5 novembre 1945. La réparation des dégâts causés par le siège s'étala sur plusieurs années.

#### De l'après-guerre jusqu'en 1990

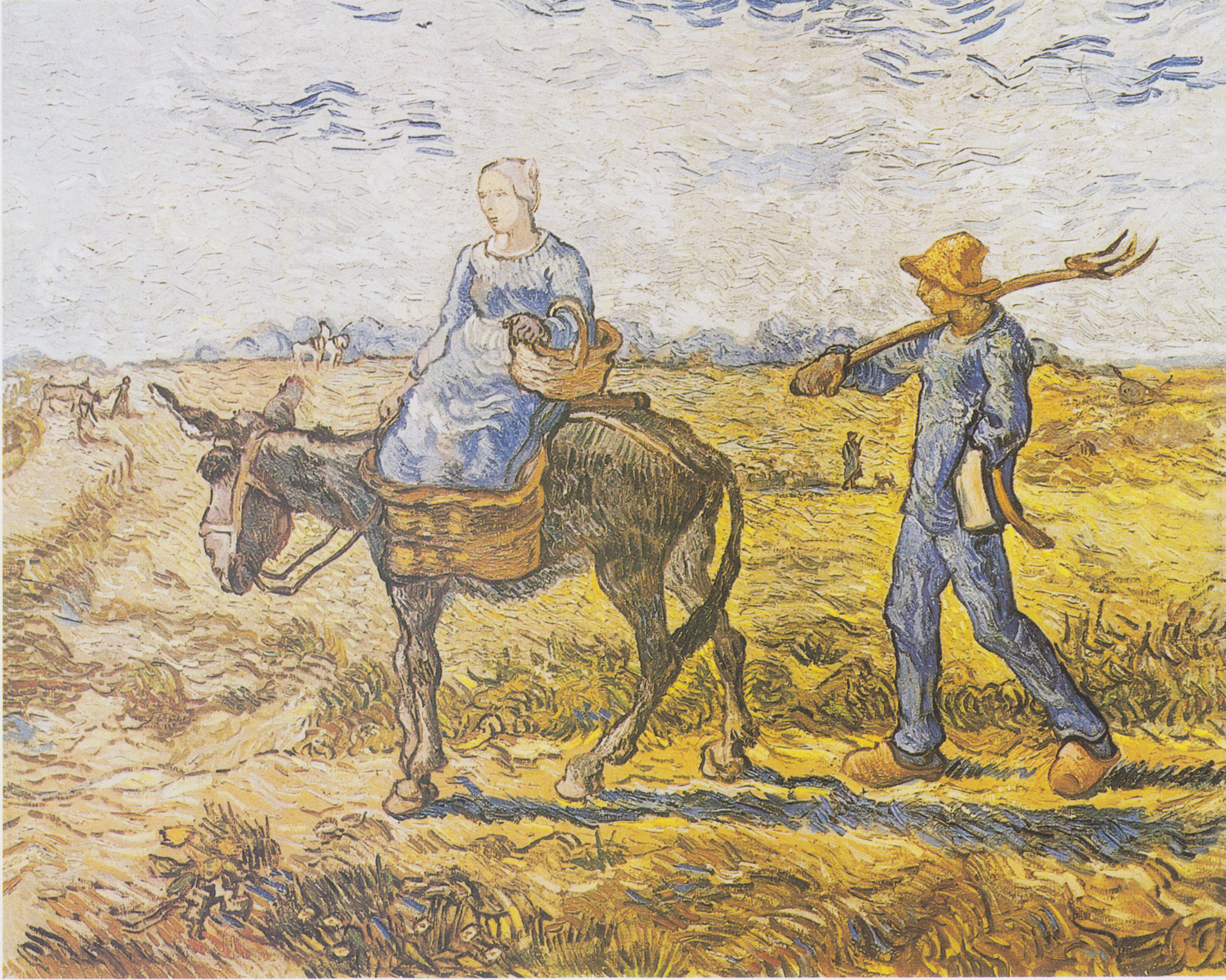
Van Gogh, Le Matin, le départ au travail (d'après Millet, janvier 1890), huile sur toile,, musée de l'Ermitage, provenant de la collection Otto Krebs.

En 1948, une grande partie de la collection du musée de Moscou consacré aux arts de l'Occident fut transférée à l'Ermitage. Parmi ces peintures, figuraient les collections de deux mécènes de la période impériale : Sergueï Chtchoukine et Ivan Morozov. La plupart des œuvres du XXe siècle de l'Ermitage, en particulier les tableaux de Pablo Picasso, proviennent de cette collection. Ces peintures, taxées de formalisme durant une partie de l'ère soviétique, ne purent être exposées qu'après la mort de Staline. Par ailleurs, des tableaux qui avaient été volés durant la Seconde Guerre mondiale par la Wehrmacht dans les territoires occupés, puis récupérés par l'Armée rouge, furent également confiés à l'Ermitage. Depuis 1990, certains de ces tableaux ont été restitués à leurs propriétaires légitimes, et d'autres, comme Le Jas de Bouffan de Paul Cézanne, ou Piti Teina de Paul Gauguin, sont exposés dans des salles qui leur sont consacrées.

#### Depuis le démantèlement de l'Union soviétique
Sous l'ère soviétique, bien que le musée de l'Ermitage passât alors pour l'une des vitrines de l'Union soviétique, il était connu dans les pays occidentaux surtout par un public cultivé et peu par le grand public occidental. La direction du musée et les principales décisions étaient en pratique prises par le Politburo. Depuis 1996, l'Ermitage est placé directement sous le patronage du président de la fédération de Russie.
Toutefois, depuis 1990, le musée dispose d'une plus grande autonomie, bien que souffrant toujours de problèmes financiers : ainsi, en 1996, le musée, qui demandait l'équivalent de soixante millions de dollars à l'État, se vit promettre quarante millions, mais en reçut finalement dix-huit. Les chiffres respectivement pour 1997 (90 millions / 30 / 12) et 1998 (7,4 / 5,4 / 2,7) furent encore inférieurs. L'Ermitage fait partie avec le théâtre Bolchoï et la bibliothèque Lénine[Laquelle ?] des principaux projets placés sous la protection de l'UNESCO en Russie. Le budget du musée, qui, comparativement, représentait dans les années 1990 seulement 1 % du budget du Metropolitan Museum of Art, s'est relevé par la suite pour atteindre environ 10 %. Sur ce, 60 % des frais de fonctionnement de l'Ermitage sont pris en charge par l'État. Les 2 500 employés du musée doivent souvent occuper un second emploi le soir ou la nuit pour compenser la faiblesse des salaires versés[réf. nécessaire].
Depuis l'ouverture de la Russie, l'Ermitage est devenu pour les touristes étrangers l'attraction principale du pays. Une coopération à long terme s'est mise en place avec la Fondation Solomon R. Guggenheim. Les Pays-Bas soutiennent également financièrement et techniquement le musée depuis l'éclatement de l'Union soviétique. En 2004, l'Ermitage a ouvert une annexe à Amsterdam ainsi qu'un musée Guggenheim Ermitage à Las Vegas en collaboration avec la Fondation Guggenheim. Un projet similaire à Londres a débouché sur la création de salles d'exposition Ermitage à l'Institut Courtauld. Le musée travaille ces derniers temps sur la numérisation de ses collections. Contrairement à beaucoup de musées, les prises de photos à des fins privées non lucratives ou pédagogiques sont autorisées.
En juillet 2006, deux cents pièces (essentiellement des bijoux et des émaux) ont été dérobées, sans doute avec la complicité d'employés du musée. Ce vol est estimé à quatre millions d'euros.

## Service des volontaires
Le Service des volontaires du musée de l'Ermitage de Saint-Pétersbourg propose à toute personne intéressée de s'impliquer dans son fonctionnement. Ce service aide non seulement l'Ermitage dans ses activités internes et externes mais il est aussi un lien informel entre les professionnels et le public. Il vulgarise les connaissances très spécifiques des scientifiques afin qu'un plus grand nombre puisse profiter de leur savoir. Les volontaires développent aussi leurs propres projets en accord avec la mission qu'ils se sont donnée.

## Chats
Depuis plus de deux siècles[évasif], des dizaines des chats gardent les terrasses du toit du musée de l'Ermitage de Saint-Pétersbourg et certains recoins des bâtiments. Aujourd'hui[Quand ?] ils sont autour de soixante-dix à garder ainsi les caves et recoins du musée et quatre personnes s'occupent d'eux. Mais ils n'ont pas accès aux salles d'exposition ouvertes au public. Ces chats sont populaires auprès du personnel du musée et des visiteurs, si bien qu'il y a au printemps une « fête des gardiens chats ». Il y a pour l'occasion une exposition d'œuvres représentant des chats, des visites des quartiers des chats, des jeux pour les enfants et les adultes, un concours de portraits de chats, etc. La fête permet aussi de récolter de l'argent pour l'entretien des chats qui ne figure pas au budget général du fonctionnement du musée et qui provient donc de dons des employés, des visiteurs ainsi que des dons d'origine étrangère.

## Œuvres exposées au musée de l'Ermitage

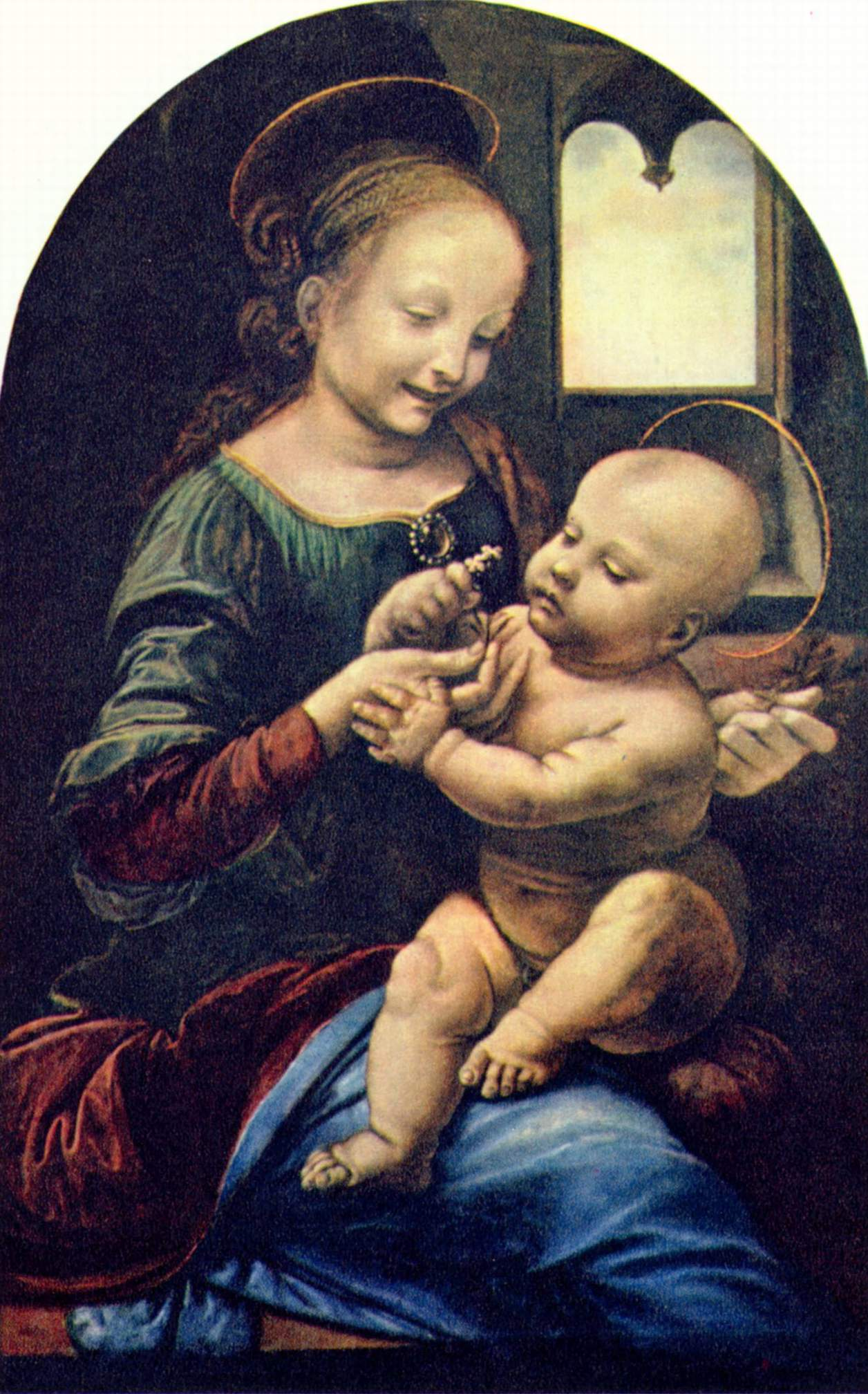
Léonard de Vinci, Madonna Benois, 1480.
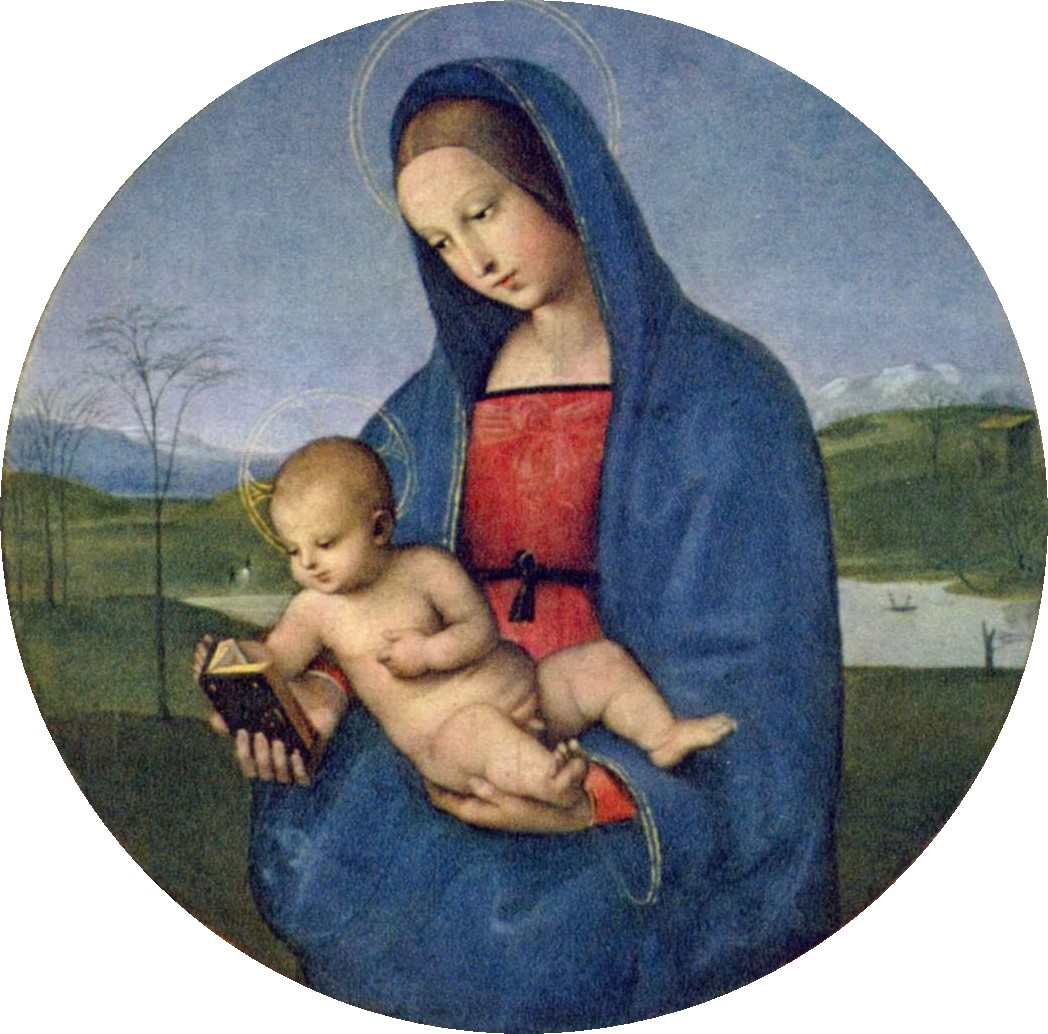
Raphaël, La Vierge à l'enfant, 1504.
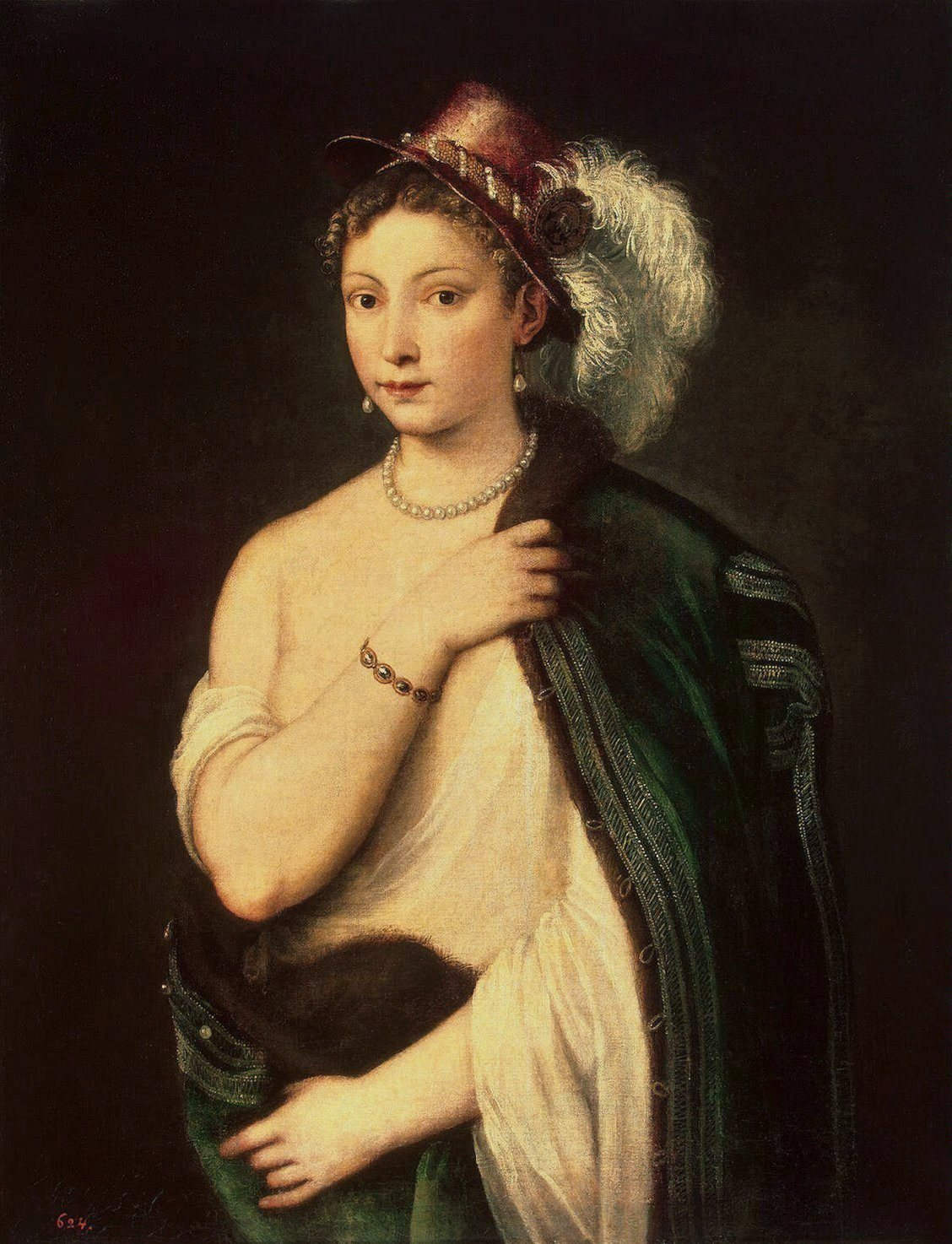
Titien, Jeune femme au chapeau, 1536.
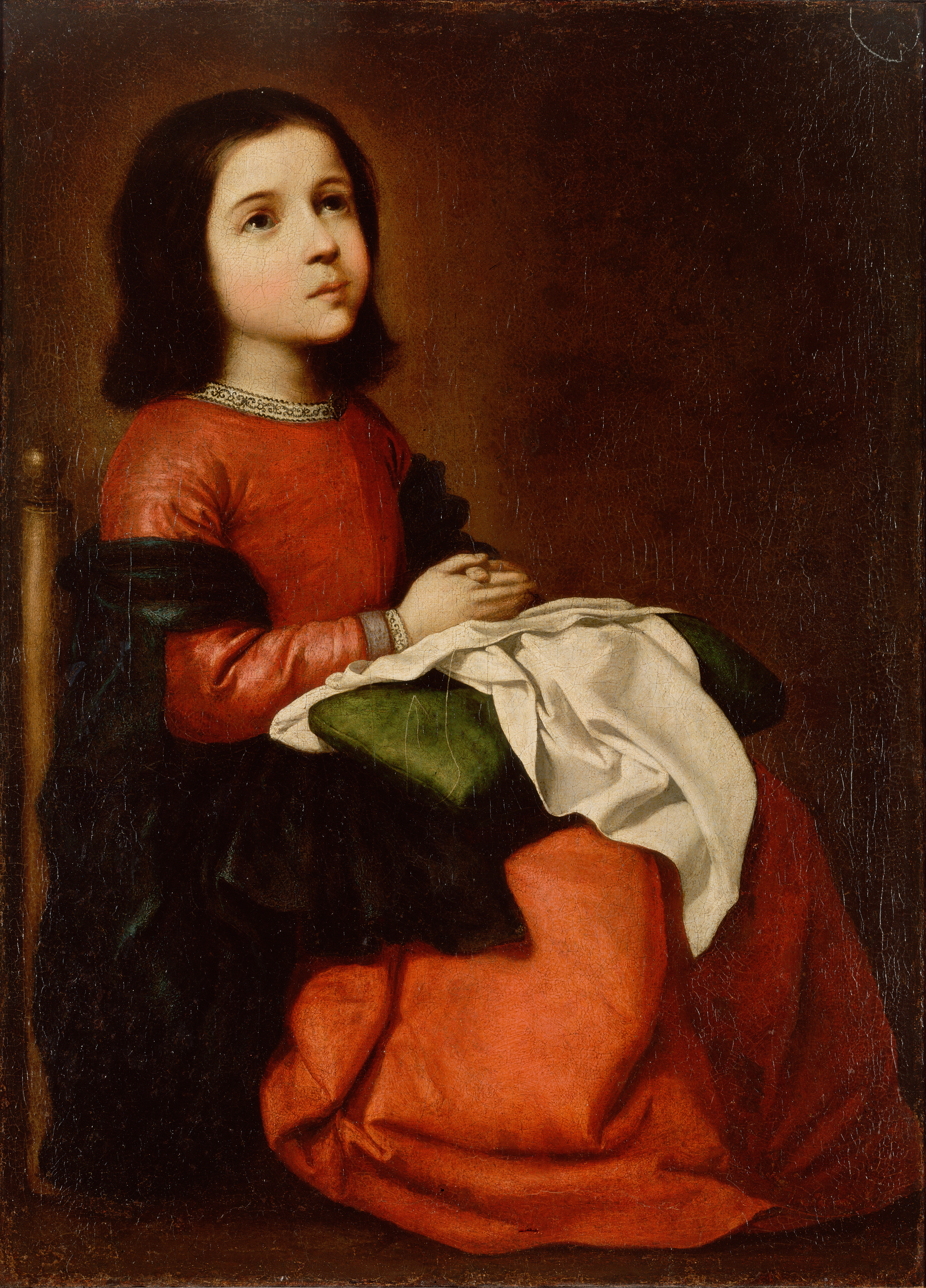
Zurbarán, La Vierge enfant, 1560.
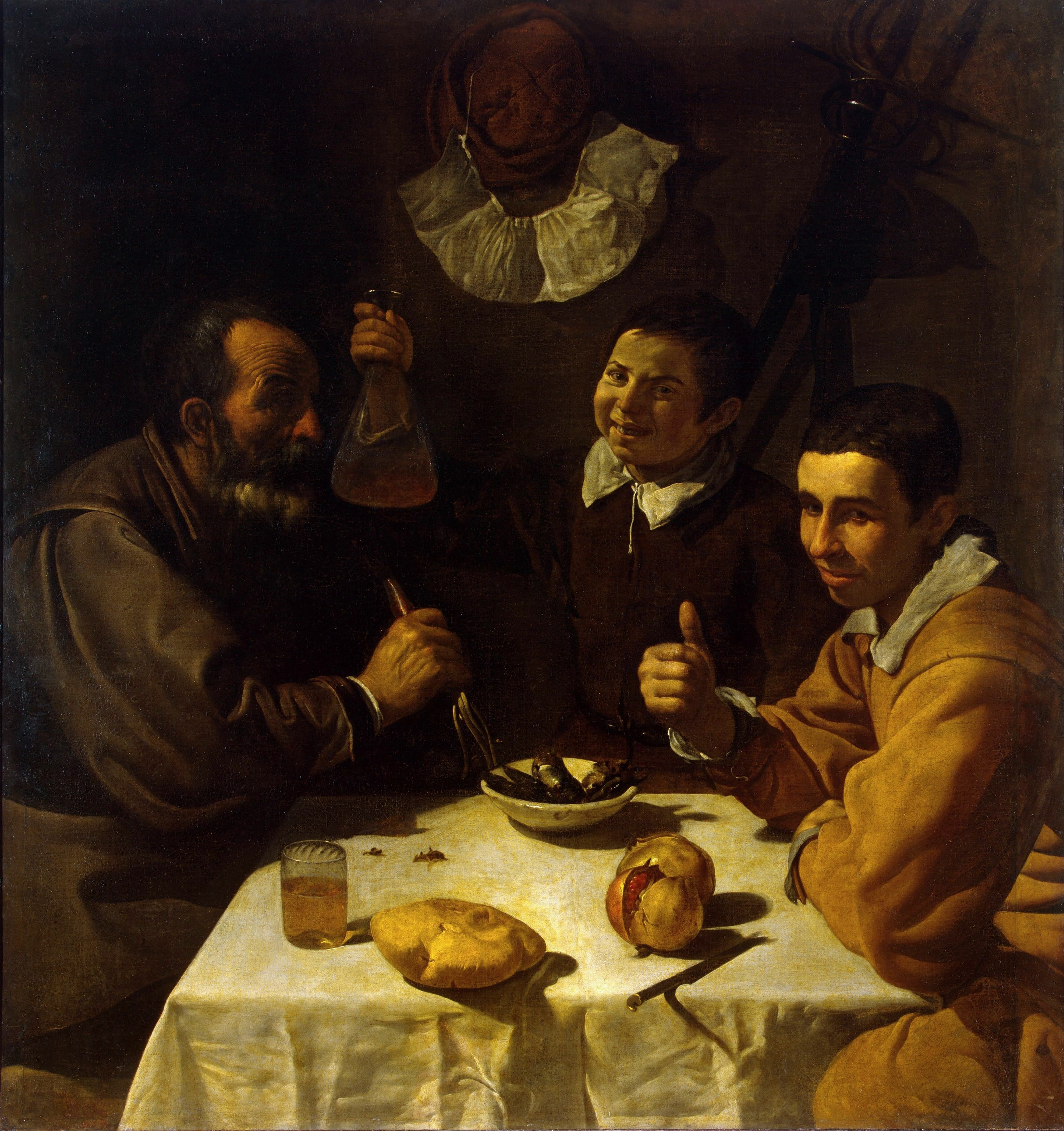
Vélasquez, Trois hommes à table, 1618.
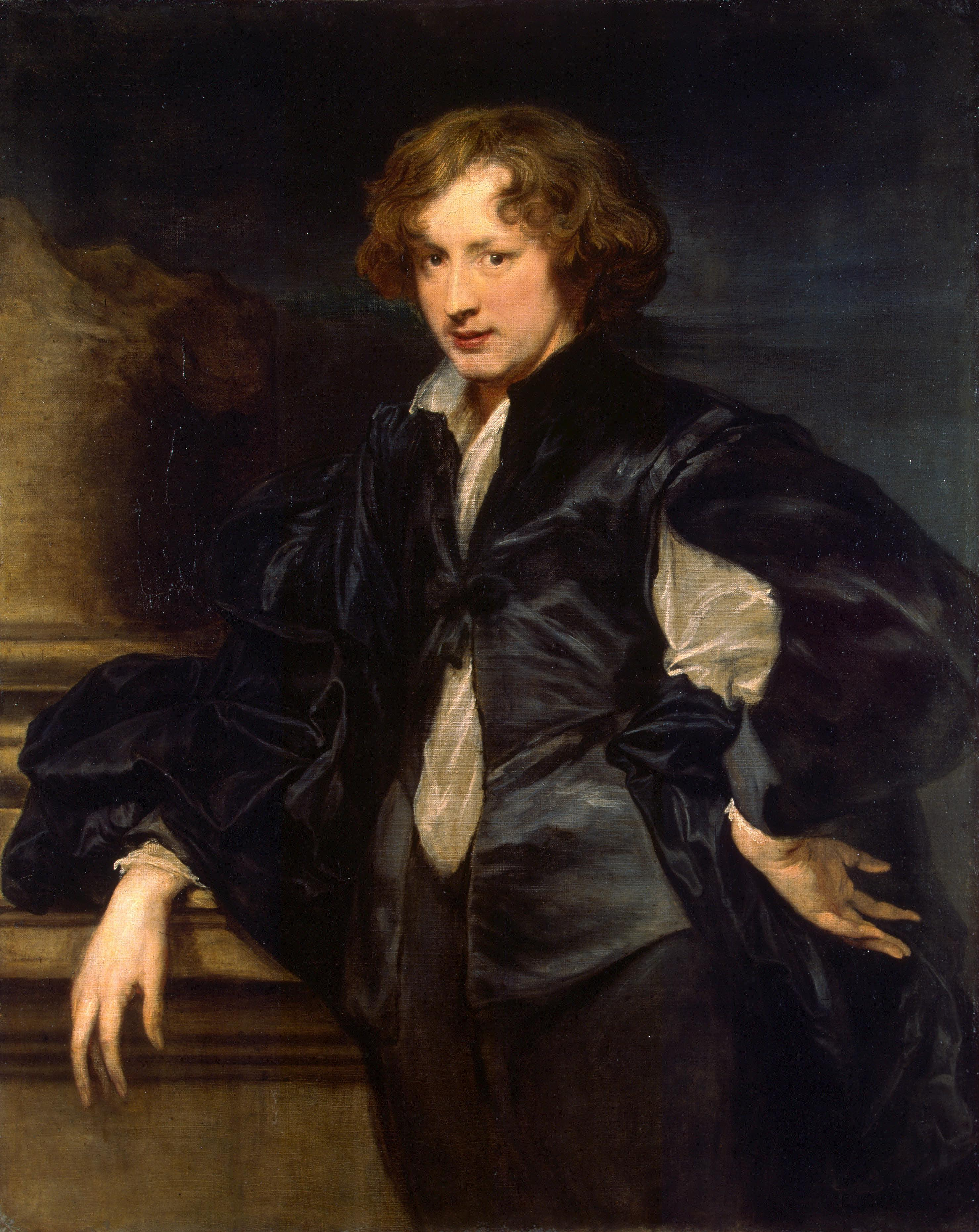
Antoine van Dyck, Autoportrait, 1618.
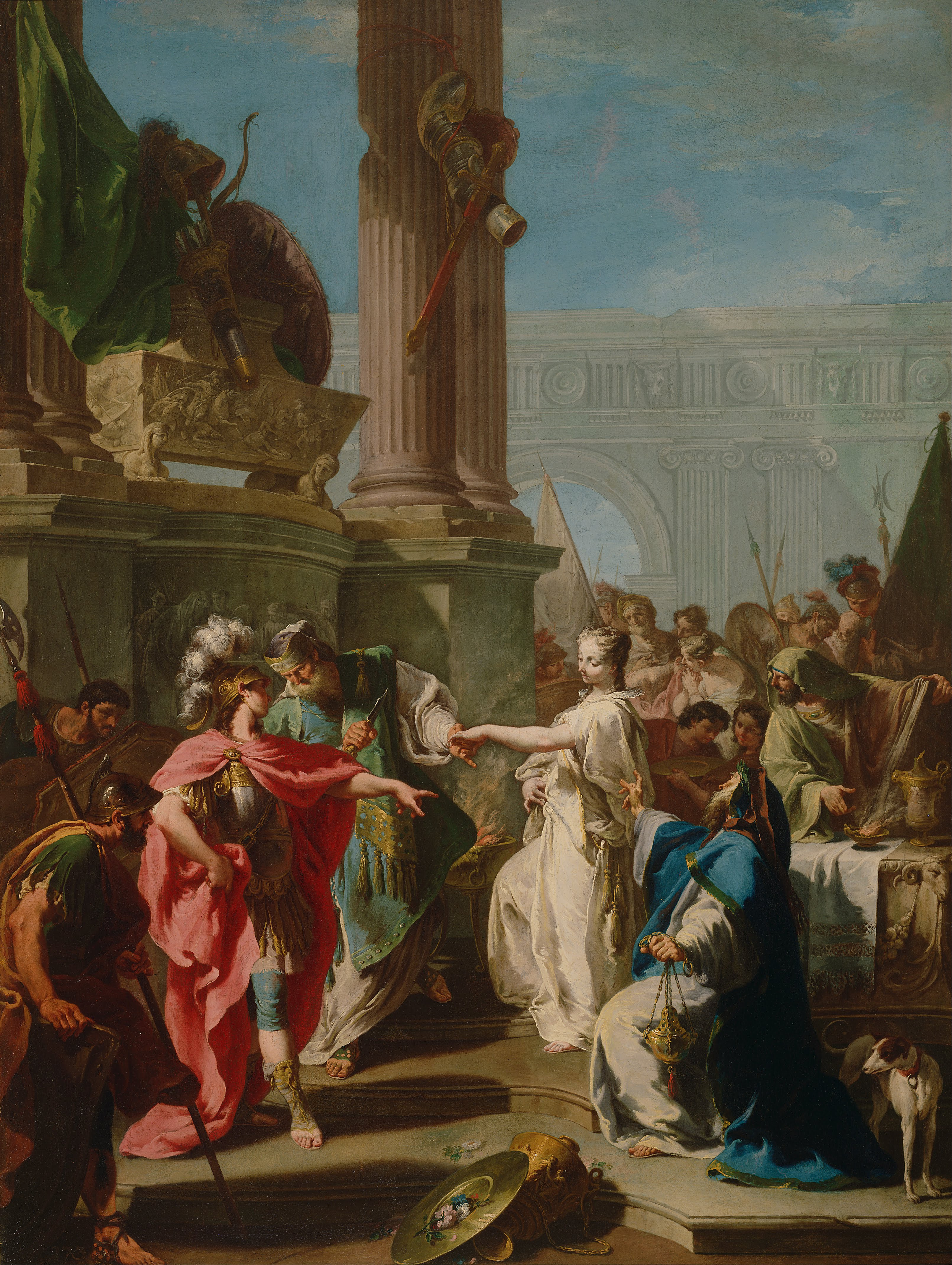
Giambattista Pittoni, Le Sacrifice de Polyxène, 1730.
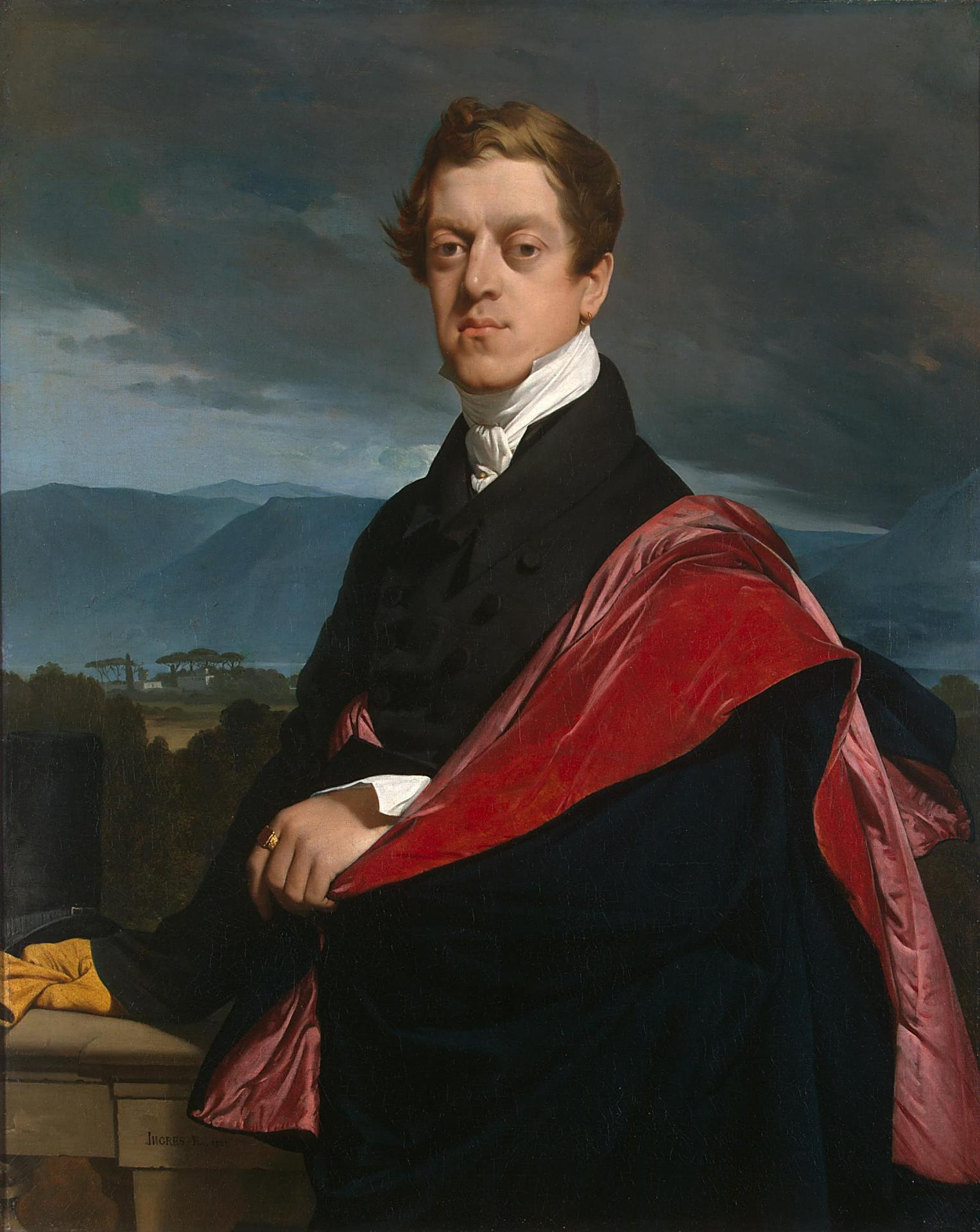
Ingres, Le Comte Nikolaï Dmitrievitch Gouriev, 1821.
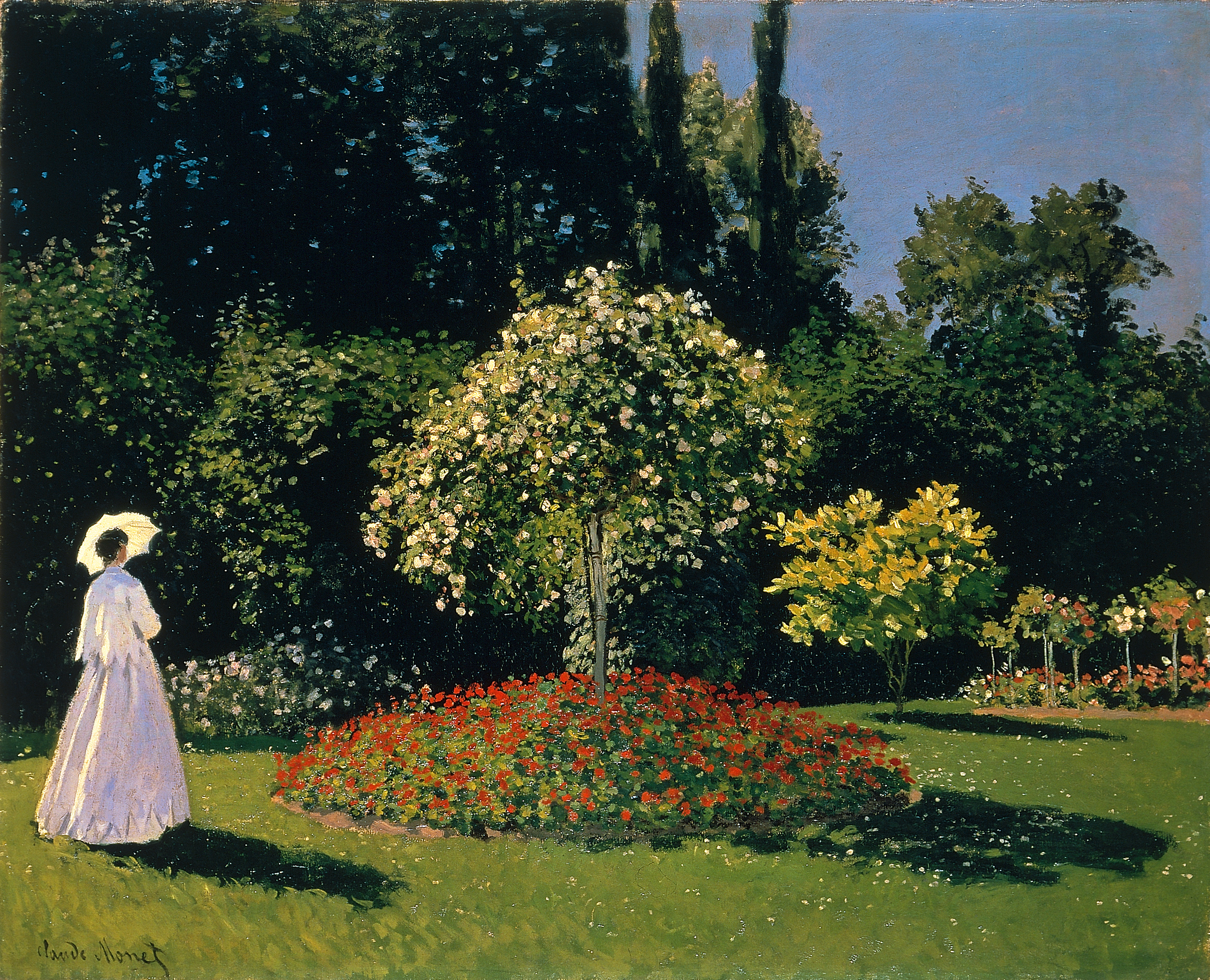
Claude Monet, Dame en blanc au jardin, 1867.
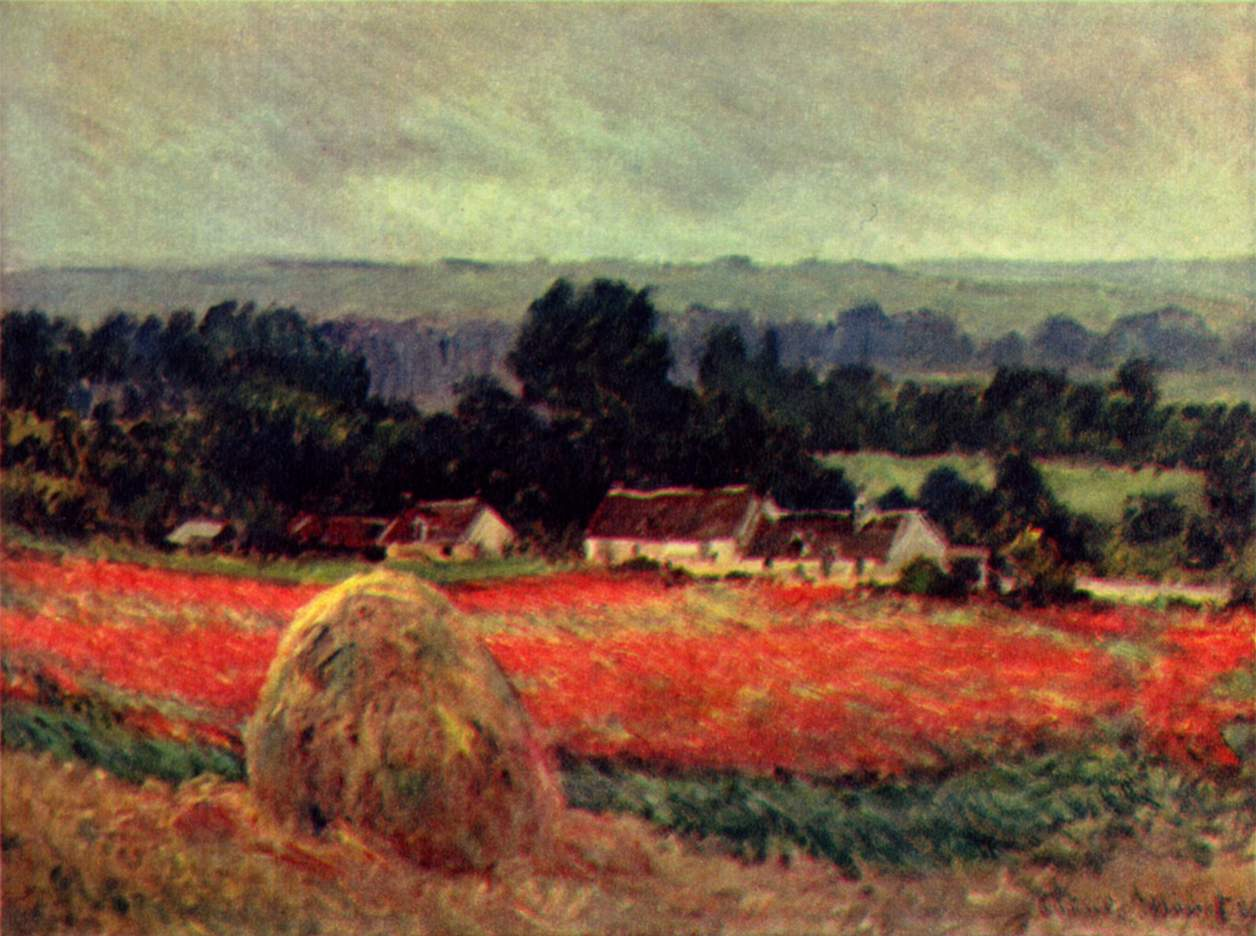
Claude Monet, Champ de coquelicots, 1885.
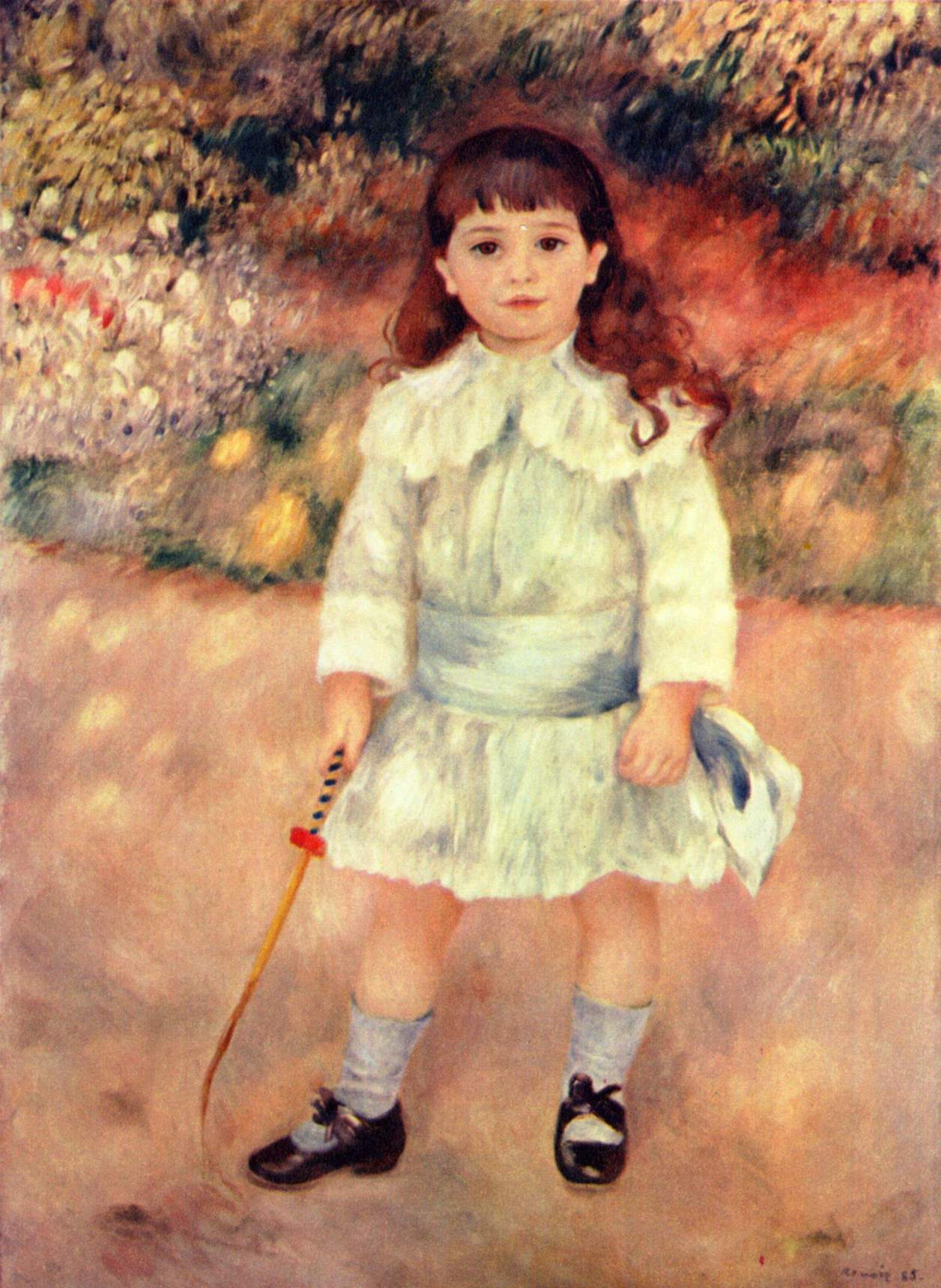
Renoir, L'Enfant (Étienne Goujon) au fouet, 1885.
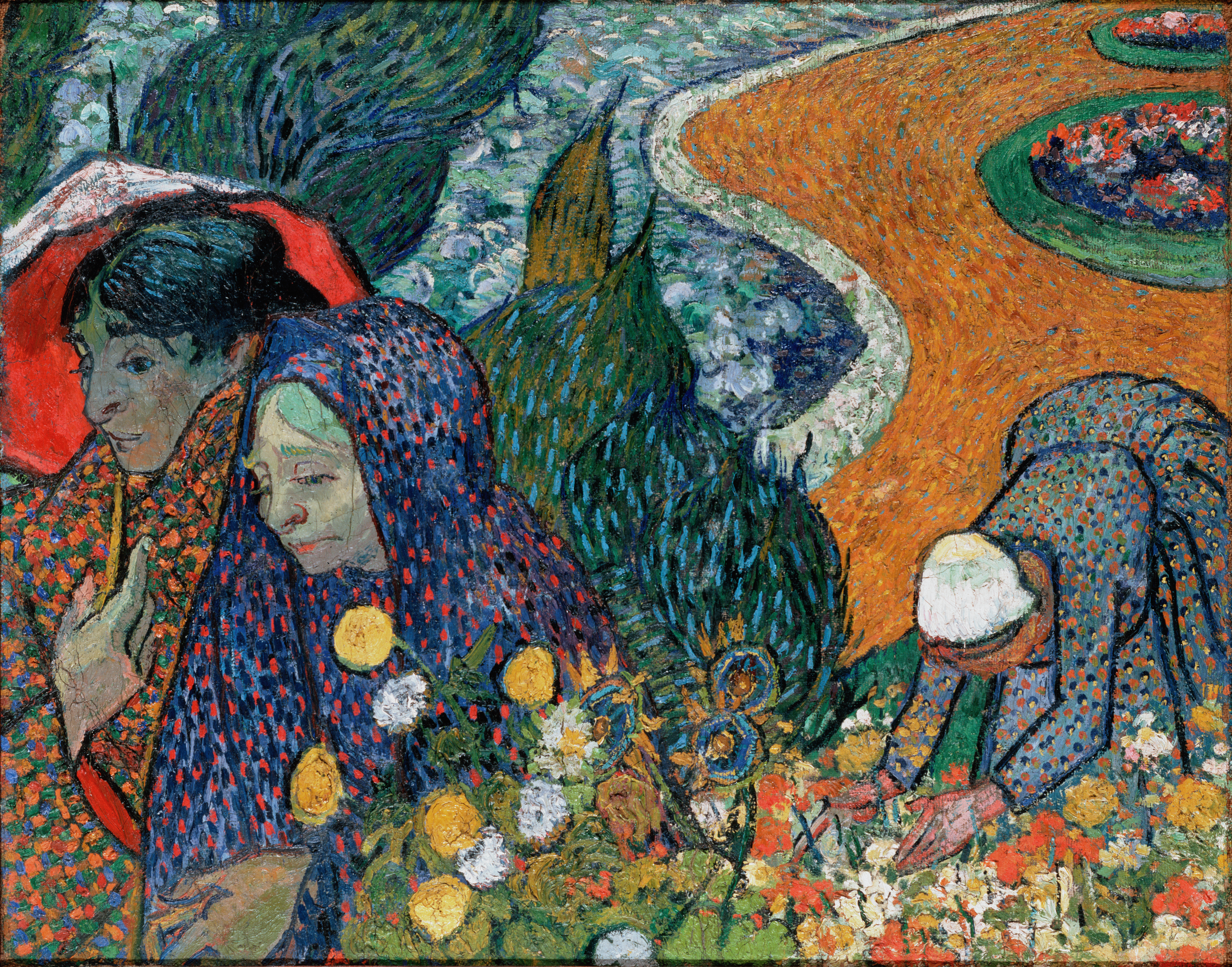
Van Gogh, Souvenir du jardin à Etten (Femmes d'Arles), 1888.
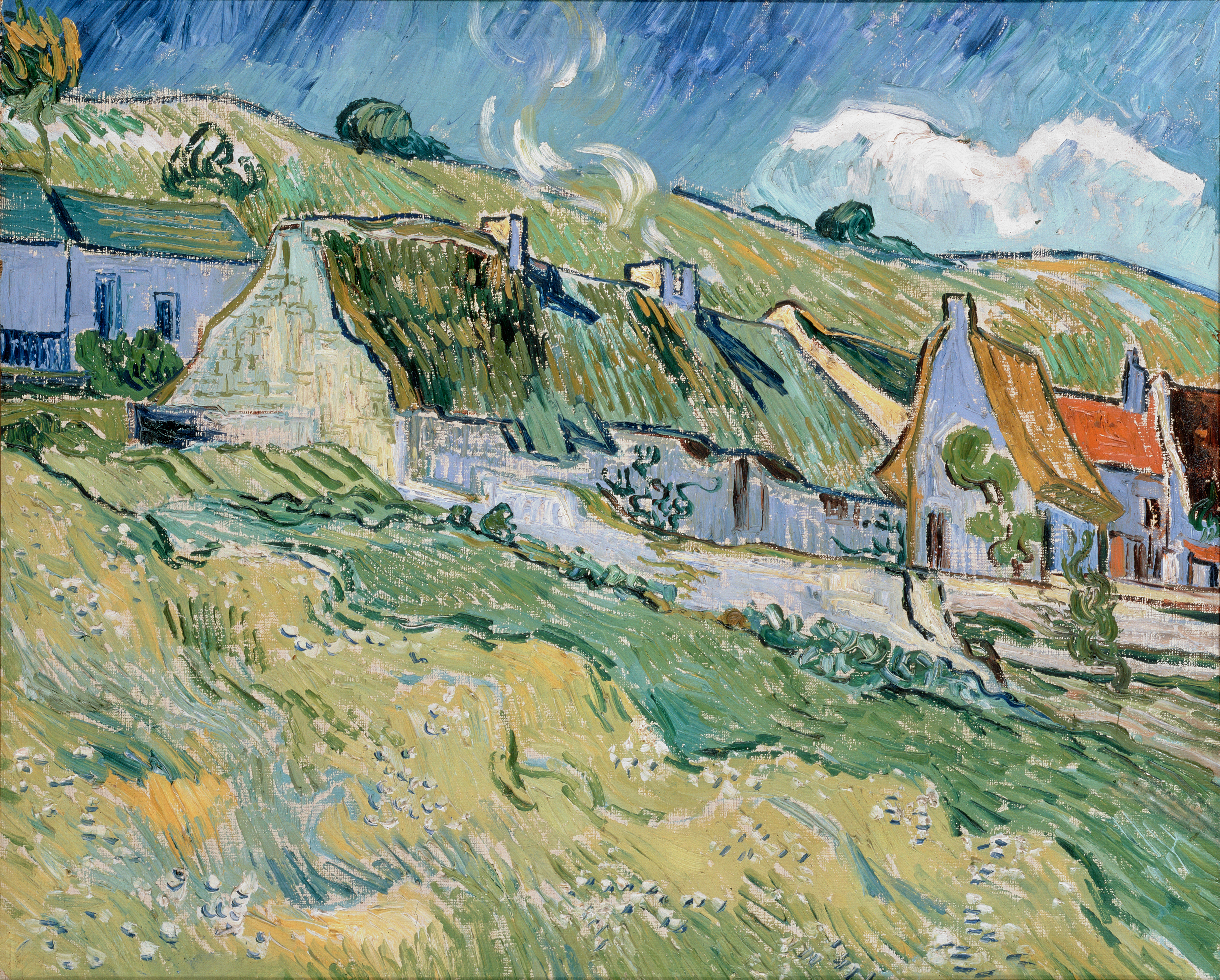
Van Gogh, Chaumières à Auvers-sur-Oise, 1890.
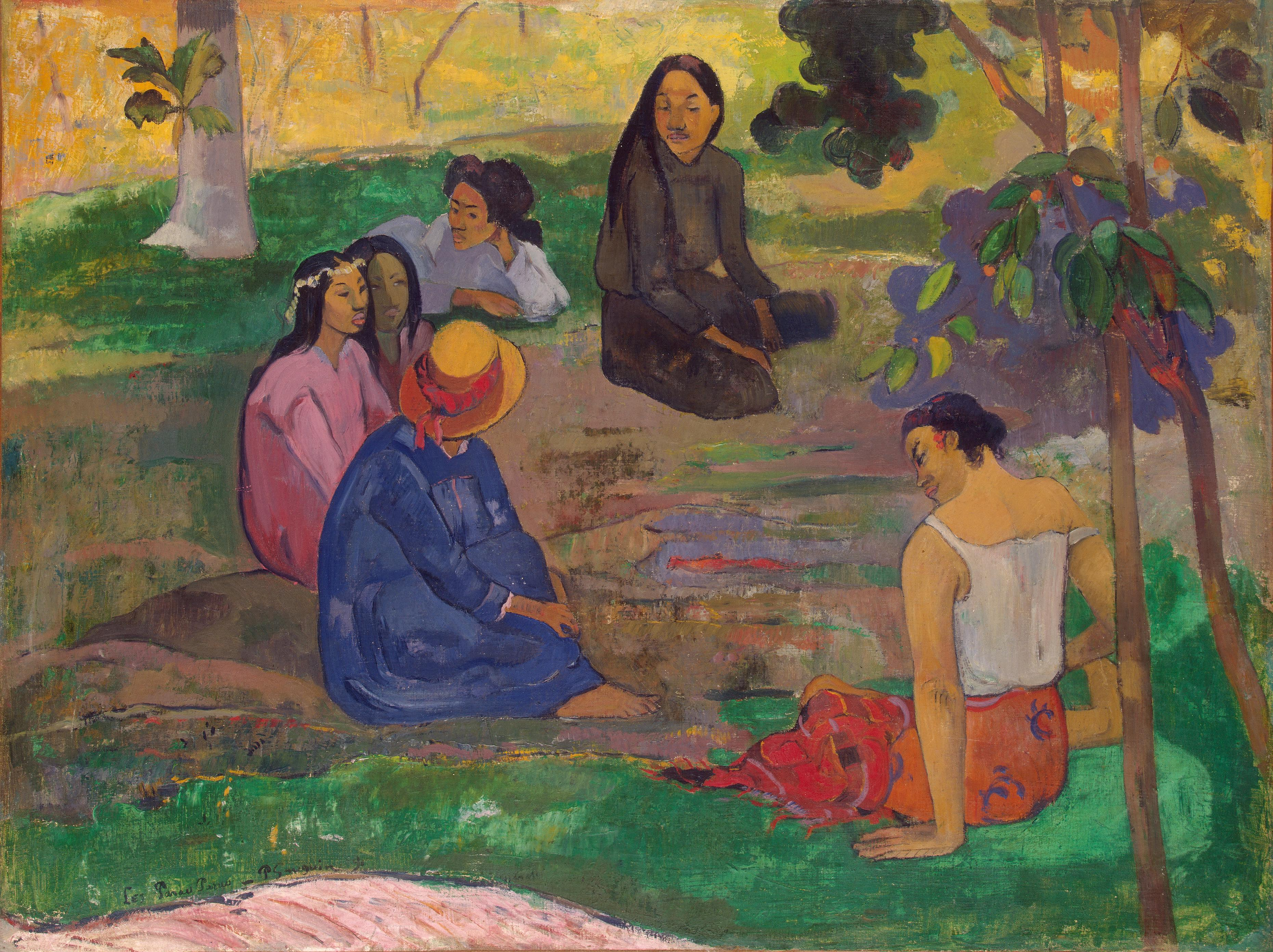
Gauguin, Les Potins, 1891.
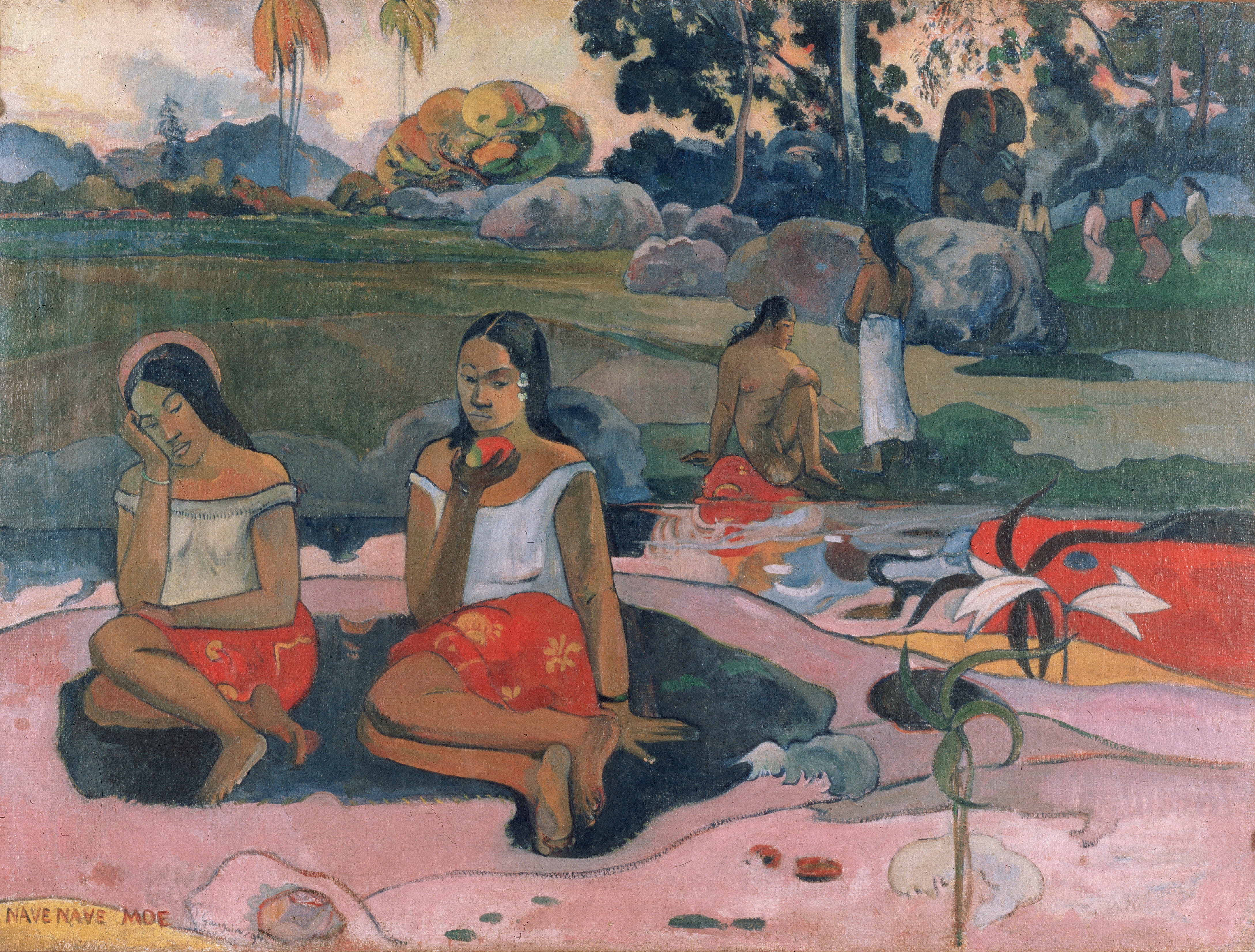
Gauguin, Nave, nave moe (Joie de se reposer), 1894.
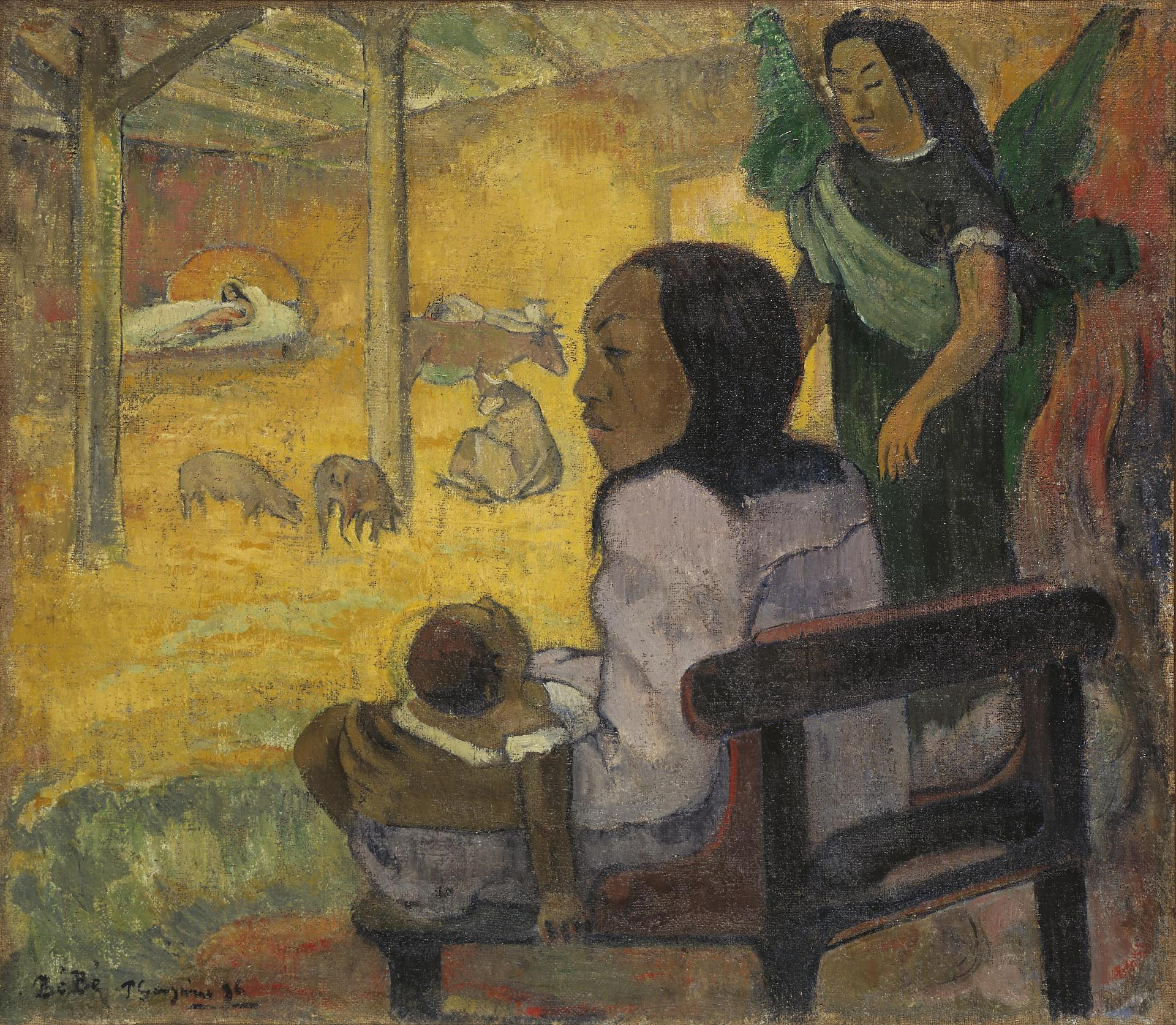
Gauguin, Bébé, ou Naissance du Christ à la tahitienne, 1896.
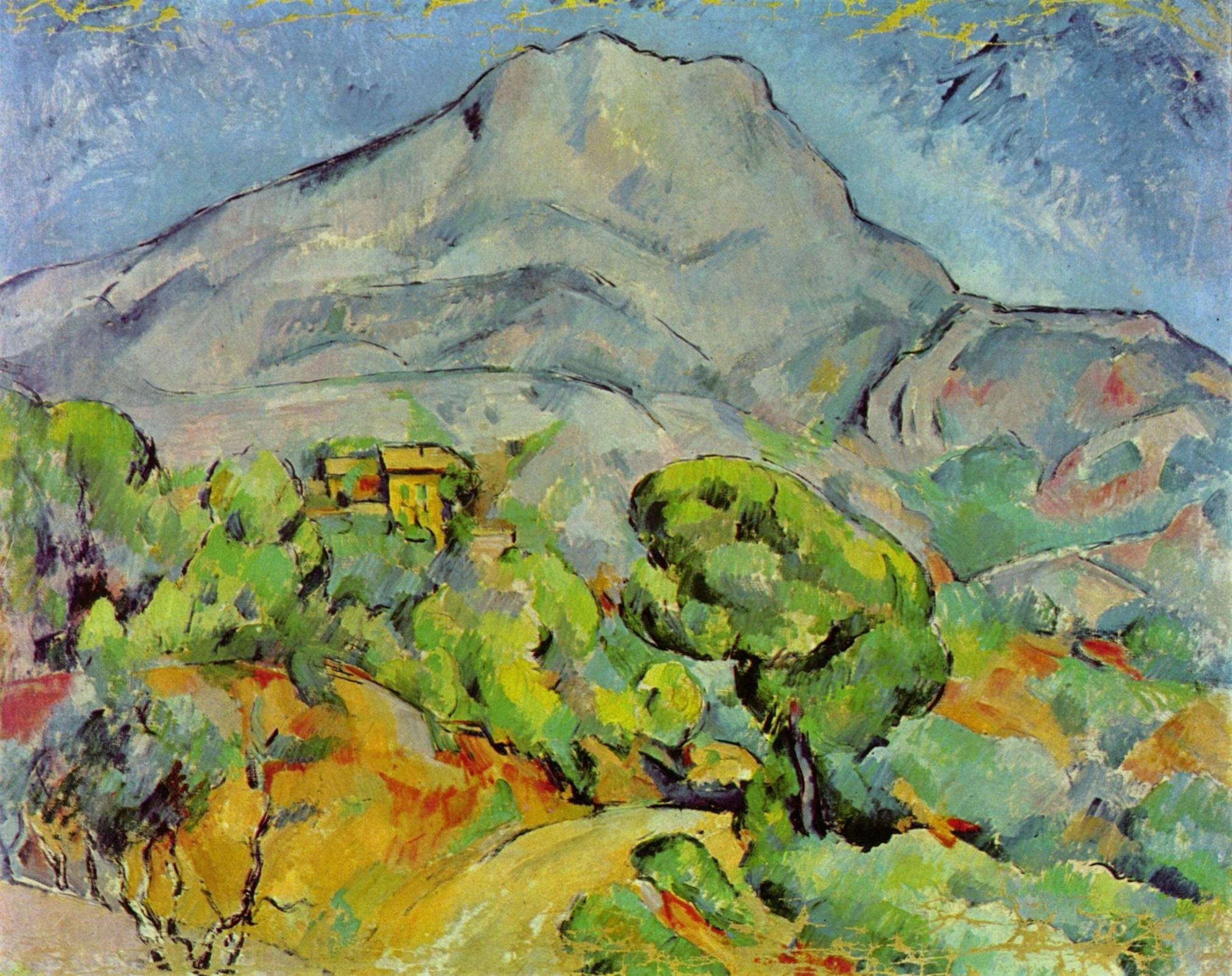
Cézanne, La Montagne Sainte-Victoire, 1900.
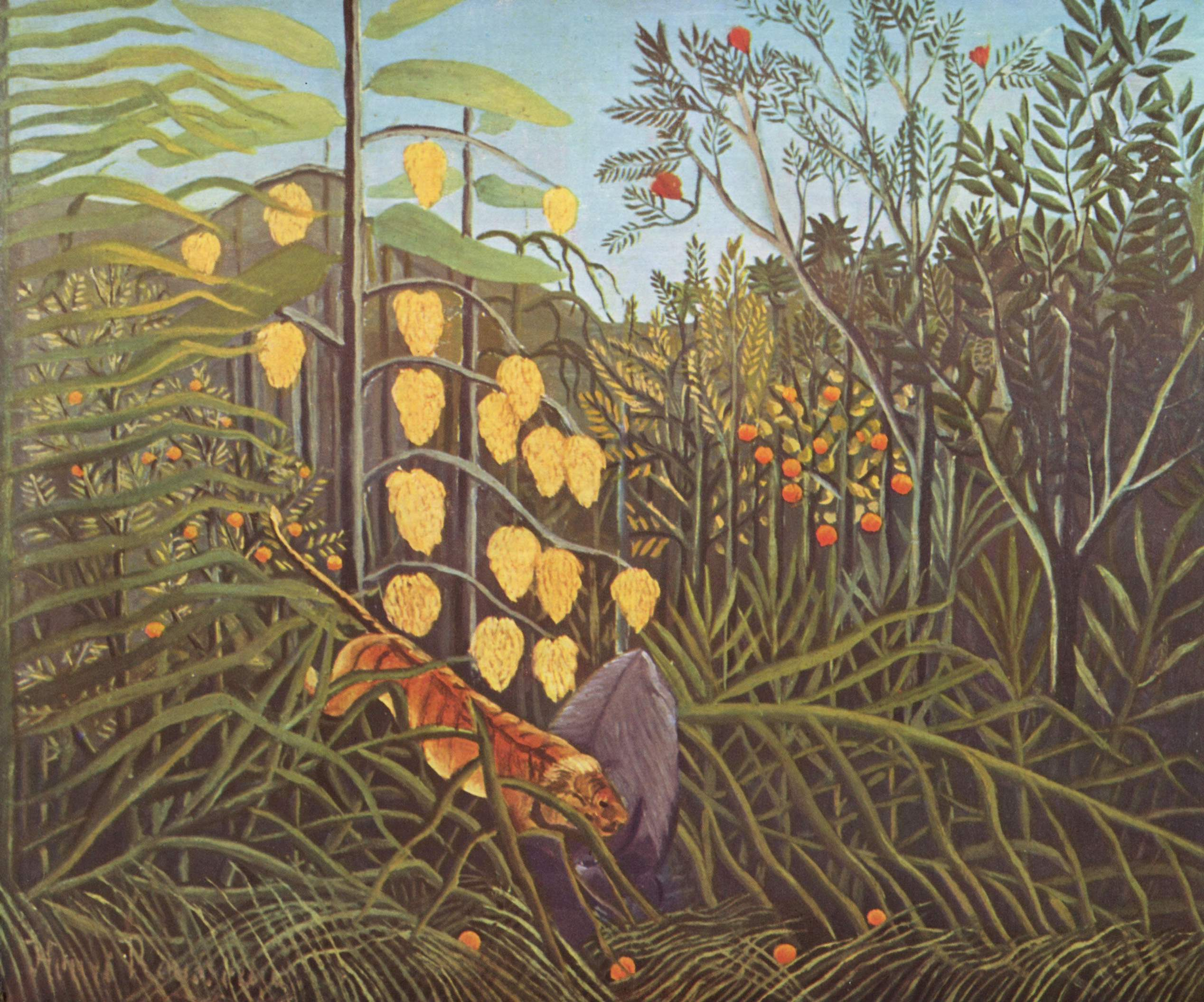
Le douanier Rousseau, Combat de tigre et de buffle, 1908.
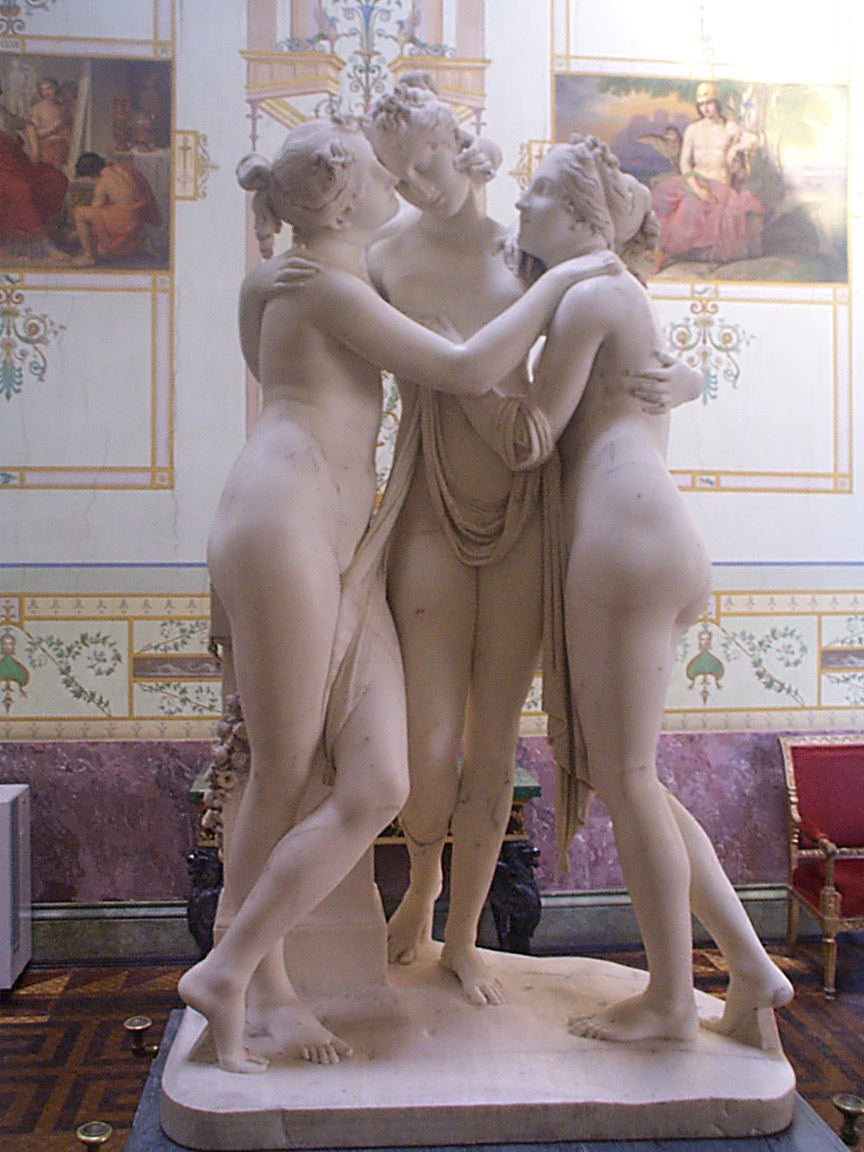
Canova (1757-1822), Les Trois Grâces.
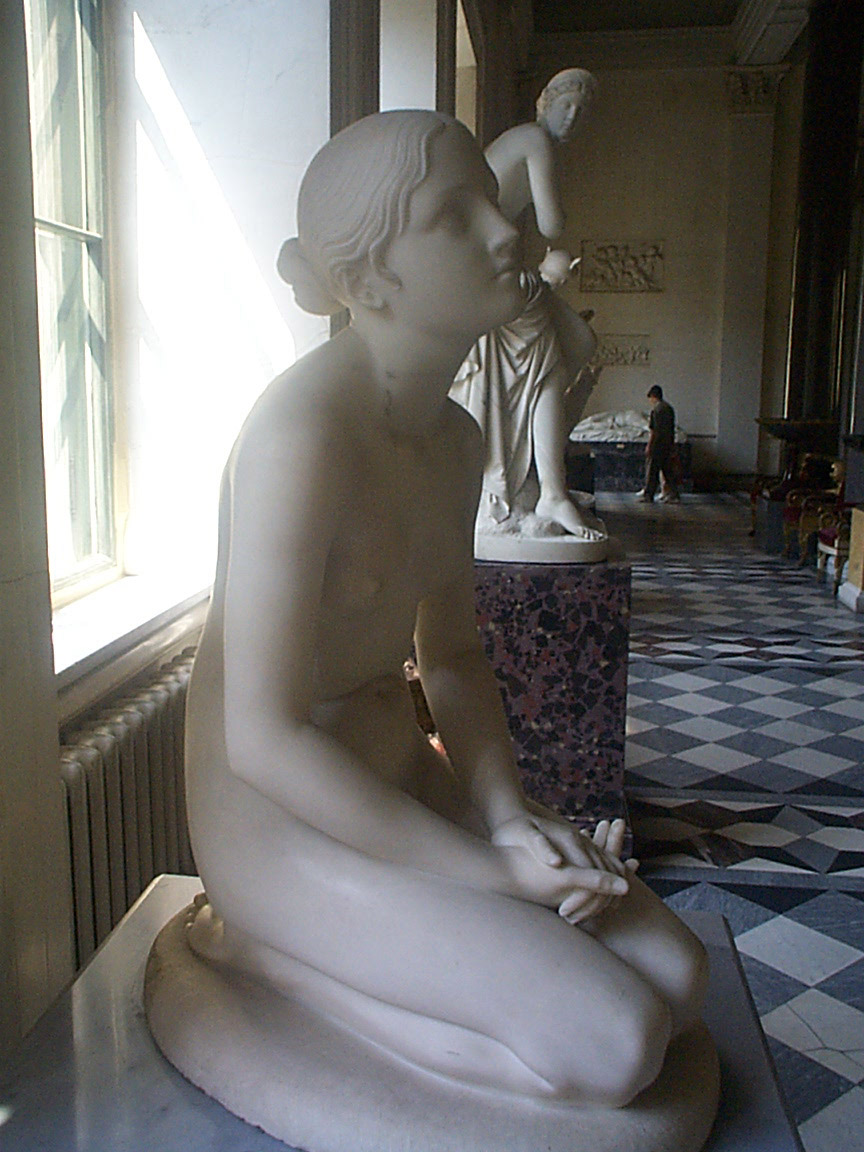
Lorenzo Bartolini (1777-1850), La Foi en Dieu.
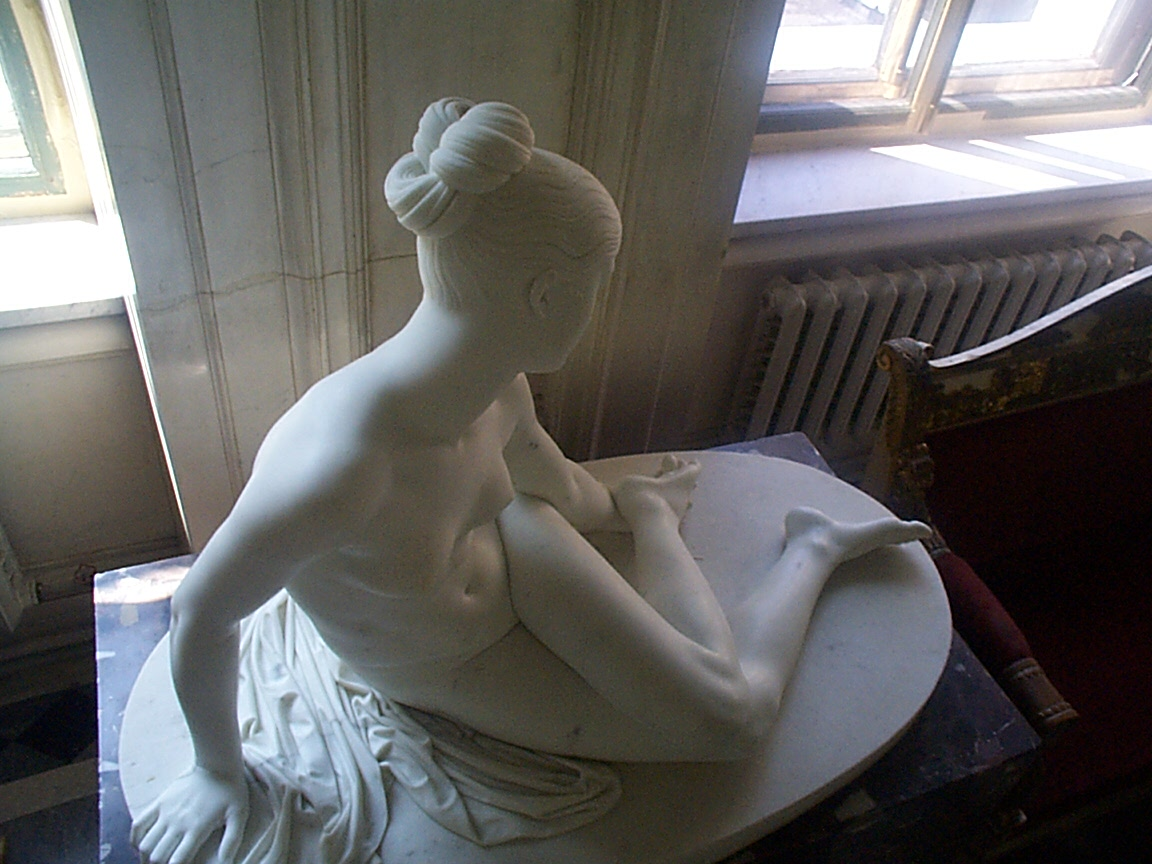
Lorenzo Bartolini (1777-1850), Nymphe.
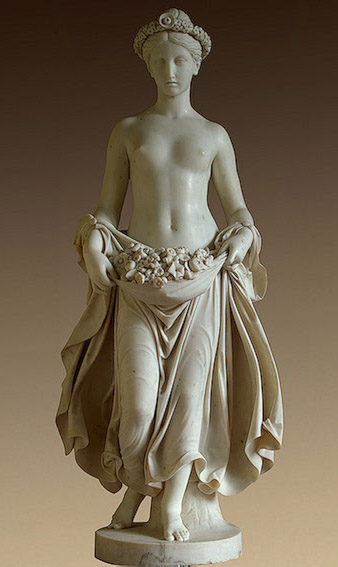
Pietro Tenerani, Flora, 1840.

## Succursales en Europe et en Russie
À partir de 2019 au mieux, le musée de l'Ermitage aura une autre antenne, à Barcelone, en Espagne, après avoir déjà ouvert d'autres musées frères à Vyborg, Amsterdam et Kazan. Il possède aussi un centre de recherche à Venise depuis 2013. D'autres projets doivent naître par la suite, à Omsk, Moscou, Ekaterinbourg et Vladivostok.